# Protestas por la guerra en Gaza
Las protestas por la guerra de Gaza son una multitud de manifestaciones que han tenido lugar en varios países del mundo desde el comienzo de la guerra de Gaza en octubre de 2023. Estos eventos se centraron en una variedad de temas relacionados con la actual guerra entre Israel y la Franja de Gaza, incluidas las demandas de un alto el fuego, el fin del bloqueo, la liberación de rehenes israelíes, la protesta por crímenes de guerra y la prestación de ayuda humanitaria a Gaza. Las protestas contra la acción israelí en Gaza fueron notablemente numerosas en todo Medio Oriente y el norte de África, especialmente tras la masacre del Hospital Bautista Al-Ahli.
En algunos países europeos, el apoyo público a Palestina y a la causa palestina ha sido criminalizado, y países como Francia, Alemania, Reino Unido y Hungría restringieron el discurso político pro palestino. Alemania prohibió la recaudación de fondos, la exhibición de la bandera palestina y el uso de la Kufiya. El conflicto también provocó grandes protestas en las embajadas de Israel y Estados Unidos en todo el mundo.
Una investigación realizada por el Armed Conflict Location and Event Data Project indicó que del 7 de octubre al 24 de noviembre hubo al menos 7283 protestas pro palestinas y 845 protestas pro Israel en todo el mundo.
Durante las tres primeras semanas de combates entre Israel y Hamás, se registraron al menos 4385 protestas relacionadas con el conflicto en casi 100 países y territorios, de las cuales el 86 % se solidarizaron con los palestinos, el 12 % con Israel y el 2 % restante simplemente pedían la paz.

## Israel y Palestina

### Israel
Activistas judíos israelíes contrarios a la guerra sufrieron ataques por parte de grupos de extrema derecha. Por su parte los árabes israelíes denunciaron la represión de su libertad de expresión, con personas arrestadas por publicaciones y me gusta en las redes sociales.
En septiembre de 2023, más de 200 jóvenes israelíes publicaron una carta abierta titulada «Jóvenes contra la dictadura» en la que anunciaban que se negarían a servir en el ejército de Israel.
Una manifestación de solidaridad con los rehenes en Tel Aviv el 14 de octubre criticó la gestión de la guerra por parte del gobierno y pidió la dimisión del primer ministro Benjamín Netanyahu. Al día siguiente, el ministro de Comunicaciones, Shlomo Karhi, propuso normas de emergencia que permitieran el arresto de personas que dañaran la «moral nacional». Tras una manifestación en apoyo de Gaza en Haifa, el comisionado de policía Kobi Shabtai amenazó con enviar a los manifestantes pacifistas a la Franja de Gaza en autobuses. El 28 de octubre, una turba de israelíes se reunió en el Colegio Académico de Netanya gritando «muerte a los árabes» a los estudiantes palestinos que vivían en los dormitorios del campus.
El 4 de noviembre se llevaron a cabo protestas cerca de la residencia de Netanyahu. El 8 de noviembre, el Tribunal Supremo de Israel permitió a la policía prohibir todas las protestas contra la guerra. El 9 de noviembre, la policía israelí arrestó al ex parlamentario Mohammad Barakeh en Nazaret por intentar organizar una protesta contra la guerra. En una entrevista con la revista Time, Barakeh describió las medidas enérgicas de Israel contra la libertad de expresión como fascistas. El 18 de noviembre, se celebró la primera protesta pacifista legalmente autorizada en Tel Aviv.
La Knéset tipificó como delito el «consumo de materiales terroristas» el 8 de noviembre. Grupos de derechos civiles criticaron el proyecto de ley, afirmando que «invade el ámbito de los pensamientos y creencias personales». El 2 de diciembre, un abogado de Adalah, un centro jurídico israelí, afirmó que las fuerzas del orden estaban utilizando la ley para vigilar y silenciar a las personas, mientras que la Asociación por los Derechos Civiles de Israel dijo que era algo «sin precedentes en los países democráticos».
El 28 de octubre, ciudadanos israelíes de Tel Aviv, desoyendo las amenazas de deportación del comisionado Kobi Shabtai, y haciendo caso omiso a las amenazas de muerte recibidas desde los sectores más radicales, se manifiestan pidiendo el alto el fuego y la dimisión de Netanyahu. A esa manifestación también se unieron familiares de los israelíes secuestrados. Se trató de la primera manifestación en contra del conflicto en la que las fuerzas policiales no actuaron con violencia y arrestos.
El 7 de noviembre unas dos mil personas se manifestaron delante de la Knéset para exigir la dimisión de Netanyahu. La manifestación estaba encabezada por familiares de víctimas y secuestrados por Hamás. El 20 de noviembre, el canal de televisión Kan 11 publicó y luego eliminó un video producido por una ONG privada, que muestra a niños que fueron evacuados de los asentamientos de Gaza cantando «los eliminaremos a todos y volveremos a arar nuestros campos». El 23 de noviembre, el ministro de Comunicaciones, el ultraderechista Shlomo Karhi, propuso retirar fondos al periódico Haaretz debido a su «propaganda derrotista y falsa». El 23 de noviembre, antes del intercambio de rehenes, el ministro de Seguridad Nacional, el también ultraderechista Itamar Ben-Gvir, declaró que cualquier «expresión de alegría relacionada con la liberación de los prisioneros palestinos equivalía a respaldar el terrorismo».
El 25 de noviembre, manifestantes en Jerusalén pidieron la dimisión de Netanyahu. Judíos e israelíes en el extranjero participaron en protestas tanto en apoyo como en protesta por la respuesta israelí a la guerra. El 29 de noviembre, la policía arrestó a activistas en una protesta en la Knesset oponiéndose al gobierno. Seis personas fueron arrestadas el 2 de diciembre mientras protestaban frente a la casa de Netanyahu en Cesarea. Se informó de un presunto incendio provocado en un campamento de protesta para las familias de los rehenes retenidos en Gaza; las familias sufrieron acoso por parte de los partidarios de Netanyahu.
El 16 de diciembre, manifestantes instalaron tiendas de campaña frente al Ministerio de Defensa israelí en Tel Aviv y declararon que no se marcharían hasta que el gobierno retomara las negociaciones sobre los rehenes. Dos activistas fueron arrestados en Haifa por protestar silenciosamente contra la guerra.
El 26 de diciembre de 2023, el adolescente israelí Tal Mitnick fue condenado a 30 días de prisión por rechazar el reclutamiento para la guerra, que condenó como «una campaña de venganza... no sólo contra Hamás, sino contra todo el pueblo palestino». Los comentarios de Mitnick fueron compartidos por uno de varios grupos de apoyo para objetores de conciencia israelíes.
En enero de 2024, el Tribunal Supremo israelí instó a las autoridades a permitir la primera manifestación contra la guerra en el país si bien limitó la participación a setecientos asistentes. la manifestación tuvo lugar el 20 de enero con banderas antifascistas o la del antiguo Partido Comunista de Israel, así como banderas arcoíris y palestinas para protestar contra el «genocidio que está cometiendo Israel». Los manifestantes exigieron al Gobierno israelí que alcanzase un acuerdo para la liberación de los rehenes en Gaza, además de pedir la dimisión de Netanyahu.
El 22 de enero, un grupo de unos veinte familiares de rehenes irrumpieron en una sesión de un comité parlamentario en Jerusalén, exigiendo a los legisladores que hicieran más para liberar a sus familiares. La acción de protesta se produjo un día después de la negativa de Netanyahu de llegar a un acuerdo con Hamás.
El 23 de marzo se registraron manifestaciones en varias localidades israelíes: En HaKirya, barrio de Tel-Aviv donde se encuentra la principal base militar de las Fuerzas de Defensa de Israel, exigiendo un acuerdo para la liberación de los rehenes en poder de Hamás y la celebración de elecciones. En Majd al-Krum, ciudad de mayoría musulmana, el final de la guerra.
El 31 de marzo, más de 100 000 personas (según los convocantes) salieron a las calles de Jerusalén para protestar contra el gobierno de Netanyahu en la que fue la mayor movilización desde los ataques del 7 de octubre y que dio comienzo a una «semana nacional de protesta» convocada por la oposición. El objetivo era levantar una «ciudad de tiendas de campaña», frente a la Knéset para exigir la convocatoria de elecciones anticipadas.
El sábado 6 de abril, unas 100 000 personas (según los organizadores) se manifestaron en Tel Aviv para exigir la convocatoria de elecciones anticipadas y un acuerdo para la vuelta de los rehenes israelíes secuestrados en la Franja de Gaza. Tres personas resultaron heridas tras atropellar un conductor a los manifestantes.
La noche del 11 de mayo, vísperas del Yom Hazikarón, la policía desplegó cañones de agua contra decenas de miles de manifestantes en Tel Aviv que protestaban contra el gobierno de Netanyahu y pedían la liberación de los rehenes retenidos por Hamás.
El 7 de julio manifestantes israelíes, que bloquearon varias carreteras por todo Israel, pidieron la dimisión de Netanyahu y exigieron un alto el fuego. Cerca de la frontera con Gaza los manifestantes lanzaron unos 1500 globos negros y amarillos que simbolizaban a rehenes y asesinados.
El 22 de marzo de 2025 miles de personas se manifestaron en Tel Aviv y otras ciudades israelíes para exigir el cumplimiento del acuerdo para la liberación de los rehenes y acusaron a Netanyahu de que primero haya «reventado» el acuerdo de alto el fuego y ahora esté «reventando a los rehenes» con los bombardeos sobre el enclave palestino.
El 10 de abril de 2025 la policía israelí arrestó a veintitrés manifestantes en una manifestación contra la guerra en Haifa. Los manifestantes portaban pancartas en hebreo, árabe e inglés, con lemas como «Detener el bombardeo de los convoyes de ayuda» y «Detener el genocidio». El 17 de mayo, al menos ocho personas fueron detenidas durante varios incidentes ocurridos en una nueva jornada de protestas contra el Gobierno de Nentanyahu. Además se registraron al menos cinco agresiones contra manifestantes opositores al gobierno. El 29 de mayo, una nueva manifestación de protesta contra el gobierno de Nentanyahu, organizada por la Organización de Apoyo a los Detenidos, acabó en disturbios violentos y la detención de 60 personas después de que, según denunció la policía israelí, los manifestantes provocaran «daños al patrimonio público», «allanamientos» y de «irrumpir en el edificio Fortaleza Ze'ev —en el que se encuentran las oficinas del Likud—, así como de bloquear el tráfico (y) provocar incendios». Los manifestantes vestían monos naranjas con máscaras de Nentanyahu y gritaban consignas como «Rebelión civil» y «Ben Gvir es un terrorista».

### Cisjordania

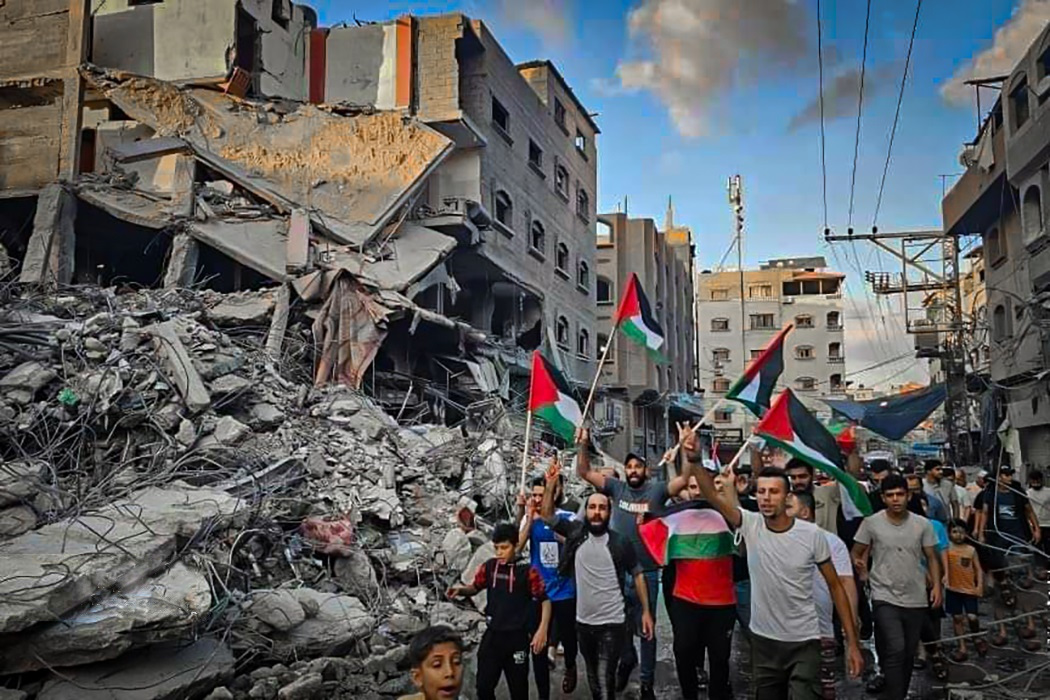
Manifestantes palestinos en la Franja de Gaza el 16 de octubre

El 12 de octubre, Hamás convocó a los palestinos a protestar en Jerusalén Este y Cisjordania, fomentando manifestaciones en la Mezquita de Al-Aqsa.
Tras la masacre del Hospital Bautista Al-Ahli, estallaron protestas en Cisjordania en apoyo a Gaza. El 27 de octubre, cientos de personas se manifestaron en Ramala para apoyar a Gaza, a pesar de los temores a la violencia de los colonos judíos extremistas. El 1 de noviembre se celebró una huelga general en Cisjordania y Jerusalén Este en oposición a los ataques israelíes contra Gaza. El 5 de noviembre, manifestantes en Ramala protestaron por la visita del secretario de Estado estadounidense, Antony Blinken, a Cisjordania, con carteles que decían «Blinken, tienes las manos manchadas de sangre». El 17 de noviembre, las fuerzas israelíes lanzaron gases lacrimógenos contra manifestantes pacifistas en Hebrón.
El 11 de diciembre, los palestinos de Cisjordania y Jerusalén Este iniciaron una huelga general como parte de una huelga global más amplia por un alto el fuego; la acción también provocó el cierre de establecimientos, instituciones educativas y edificios administrativos en la Cisjordania ocupada y Jerusalén Este. Activistas palestinos y organizaciones de base instaron a una huelga mundial. El llamamiento a la acción, que cobró impulso a través de las redes sociales, pretende abarcar «todas las facetas de la existencia pública» y fue examinado el 11 de diciembre.
El 23 de diciembre, el nacimiento navideño de Belén honró a los fallecidos en Gaza. Los Boy y Girl Scouts de Cisjordania exhibieron una pancarta que conmemora a los niños víctimas de la guerra durante las celebraciones de Nochebuena. Los manifestantes en Ramala portaban una pancarta con los nombres de miles de fallecidos en Gaza el 1 de enero de 2024. El 3 de enero de 2024, los palestinos realizaron una protesta general en Cisjordania. El 10 de enero, los palestinos se reunieron en la plaza Nelson Mandela en Ramala para expresar su apoyo al caso Sudáfrica contra Israel, una demanda que acusa a Israel de genocidio en Gaza ante la Corte Internacional de Justicia. El 7 de febrero, manifestantes protestaron ante la sede de la ONU en Ramala contra la suspensión de la ayuda humanitaria.
El 9 de febrero, palestinos e israelíes que protestaban en apoyo de un alto el fuego fueron atacados por la policía y soldados israelíes en Cisjordania. El 10 de febrero, la policía israelí disolvió una protesta por la paz en Gaza en Jericó. Los paramédicos de Cisjordania protestaron contra el asesinato israelí de dos socorristas de emergencia de la Media Luna Roja Palestina que murieron mientras intentaban rescatar a Hind Rajab. Los manifestantes se manifestaron en Ramala el 17 de febrero.
En marzo de 2024, la ciudad de Jericó inauguró una calle que lleva el nombre de Aaron Bushnell, un militar estadounidense que se autoinmoló en protesta por el apoyo de Estados Unidos a Israel. Se llevaron a cabo grandes protestas en Arraba (Yenín) en protesta por el asesinato por parte de Israel de un hombre llamado Muhammad Jaber. El 21 de marzo, los residentes de Yenín se declararon en huelga en protesta por el asesinato de tres jóvenes. El 26 de marzo, un vídeo mostraba a cientos de personas en el campo de refugiados de Nur Shams protestando contra los bombardeos israelíes en Gaza.
El 7 de abril de 2025, palestinos de Cisjordania y Jerusalén Este participaron en una huelga general para denunciar la ofensiva del Ejército de Israel contra la Franja de Gaza. La huelga, convocada por numerosos grupos palestinos, incluidos Al Fatá y Hamás, provocó el cierre de universidades, escuelas, bancos, tiendas e instituciones públicas, así como paros de transporte público en la zona norte de Cisjordania.

### Gaza
En Gaza, periodistas y cineastas palestinos como: Hind Khoudary, Plestia Alaqad, Motaz Azaiza y Bisan Owda, han documentado sus vidas durante la guerra y obtuvieron un gran número de seguidores en las redes sociales.
En enero de 2024, en una inusual protesta contra Hamás, docenas de niños de Gaza sostuvieron carteles frente al Hospital de los Mártires de Al-Aqsa en Deir al-Balah, pidiendo a Hamás que liberara a los rehenes israelíes y pusiera fin a la guerra, expresando su deseo de regresar a casa. La protesta se produjo un día después de otra pequeña protesta contra Hamás en Rafah, donde los palestinos maldijeron a Hamás y a Yahya Sinwar. En Gaza no se permiten manifestaciones organizadas contra Hamás.
Un pequeño grupo de niños en Rafah realizó su propia protesta antes de una ofensiva planeada en Rafah en febrero de 2024, con carteles en inglés que decían «Nos negamos a morir» y «Sálvanos de este genocidio». Manifestantes en la sede de UNRWA en Jabalia pidieron más alimentos y corearon: «Queremos harina, queremos harina». Los niños de Rafah volvieron a realizar su propia protesta contra la hambruna en la Franja de Gaza el 6 de marzo, sosteniendo una pancarta que decía «Detengamos nuestra muerte diaria».
El 26 de marzo de 2025, en la ciudad septentrional y parcialmente destruida de Beit Lahia se iniciaron una serie de protestas contra la guerra y Hamás. Los vídeos que circulan por internet muestran a cientos de personas marchando y en algunos vídeos se puede ver a partidarios de Hamás intentando disolver a la multitud. Mientras algunos manifestantes pedían de forma más general el fin de la guerra con Israel, otros culpaban abiertamente a Hamás de iniciar el conflicto y exigían que el grupo abandonara Gaza.

## África

### Argelia
El 19 de octubre se celebraron protestas en Argel para denunciar al presidente estadounidense Joe Biden, al primer ministro israelí Benjamín Netanyahu y a los países árabes que han normalizado relaciones con Israel por «complicidad» en los crímenes de Israel en Gaza.

### Egipto
Miles de egipcios se congregaron en zonas urbanas y rurales de todo el país para mostrar su apoyo a los palestinos de Gaza. En una medida poco habitual, las autoridades facilitaron 27 lugares para que los manifestantes se reunieran. A pesar de que Egipto mantiene vínculos diplomáticos con Israel y Hamás, la gran mayoría de los egipcios sienten compasión por los palestinos y sus aspiraciones de autodeterminación.
El 11 de octubre, se informó de que los manifestantes corearon consignas a favor de Palestina y quemaron banderas israelíes frente a la sede del Sindicato de Periodistas en El Cairo. El 13 de octubre, los manifestantes se reunieron en la mezquita Al-Azhar después de las oraciones del viernes coreando consignas antiisraelíes.
El 20 de octubre hubo protestas en la frontera entre Egipto y Gaza, cerca de Rafah.  En El Cairo, 43 personas fueron detenidas en una manifestación no autorizada a favor de Palestina en la plaza Tahrir y decenas de miles de personas salieron a las calles de El Cairo y otras ciudades mientras las autoridades trataban de controlar la ola de ira pública. A mayo de 2024 se habían contabilizado 120 detenciones.
El 15 de enero de 2024, un grupo de periodistas se reunió en la sede del sindicato de periodistas en El Cairo, coreando «Los sionistas nos tienen bajo control» y pidiendo que se detenga el asesinato de palestinos por parte de Israel.

### Ghana
El 2 de noviembre se celebró en Acra una «Marcha Nacional por Palestina», que reunió a miles de participantes

### Kenia
El 25 de enero de 2024 se celebró en Nairobi una protesta en solidaridad con Palestina, pero la policía la dispersó con gases lacrimógenos. El 14 de marzo también se celebró una protesta a favor de Palestina en Mombasa. Los manifestantes exhibieron pancartas y ondearon la bandera palestina, mientras se mostraban lemas como «Alto a la violencia», «Detengamos la matanza de niños y civiles» y «Solidaridad con Gaza».

### Libia
En mayo de 2024, estudiantes, profesores y empleados de la Universidad de Trípoli organizaron una manifestación en apoyo a Palestina. En enero de 2025, decenas de libios en Trípoli, Misurata y otras ciudades organizaron protestas cuando se emitió en Al Jazeera una entrevista de la exministra de Asuntos Exteriores del gobierno libio de Trípoli, Najla El Mangoush, en la que decía que el gobierno del primer ministro Abdul Hamid Dbeibeh había coordinado su reunión secreta con el ministro de Asuntos Exteriores israelí Eli Cohen en Roma en agosto de 2023.

### Malaui
En noviembre de 2023, cientos de personas en Blantire protestaron contra la guerra de Gaza.

### Marruecos
Las autoridades marroquíes autorizaron las manifestaciones pero también han encarcelado a varios activistas que critican la normalización de relaciones entre su país e Israel.
El 19 de noviembre se llevaron a cabo protestas en Tánger en apoyo a Palestina y exigiendo el fin de la normalización de los vínculos entre Marruecos e Israel. El 26 de noviembre se celebró una protesta similar en Casablanca. Manifestantes en febrero de 2024 pidieron el fin de la normalización con Israel, afirmando que «la normalización es una traición».En Rabat, miles de personas marcharon en solidaridad con el pueblo palestino.
El 28 de junio se celebraron protestas en Tánger después de que Marruecos aceptara en su puerto un buque de guerra israelí tras ser rechazado por España. También se celebraron manifestaciones en Fez, Mequinez, Kenitra, Agadir, Berkán, Uchda y Yerada. Manifestantes portaron pancartas y corearon consignas en apoyo a los palestinos. El 6 de octubre de 2024, estalló una gran manifestación en Rabat con personas que pedían el fin de la normalización de relaciones con Israel.
El 20 de marzo de 2025, cientos de personas protestaron en el puerto de Tánger para denunciar la escala prevista de un buque que transporta armas a Israel. Los manifestantes corearon consignas contra el Gobierno marroquí y le exigieron que «rechace el uso del territorio y los puertos marroquíes para cualquier actividad que apoye el suministro de armamento a Israel para su utilización en la guerra genocida contra los palestinos de Gaza». También pidieron la anulación del acuerdo de normalización de relaciones diplomáticas con Israel y la expulsión de sus representantes en Rabat.

### Nigeria
Alrededor de 50 000 manifestantes celebraron una manifestación de solidaridad con Palestina organizada por la Conferencia de Organizaciones Islámicas en el parque Gani Fawehinmi, en Lagos, el 21 de octubre. Exigieron al gobierno nigeriano que detuviera las relaciones diplomáticas con Israel hasta que se alcanzara una solución de dos Estados. 
Cientos de miembros del Movimiento Islámico de Nigeria protestaron en las calles de Kaduna contra la invasión israelí de Gaza el 16 de noviembre. La protesta derivó en enfrentamientos con la policía que dejaron un muerto y varios heridos. La policía y el IMN se culparon mutuamente de la muerte. Otra protesta del INM en Abuya el 28 de marzo de 2025 resultó en enfrentamientos con la policía que dejaron cinco manifestantes y un oficial de policía muertos.

### Senegal
El 4 de noviembre, 200 manifestantes se reunieron frente a la Gran Mezquita de Dakar portando la bandera palestina y carteles denunciando el genocidio en Gaza. El 4 de mayo de 2024 se celebraron marchas y manifestaciones a favor de Palestina en Dakar. El 26 de mayo, cientos de personas protestaron ante la embajada palestina en Dakar en apoyo a los palestinos.

### Sudáfrica
Decenas de miles de sudafricanos participaron en una marcha en Ciudad del Cabo en apoyo a los gazatíes, exigiendo la expulsión del embajador israelí y el cierre de la embajada de Israel. La manifestación estaba encabezada por diferentes clérigos de distintas religiones que cantaban «Palestina libre», incluido el clérigo anti apartheid, el Dr. Allan Boesak que pidió el cierre de la embajada de Israel en Sudáfrica. Mandla Mandela, nieto del expresidente y premio Nobel de la Paz, Nelson Mandela, también participó en la protesta.
El 11 de enero de 2024, se erigió en Ciudad del Cabo una estatua de Desmond Tutu con una kufiya. El 13 de enero, manifestantes marcharon hasta el consulado estadounidense en Johannesburgo para exigir un alto el fuego.

### Túnez
Miles de personas se reunieron frente a la embajada francesa en Túnez para protestar contra el apoyo occidental a Israel, coreando que «los franceses y los estadounidenses son socios en el ataque» contra los palestinos. Algunos expresaron su apoyo a Hamás, gritando «Queridas (Ezzedine) al-Qassam (Brigadas), destruyan Tel Aviv», en referencia al ala militar del movimiento. Una protesta similar ocurrió frente a la embajada de Estados Unidos en los suburbios del norte de Túnez. Se estima que unas 3000 personas marcharon por las calles de Túnez para expresar su apoyo a los palestinos afectados por los ataques israelíes.
El 31 de julio de 2024, una multitud marchó en Sfax en apoyo de Palestina, otra protesta se llevó a cabo en Túnez después del asesinato del líder de Hamás, Ismail Haniya.

## Asia

### Afganistán
El 13 de octubre, manifestantes se reunieron en la mezquita Id Gah de Kabul para expresar su apoyo a Palestina.

### Azerbayán
El 16 de noviembre de 2024, el presidente de Israel, Isaac Herzog, suspendió su asistencia a la 29.ª Conferencia de Naciones Unidas sobre el Clima que tuvo lugar en la capital del país (Bakú), oficialmente por motivos de seguridad. Esta suspensión coincidió con el comienzo de una protesta propalestina que recorrió la ciudad hasta la sede del evento. Los manifestantes corearon eslóganes como «todos somos palestinos» y «basta de alimentar el genocidio en Gaza».

### Bangladés
Activistas de Islami Andolan Bangladesh organizaron protestas contra las acciones militares de Israel en Gaza y expresaron su solidaridad con el pueblo palestino frente a la Mezquita Nacional Baitul Mukarram en Daca. Los manifestantes portaban pancartas que decían «Palestina libre» y «Alto al genocidio». El 9 de mayo de 2024, se celebraron protestas en Dacca exigiendo el fin del «genocidio en Palestina».
El 7 de abril de 2025, se llevaron a cabo protestas a nivel nacional en solidaridad con el programa «Huelga Global por Gaza». Numerosas instituciones educativas permanecieron cerradas voluntariamente para apoyar la campaña global «Sin Trabajo, Sin Escuela». También se realizó una protesta frente a la Embajada de Estados Unidos en Daca, después de lo cual la embajada de Estados Unidos emitió una «alerta de protesta» para sus ciudadanos residentes en el país.
Más de un millón de personas se manifestaron el 12 de abril de 2025 por las calles de Daca, la capital de Bangladés, en solidaridad con la población palestina de la Franja de Gaza y para solicitar el boicot a los productos israelíes y a las organizaciones proisraelíes. Al final de la manifestación se leyó un manifiesto que incluye cinco puntos: la petición de que los responsables israelíes sean juzgados en los tribunales internacionales, que se denuncie como genocidio la ofensiva militar, que se vuelva a las fronteras anteriores a 1967, que Jerusalén sea reconocida como parte del Estado palestino y que se garantice la seguridad y la soberanía del Estado palestino.

### Baréi
El pequeño emirato de Baréin ha sido uno de los pocos países árabes del golfo Pérsico en los que se han permitido manifestaciones contra Israel, las cuales no obstante terminaron con decenas de detenciones.

### Catar
El 16 de diciembre, miles de personas se reunieron en el Estadio de la Ciudad de la Educación en Doha para mostrar su apoyo y ayudar a recaudar dinero para los palestinos.

### China
Al final del Gaokao 2024 (Examen Unificado Nacional para la Admisión a Universidades y Colegios Generales), durante las entrevistas en los medios de comunicación con algunos de los candidatos que habían terminado el examen, estos expresaron sus oraciones por la paz en Oriente Medio. Además, hubo candidatos que, al final del examen, desplegaron la bandera palestina o afirmaron en entrevistas que «desde el río hasta el mar, Palestina será libre». El gobierno chino censuró algunos de los informes, por ejemplo, cerrando las secciones de comentarios sobre ellos. Para el último día del examen, muchos de los vídeos de la entrevista original habían sido eliminados, pero los vídeos que fueron publicados nuevamente por internautas individuales no fueron eliminados.

### Corea del Sur
El 17 de noviembre, grupos cívicos de Seúl colocaron 2000 pares de zapatos para simbolizar la muerte de civiles inocentes asesinados en Gaza, la Cisjordania ocupada e Israel.

### Filipinas
En Mindanao, el 10 de octubre se celebraron protestas en Marahui en solidaridad con los palestinos. El 16 de octubre, entre 12.000 y 25.000 manifestantes participaron en la manifestación Bangsamoro por una Palestina Libre en la ciudad de Cotabato. También pidieron a los países árabes vecinos que abrieran sus fronteras a los refugiados y a los Estados Unidos que adoptaran una postura neutral sobre la cuestión. El 19 de octubre se celebró otra gran manifestación de solidaridad en la que varios grupos moros de Marahui condenaron la masacre del Hospital Bautista Al-Ahli.
Varias organizaciones de izquierda, entre ellas Bayan Muna y el Partido de Mujeres Gabriela, también lanzaron manifestaciones separadas en apoyo de Palestina y exigieron el fin de la ocupación israelí. El 31 de octubre, 500 manifestantes de Bagong Alyansang Makabayan se manifestaron frente a la embajada de Israel en Taguig para reiterar su apoyo a Palestina, condenar el genocidio y lo que calificaron de servilismo del gobierno filipino a los Estados Unidos. Los manifestantes en Taguig se enfrentaron con la policía local. En respuesta, el embajador israelí Ilan Fluss insistió en el derecho de Israel a defenderse y en que el conflicto era contra Hamás y no contra Palestina. También comparó a Hamás con el Estado Islámico. Doscientas personas de grupos de izquierdas realizaron otra protesta en la embajada de Estados Unidos en Manila el 14 de noviembre, reiterando su solidaridad con los palestinos y acusando a Estados Unidos de tener una «responsabilidad abrumadora» en la guerra entre Israel y Gaza. También se enfrentaron con la policía local.
El 25 de noviembre se realizó una marcha desde Luneta hasta el Complejo del PCCh en Manila para pedir un alto el fuego y el fin del asedio de Israel a Gaza.

### Georgia
En octubre de 2023, se celebró una manifestación proisraelí en la Gran Sinagoga de Tbilisi para expresar solidaridad con Israel. El 31 de octubre, alrededor de un centenar de personas asistieron a una manifestación pro palestina en Marneuli para protestar contra «la tortura del pueblo oprimido de Palestina».

### India
El 13 de octubre estallaron protestas propalestinas en tres ciudades. En Hyderabad, la gente coreó consignas como «Viva Palestina» y «Gaza nunca morirá» y la policía, al llegar al lugar, disolvió la protesta y retiró a los manifestantes del lugar. En el distrito de Budgam, Jammu y Cachemira, los manifestantes corearon consignas contra Israel y Estados Unidos, una de las cuales fue «Estamos con Palestina».  Para evitar disturbios, la mezquita principal de Srinagar fue cerrada durante las oraciones del viernes. En Lucknow, un clérigo acusó a Israel de cometer crímenes de guerra contra Palestina y pidió al primer ministro Narendra Modi que interviniera en la guerra y pusiera fin a las hostilidades en Gaza. Más tarde, las manifestaciones pro palestinas experimentaron una represión por parte de la policía india, mientras que las protestas pro israelíes fueron permitidas.
El 26 de octubre se celebró en Kozhikode, Kerala, una manifestación a favor de Palestina a la que asistieron 200.000 personas y fue organizada por la Liga Musulmana de la Unión India. Otra manifestación, el 11 de noviembre, atrajo a 50 000 participantes y fue organizada por el Partido Comunista de la India (marxista) e inaugurada por el primer ministro Pinarayi Vijayan, durante la cual denunció lo que llamó el «sesgo sionista» del gobierno de Modi y le pidió que rompiera los acuerdos militares y las relaciones diplomáticas con Israel.

### Irán

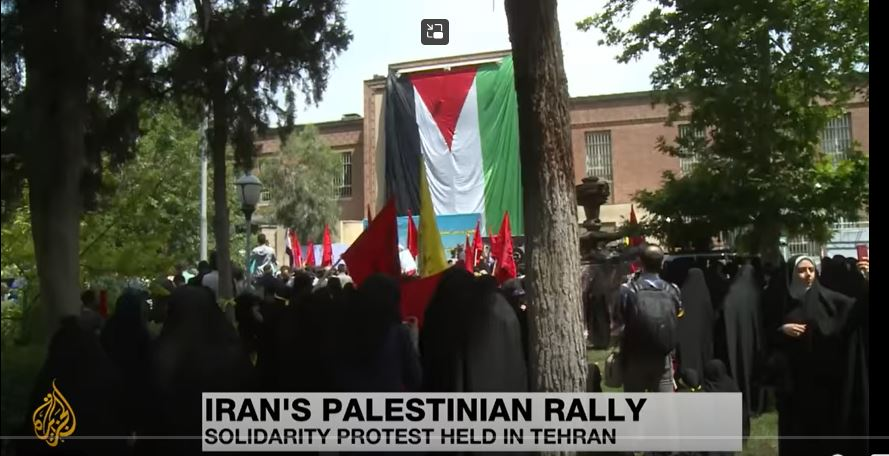
Manifestantes pro palestinos en Teherán (Irán)

Se celebraron múltiples manifestaciones de apoyo a Hamás y contra el bombardeo israelí de Gaza. Muchos manifestantes ondearon banderas palestinas y otras de Hezbolá, coreando consignas antiisraelíes. Los medios estatales presentaron esas manifestaciones como «gritos de un dolor común... El dolor del régimen sionista (Israel) pisoteando a la humanidad». Durante un partido de fútbol en el estadio Azadi de Teherán, los contramanifestantes corearon un eslogan antipalestino.
Manifestantes se reunieron en Teherán y otras ciudades para protestar contra el bombardeo de Israel a Gaza y expresar su solidaridad con Gaza. De la misma manera entonaron cánticos como, «Muerte a Israel», «Muerte a Estados Unidos», «Fin del genocidio», etc.
El 31 de julio de 2024 tuvieron lugar protestas en Teherán tras el asesinato del líder de Hamás, Ismail Haniyeh.

### Irak
El 13 de octubre de 2023, miles de personas se reunieron en la Plaza de la Liberación de Bagdad, ondeando banderas palestinas y quemando banderas israelíes mientras coreaban consignas antiisraelíes y antiestadounidenses. Los manifestantes también se reunieron en un puente que conduce a la Zona Verde, mientras que otros realizaron una sentada en el paso fronterizo de Trebil con Jordania. Los manifestantes en Bagdad prometieron mantener su protesta «hasta que se abran las carreteras para enviar ayuda» a Gaza. 
El 23 de febrero de 2024 manifestantes marcharon en Bagdad, sosteniendo carteles, como uno que decía: «El hambre de los niños de Gaza es una vergüenza para toda la humanidad». La protesta más grande tuvo lugar en las calles de Bagdad.
El 18 de octubre de 2024, decenas de manifestantes atacaron la sede de la cadena saudí MBC, en la capital iraquí (Bagdad), por llamar «terroristas» a varias destacadas figuras proiraníes en un vídeo, titulado «El Milenio de la Salvación del Terrorismo». Poco después de emitirse el vídeo decenas de manifestantes atacaron la sede de la cadena saudí y la prendieron fuego. Aunque las llamas pudieron ser controladas por los bomberos y los manifestantes fueron dispersados por la policía. Un diputado proiraní aseguró que presentará una iniciativa para suspender su licencia para emitir en el país.

### Indonesia
El 5 de noviembre de 2023, cientos de miles de manifestantes en Yakarta (Indonesia) se manifiestan a favor de Palestina vestidos de blanco y con kufiyas palestinas con los colores rojo, blanco y verde de su bandera. La manifestación contó con la presencia del Presidente del Gobierno y el líder de la oposición además de con el ministro de Exteriores y el de asuntos religiosos. Decenas de miles hicieron lo propio en Islamabad (Pakistán) convocados por el partido fundamentalistas Tehrik e Labaik Pakistan.
Más de dos millones de personas participaron en la manifestación pro palestina organizada por la Alianza Popular de Indonesia para la Defensa de Palestina en el Monumento Nacional el 5 de noviembre. A la manifestación asistieron funcionarios como la ministra de Asuntos Exteriores, Retno Marsudi, el ministro de Asuntos Religiosos, Yaqut Cholil Qoumas, y el ministro de Educación, Muhadjir Effendy, el presidente del Parlamento, Puan Maharani, el exgobernador de Yakarta, Anies Baswedan, el exvicepresidente Jusuf Kalla, el expresidente del Parlamento, Amien Rais, y el expresidente de la Muhammadiyah, Din Syamsuddin.
El 12 de noviembre se celebraron manifestaciones a favor de Palestina en Bekasi, Cimahi, Pekalongan, Surabaya y Surakarta. El Frente de Solidaridad Musulmana celebró una manifestación a favor de Palestina en Bitung el 25 de noviembre, que terminó en enfrentamientos con la organización proisraelí Pasukan Manguni Makasiouw.
El 13 de enero de 2024, miles de personas se manifestaron en la embajada de Estados Unidos en Yakarta como parte del «día mundial de acción». El 3 de agosto de 2024, la gente se reunió en la embajada de Estados Unidos en Yakarta para expresar su apoyo a los palestinos tras el asesinato de Ismail Haniyá.
El 6 de octubre de 2024, la gente se manifestó en Yakarta en solidaridad con Palestina y el Líbano durante la invasión de Israel.

### Japón
Miembros de la comunidad musulmana japonesa se manifestaron frente a la embajada de Israel en Tokio con carteles y coreando consignas como «Israel, terroristas» y «Palestina libre». También hubo manifestaciones en Kioto el 19 de noviembre. El 20 de noviembre, alrededor de 1500 manifestantes se manifestaron en la capital japonesa pidiendo un alto el fuego para «Salvar Gaza».
El 13 de enero de 2024, en el marco del «día de acción global», cientos de personas se reunieron en Tokio para protestar contra la guerra israelí en Gaza y exigieron un alto el fuego. Un solo manifestante en Tokio se ha manifestado en solitario durante tres meses desde noviembre de 2023 sosteniendo una pancarta que decía «Alto al genocidio en Gaza». El 4 de febrero, más de cincuenta manifestantes propalestinos marcharon para pedir un alto el fuego frente a la Cúpula de la Bomba Atómica en Hiroshima.
El 11 de mayo, cientos de manifestantes marcharon en una manifestación pro Palestina en el barrio de Shibuya, Tokio. Algunos coreaban el lema «Desde el río hasta el mar, Palestina será libre». El 15 de julio, decenas de personas participaron en una marcha en solidaridad con Gaza en Namba, Prefectura de Osaka.
El 31 de julio, el alcalde de Nagasaki, Shiro Suzuki, retiró la invitación a los representantes de Israel para asistir a la 79.ª conmemoración anual del bombardeo atómico estadounidense sobre la ciudad. Los embajadores en Japón de Estados Unidos, Rahm Emanuel, y el Reino Unido, Julia Longbottom, se negaron a asistir a la ceremonia de Nagasaki en contraprotesta.
El 5 de agosto, tuvo lugar una gran protesta en Hiroshima en la que se acusó al primer ministro, Fumio Kishida, de ser cómplice del genocidio en Gaza. El 6 de agosto, aniversario del bombardeo atómico de Hiroshima, el gobierno de la ciudad prohibió las reuniones en el Parque de la Paz y frente a la Cúpula de la Bomba Atómica debido a las protestas.

### Jordania
Durante la duración del conflicto hubo varias protestas. La plaza Kalutí y la embajada israelí, ambos en Amán fueron lugares recurrentes para las protestas de miles de personas. En ellas se protestaba por la ofensiva israelí en la Franja de Gaza, la situación de hambruna de su población y las acciones hebreas en la explanada de las Mezquitas. En dichas manifestaciones las autoridades jordanas realizaron miles de detenciones entre los meses de octubre y noviembre. Se realizaron también detenciones de los usuarios de redes sociales en que se mostraban opiniones pro palestinas, se hacían críticas sobre los acuerdos del país jordano con Israel o llamaban a huelgas y protestas públicas.

### Kirguistán
El 29 de octubre, 300 personas se unieron a la comunidad palestina de Biskek en manifestaciones financiadas por la editorial islámica Islamskiy Zhurnal Umma. Las autoridades no intentaron detener la protesta, mientras que las manifestaciones del mismo día en Uzbekistán fueron reprimidas por la policía.

### Malasia

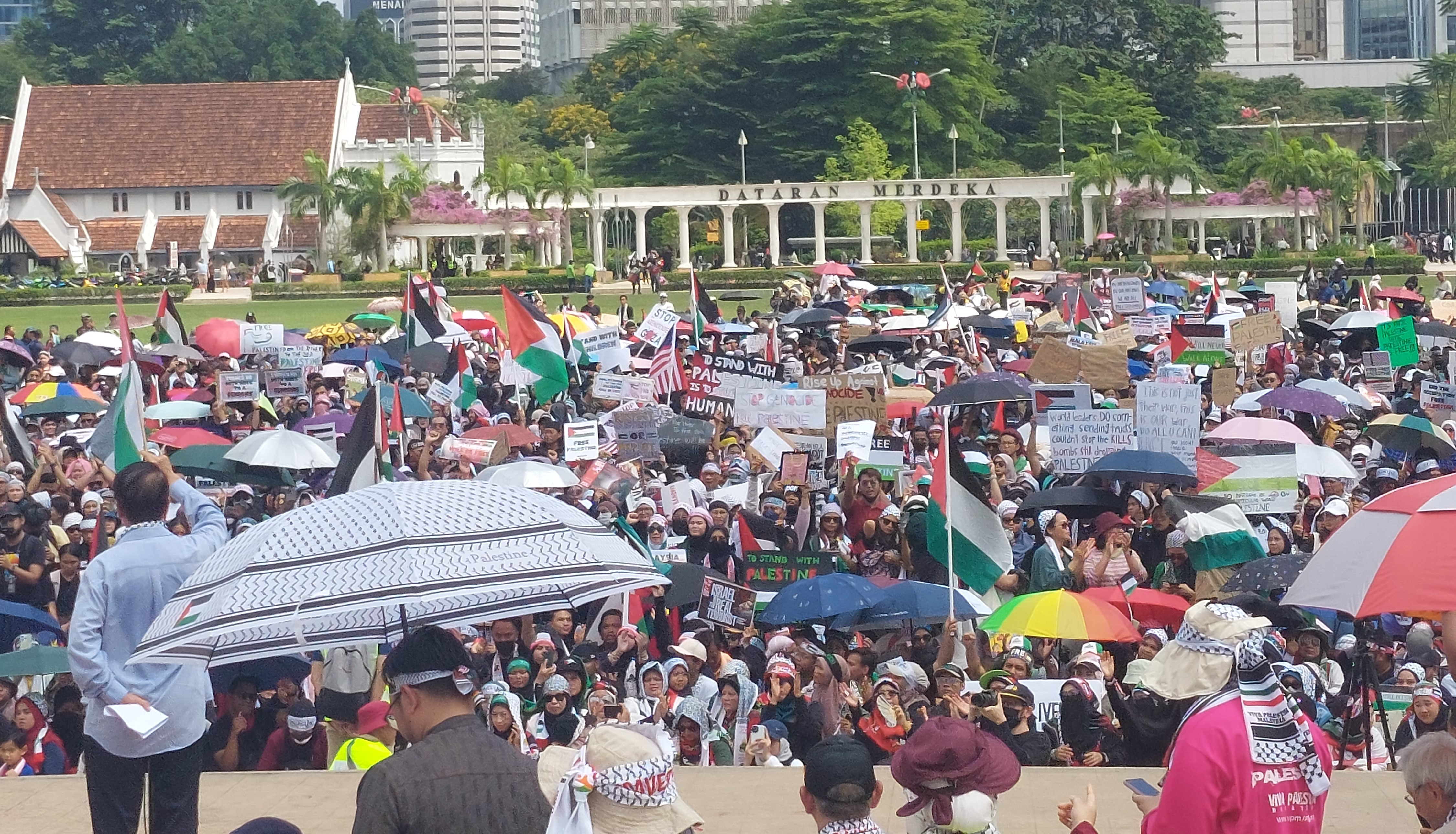
Una multitud durante una reunión de solidaridad palestina en la plaza Merdeka de Kuala Lumpur en octubre de 2023

Al menos 1000 musulmanes marcharon en Kuala Lumpur, capital del país, después de las oraciones del viernes para demostrar su apoyo a Palestina. Alrededor de mil personas protestaron frente a la embajada de Estados Unidos en Kuala Lumpur el 13 de enero de 2024, ondenado banderas palestinas.
Unas 15.000 personas se congregaron en Kuala Lumpur para expresar su condena contra los ataques aéreos y terrestres de Israel contra Gaza. Los manifestantes llevaban kuffiyas palestinas y alzaban pancartas con el lema «Israel cuak» (que significa «Israel tiene miedo»). Además, se quemaron dos efigies cubiertas con la bandera israelí mientras la multitud coreaba «Hidup Palestina» («larga vida a Palestina») y «Hancur Sionista» («aplastar a los sionistas»).
El 12 de octubre, alrededor de 7000 personas asistieron a una marcha pro-Palestina hacia la embajada de Estados Unidos para conmemorar el primer aniversario de la guerra de Gaza. En mayo de 2025, más de 1000 personas marcharon por las calles de Kuala Lumpur, coreando «Palestina libre» y «Alto al genocidio» para conmemorar el 77º aniversario de la Nakba.

### Maldivas
Desde el inicio de la invasión israelí de Gaza, numerosas manifestaciones pidieron en Maldivas una prohibición de entrada a los turistas israelíes. El Parlamento aprobó una resolución no vinculante para ello en enero de 2024. El 10 de junio de 2024, el Parlamento aprobó por unanimidad la prohibición efectiva a la entrada en el país a cualquier nacional de Israel. Tres días después, el fiscal general precisó que buscarían excepciones para permitir entrar a los palestinos de los territorios ocupados y a los que tienen pasaporte israelí.

### Nepal
El 10 de octubre de 2023, manifestantes frente a la oficina del primer ministro pidieron la evacuación de los nepalíes en Israel. El 20 de octubre de 2023, manifestantes frente a la embajada de Israel pidieron un alto el fuego. Entre los participantes se encontraban el ex primer ministro Baburam Bhattarai y el líder del Partido Socialista de Nepal, Hisila Yami. El 30 de octubre de 2023, los manifestantes en la plaza Patan Durbar de Katmandú pidieron un alto el fuego, sosteniendo pancartas que decían «Los pueblos indígenas de Nepal están con Palestina» y «Solidaridad Sur-Sur».
El 31 de octubre de 2023, la Sociedad de Derechos Humanos y Paz organizó una manifestación frente a la oficina de las Naciones Unidas en Lalitpur para pedir a la organización que tomara medidas para proteger las vidas de los civiles en Gaza y liberar a todos los rehenes retenidos por Hamás, incluido el rehén nepalí Bipin Joshi. El 29 de marzo de 2024, médicos y trabajadores de la salud del Campus Médico de Maharajgunj realizaron una protesta frente a la embajada de Israel, condenando el asesinato de más de 685 trabajadores de la salud en Palestina y pidiendo un alto el fuego.

### Pakistán
El 13 de octubre, tras las oraciones del viernes, se celebraron concentraciones públicas para expresar el apoyo a Palestina. Diversos grupos políticos y religiosos organizaron numerosas protestas en las principales ciudades, como Karachi, Lahore, Peshawar y la capital, Islamabad. En las manifestaciones se quemaron banderas estadounidenses e israelíes. Miles de personas, incluidas mujeres y niños, se reunieron en Islamabad en la mayor manifestación a favor de Palestina en Pakistán desde el comienzo del conflicto de Israel con Gaza en octubre.  El 10 de diciembre de 2023, cientos de médicos y personal médico marcharon en Karachi (Pakistán), para rendir homenaje a sus homólogos palestinos. El evento ha sido denominado «Marcha de la Bata Blanca». Los manifestantes corearon consignas de «Palestina libre» y «Labbaik ya Gaza (Gaza estamos aquí)».
El 13 de enero de 2024, como parte del «día de acción mundial», grandes multitudes se reunieron frente al Club de Prensa de Lahore para protestar contra la guerra y pedir un alto el fuego permanente. Al día siguiente manifestantes en Karachi exhibieron banderas palestinas y se vistieron con la keffiyeh durante una reunión organizada por Jamaat-e-Islami Pakistan, el grupo político religioso más grande del país.
En julio de 2024, el gobierno pakistaní prometió que identificaría y boicotearía los productos de toda empresa que apoye a Israel o su ejército directa o indirectamente. El 3 de agosto de 2024, Jamaat-e-Islami Pakistan organizó una manifestación en Rawalpindi, en protesta por el asesinato de Ismail Haniya.

### Sri Lanka
El 13 de octubre, los manifestantes portaban carteles que decían: «Palestina, nunca caminarás sola». El 14 de noviembre, 159 miembros del Parlamento firmaron una carta abierta al Secretario General de la ONU, António Guterres, exigiendo que se impongan «las medidas necesarias a Israel para detener sus ataques, opresiones y agresiones» contra el pueblo palestino; también hicieron un llamamiento a los países occidentales para que dejen de apoyar a Israel y se ajusten al derecho internacional «sin hipocresía ni dobles raseros». En diciembre de 2023, manifestantes expresaron su decepción y frustración por la decisión de su gobierno de enviar trabajadores migrantes a Israel.

### Turquía
El 13 de octubre, miles de manifestantes se reunieron en la plaza Beyazit de Estambul para mostrar su solidaridad con los palestinos. Las protestas estallaron en Ankara después de la masacre del Hospital Bautista Al-Ahli. Manifestantes lanzaron fuegos artificiales hacia las instalaciones del consulado de Israel y quemaron banderas israelíes. Además, el 5 de noviembre cientos de manifestantes propalestinos intentaron asaltar la Base estadounidense de Incirlik siendo dispersados por la policía con mangueras de agua y gases lacrimógenos.En Estambul, los manifestantes se reunieron frente al consulado estadounidense para exigir su cierre inmediato. El 6 de noviembre, manifestantes en Ankara se manifestaron contra la visita del Secretario de Estado de Estados Unidos, Antony Blinken, con carteles que decían «¡Asesino Blinken, fuera de Turquía!». y «¡No al genocidio!». El 31 de diciembre, manifestantes se reunieron frente a la embajada de Estados Unidos en Ankara.
El 7 de noviembre de 2023 el Parlamento turco se unió al boicot a los productos israelíes lanzado unos días antes por varios municipios y asociaciones del país. En abril de 2024 el gobierno de Recep Tayyip Erdogan impuso restricciones al comercio de cuarenta productos con Israel y el 3 de mayo suspendió todas las importaciones y exportaciones. El gobierno israelí respondió llamando «dictador» a Erdogan.

### Uzbekistán
El 29 de octubre de 2023, unas 100 personas se congregaron en la plaza Amir Timur de Taskent para expresar su solidaridad con Palestina. Poco después de la manifestación, la policía detuvo a más de cien personas. La mayoría fueron puestas en libertad poco después, pero tres personas fueron condenadas a 15 días de prisión.

### Yemen

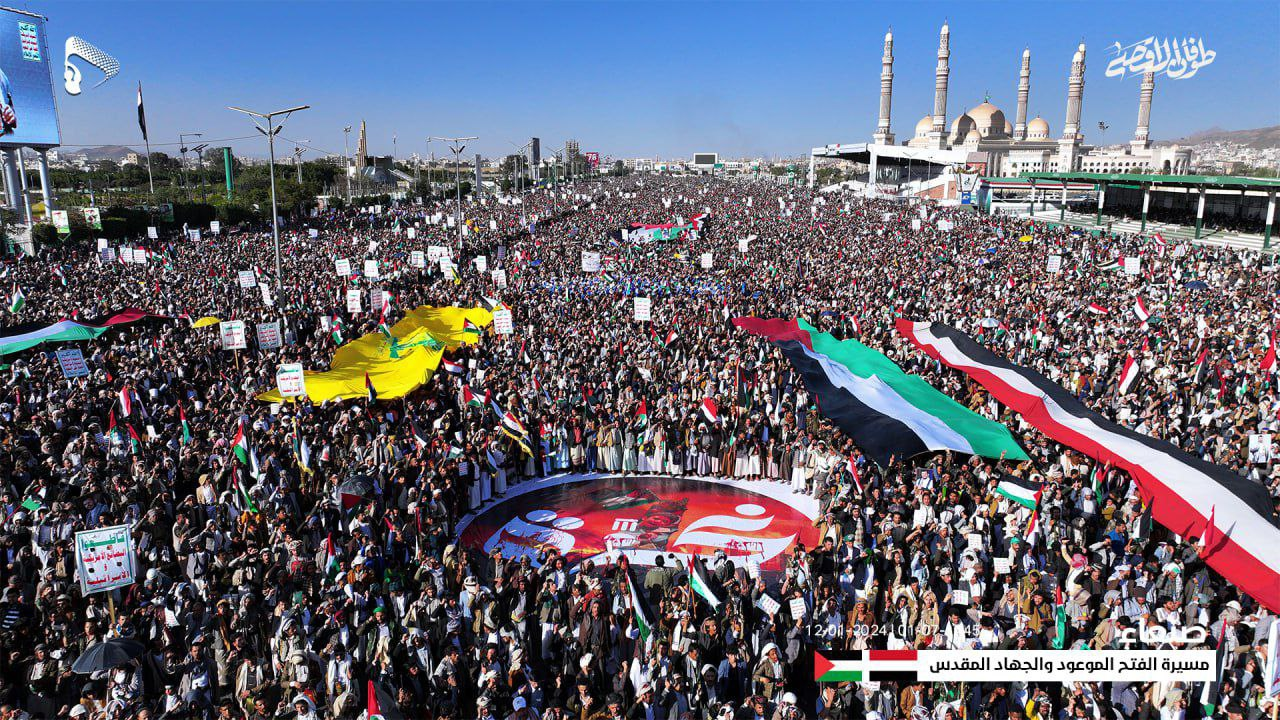
Protestas en la capital yemení, Saná, tras los ataques estadounidenses y británicos

En Saná, controlada por los hutíes, los manifestantes ondearon banderas yemeníes y palestinas y corearon «Muerte a Estados Unidos» y «Muerte a Israel». Tras los ataques llevados a cabo por Estados Unidos y el Reino Unido el 12 de enero, se llevaron a cabo protestas multitudinarias en Yemen a las que asistieron cientos de miles de personas en Saná y en otras ciudades controladas por los hutíes, como Hodeida e Ibb, para denunciar las ataques aéreos, con los manifestantes cantando «Muerte a América» y «Muerte a Israel».
El 19 de enero de 2024, los manifestantes propalestinos declararon: «No nos importa lo que nos hagan. Seguiremos apoyando y resistiendo a los palestinos hasta que Israel detenga su guerra contra Palestina». El 28 de junio de 2024, se celebraron protestas en Saná con personas que portaban pancartas que decían «No hay dignidad para las naciones sin la victoria de Gaza», se celebraron manifestaciones más pequeñas en otras gobernaciones, incluidas Hodeidah, Hajjah, Saada, Taiz y Ad Dali. En Saná, miles de manifestantes ondearon banderas palestinas y corearon: «Con nuestras almas, con nuestra sangre, nos sacrificamos por ustedes... oh palestinos».

## América

### Argentina
El 9 de octubre se celebró en Buenos Aires una manifestación a favor de Israel a la que asistieron el jefe de gobierno de Buenos Aires, Horacio Rodríguez Larreta, y la excandidata presidencial Patricia Bullrich.

### Brasil

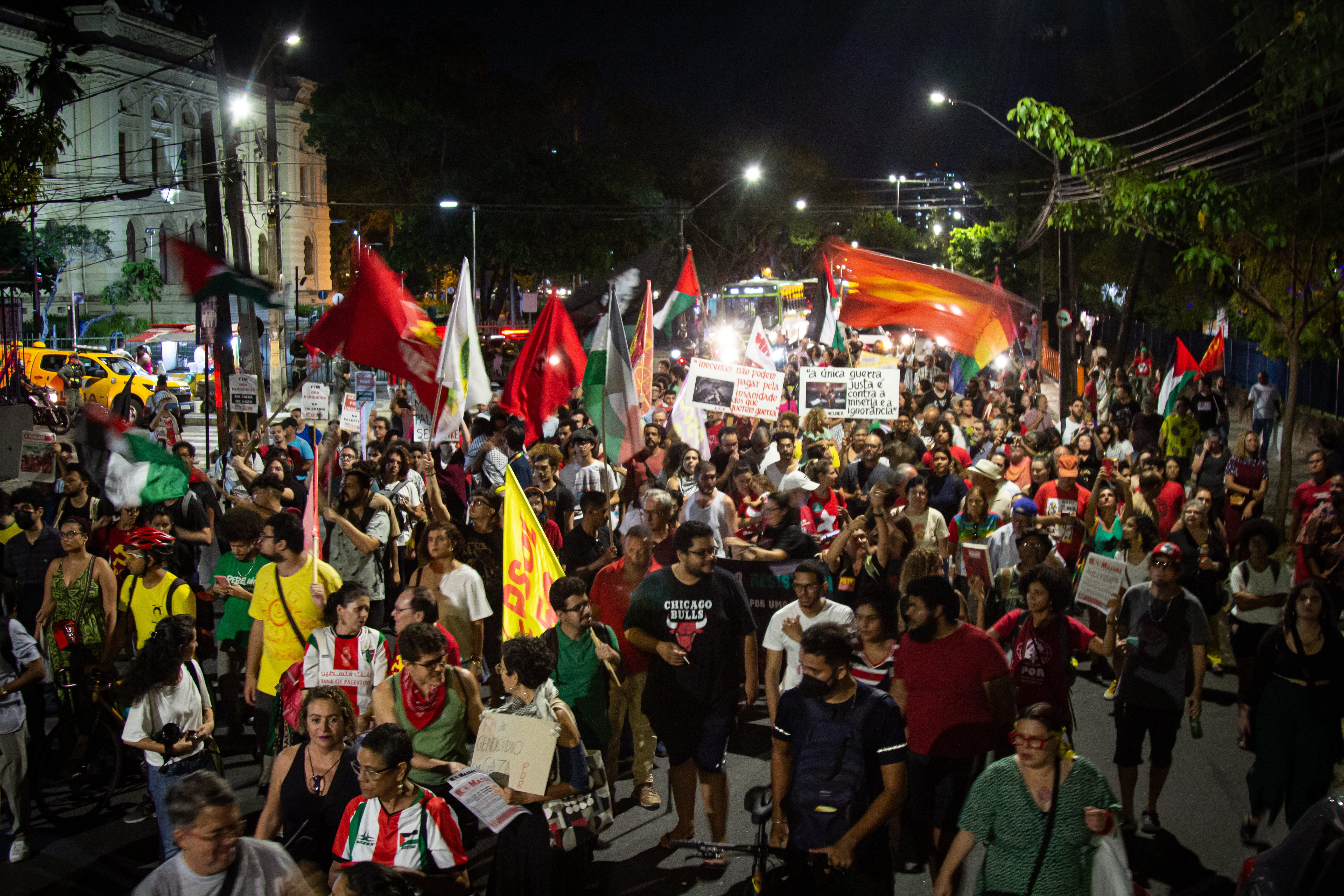
Protestas en Recife el 19 de noviembre

El 10 de octubre, miembros de la comunidad palestina protestaron frente al Museo Nacional de Brasilia. Tanto en São Paulo como en Río de Janeiro, hubo distintas manifestaciones a favor de Palestina y a favor de Israel. El 15 de octubre, miembros de la comunidad israelí se manifestaron en Copacabana, Río de Janeiro.
El 8 de marzo de 2024, el grupo Mujeres Sin Tierra del Distrito Federal y Alrededores se manifestaron frente a la embajada de Israel en Brasilia para condenar el genocidio en Gaza.

### Canadá
El 10 de octubre tuvo lugar en Toronto una gran manifestación a favor de Israel, que atrajo a una multitud de 15 000 personas, entre ellas la diputada Melissa Lantsman y la alcaldesa de Toronto, Olivia Chow. El 15 de noviembre, manifestantes abuchearon al primer ministro Justin Trudeau en un restaurante de Vancouver, diciendo: «Tienes las manos manchadas de sangre».  Los manifestantes en St. John's también pidieron un alto el fuego durante una cumbre celebrada allí entre Trudeau y la presidenta de la Comisión Europea, Ursula von der Leyen. Alrededor de 20 000 manifestantes pro israelíes celebraron una manifestación en la Colina del Parlamento de Ottawa el 4 de diciembre. El primer ministro de Ontario, Doug Ford, calificó las protestas pro palestinas en la provincia de «manifestaciones de odio».
El Consejo Nacional de Musulmanes Canadienses anunció el 29 de enero de 2024 que rechazaría una reunión con Trudeau por el hecho de que su gobierno no instó a Israel a seguir la orden de la Corte Internacional de Justicia de no cometer genocidio. El 5 de marzo, un hombre en Toronto fue arrestado después de atacar a manifestantes pro palestinos fuera de una sinagoga usando una pistola de clavos mientras gritaba «todos los palestinos morirán». El 7 de marzo, un tribunal de Quebec emitió una prohibición temporal de protestas pro palestinas dentro de un radio de 50 metros de una sinagoga y otros cuatro edificios de la comunidad judía en Montreal.

### Chile
El 19 de octubre de 2023 supuestos miembros del Movimiento Juvenil Lautaro vandalizaron con grafitis alusivos al conflicto en Gaza una sinagoga de Concepción, adjudicandose el hecho en un comunicado donde repudiaban el actuar del ejército israelí, la injerencia extranjera y el genocidio contra la población de Gaza, la acción fue repudiada por la comunidad judía en Concepción, querellándose por el hecho de «amenaza terrorista» y llamando a utilizar la Ley de Seguridad Interior del Estado para los responsables.
El 25 de octubre se celebró un concierto benéfico en el Parque Padre Hurtado de Santiago para recaudar fondos para los hospitales de los territorios palestinos y expresar su solidaridad con la población civil de Gaza. Entre los artistas se encontraba la ganadora del Grammy Latino Ana Tijoux. El 15 de febrero de 2024 se llevaron a cabo protestas en Providencia, provincia de Santiago, exigiendo el fin de la agresión israelí a Gaza y la ruptura de relaciones con Israel. En marzo de 2024, manifestantes pidieron al presidente Gabriel Boric que expulsara al embajador de Israel de Chile.

### Colombia

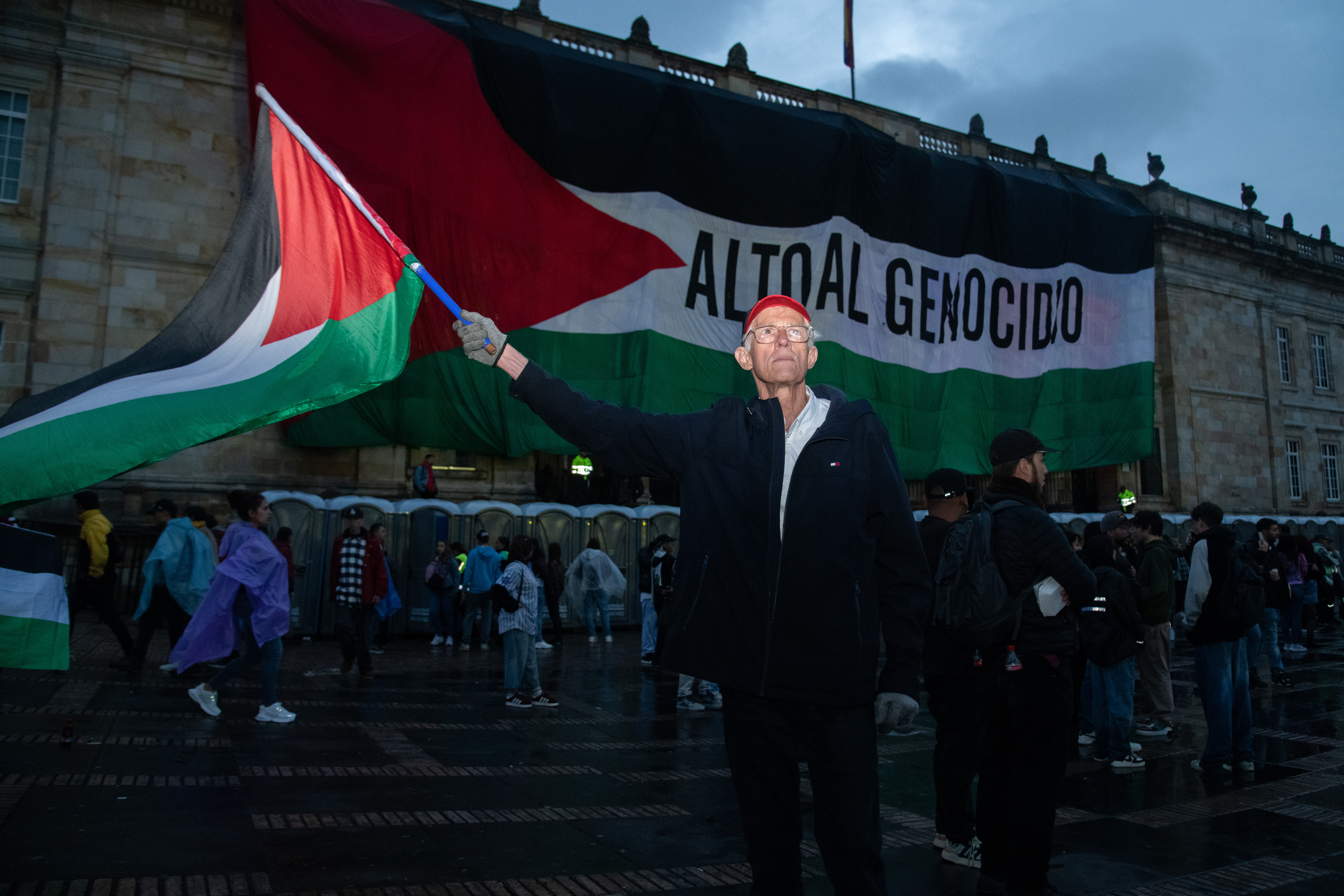
Manifestante en frente del Congreso Nacional de Colombia el 5 de julio.

Se organizó una protesta en la embajada de Israel en Bogotá en apoyo a Palestina, durante la cual los manifestantes quemaron la bandera israelí.
El 8 de junio de 2024 el gobierno de Colombia suspendió la exportación de carbón a Israel en protesta por sus crímenes en Gaza. La prohibición entró en vigor en agosto.
El día 5 de julio de 2024 el presidente de Colombia, Gustavo Petro, llamó a la movilización ciudadana en la Plaza de Bolívar frente al Congreso Nacional donde los grupos políticos de izquierda desplegaron una bandera Palestina con el mensaje «Alto al Genocidio». Este acto fue criticado por los grupos políticos de derecha en particular la líder de la oposición, María Fernanda Cabal.

### Cuba
El 23 de noviembre, miles de personas marcharon en el Paseo del Prado de La Habana en solidaridad con la causa palestina, entre ellas el presidente Miguel Díaz-Canel, quien llevó un kufiya al evento, el primer ministro Manuel Marrero, el ministro de Relaciones Exteriores Bruno Rodríguez Parrilla y varios estudiantes de medicina palestinos que se encontraban en Cuba como parte de un programa de cooperación. Antes de la manifestación, los colores de la bandera palestina fueron proyectados en el Monumento conmemorativo a José Martí. 
El 4 de marzo, la Unión de Jóvenes Comunistas organizó una manifestación en solidaridad con Palestina en La Habana.

### Estados Unidos

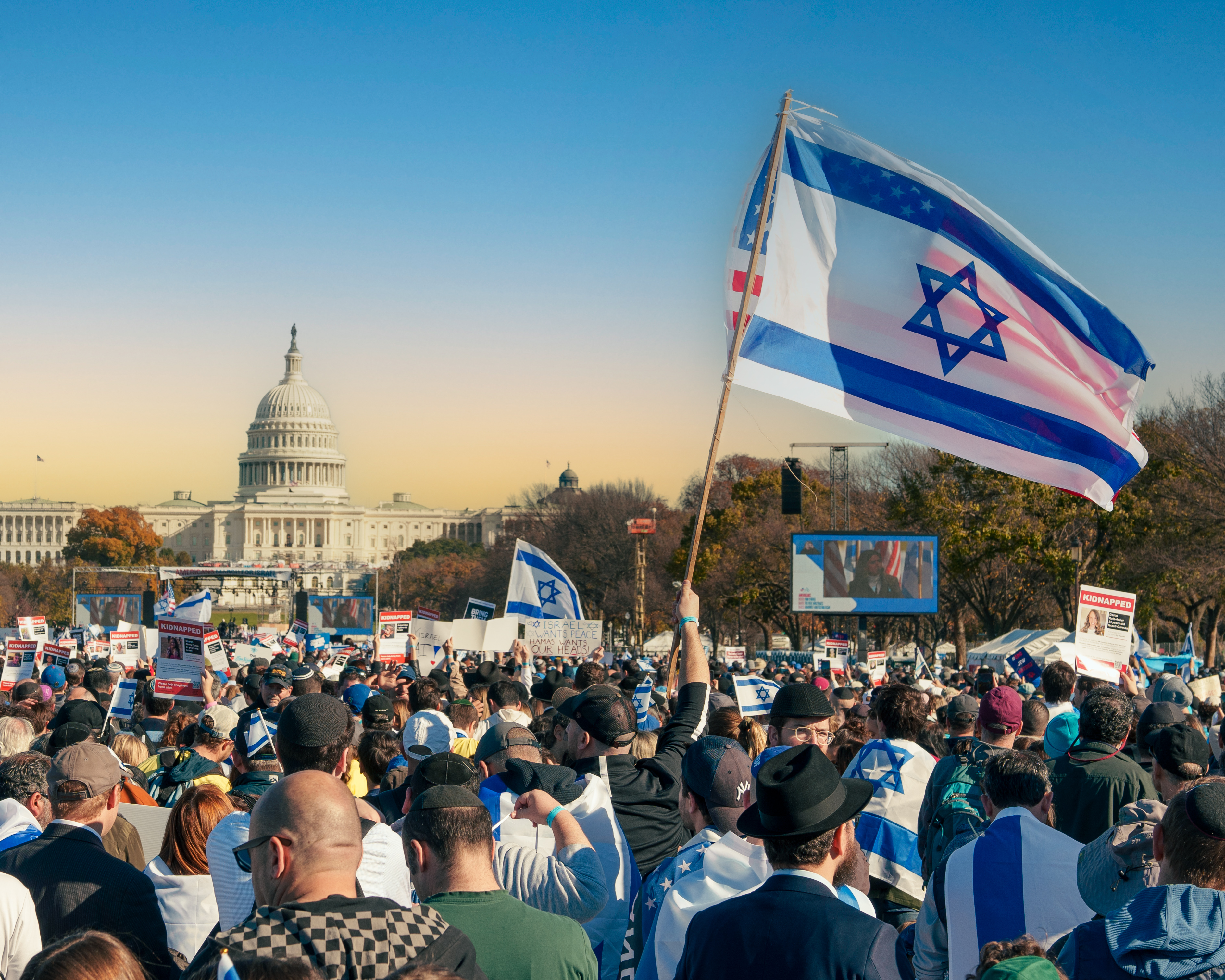
Manifestación a favor de Israel en las afueras del Capitolio de los Estados Unidos.

En los diez días posteriores al ataque, Estados Unidos llevó a cabo más de 400 protestas y vigilias relacionadas. Se estima que hubo 180.000 manifestantes y manifestantes, con un número aproximadamente igual de asistentes a eventos relacionados con preocupaciones israelíes y palestinas. Los funcionarios electos de Estados Unidos asistieron abrumadoramente a más eventos en apoyo de Israel. Se estima que un tercio de todas las protestas contra la guerra fueron respondidas con contramanifestantes, que a veces fueron violentos.  En la segunda semana de la guerra, el número de protestas pro-palestinas en los Estados Unidos superó en número al número de protestas pro-Israel.
Hubo miles de manifestantes enfrente de la Casa Blanca (Washington), Ankara, Londrés y Estambul. Días antes la congresista estadounidense del Partido demócrata Rashida Tlaib manifestaba vía X a Joe Biden que la mayoría del país no estaba con las decisiones tomadas por él. El 8 de noviembre la congresista fue censurada por la Cámara de Representantes, una medida poco frecuente y que contó con los votos en contra de cuatro republicanos y veintiocho demócratas. La congresista dijo que «les preocupa más silenciarme que salvar vidas».
Varios centenares de judíos se concentraron pacíficamente dentro del Congreso estadounidense en Washington, con pancartas en defensa de un alto el fuego en el enclave palestino, contra el «genocidio» y exigiendo «dejar vivir a Gaza». Varios miles de judíos se manifestaron al mismo tiempo con los mismos lemas en la calle fuera del edificio. La protesta fue convocada por las organizaciones If not now y Jewish Voice for Peace. Unas 300 personas fueron detenidas.
Más de 100 personas, 186 según los organizadores, fueron arrestadas en el Capitolio de Pensilvania en Harrisburg el lunes, 5 de enero. Cuando una coalición de activistas pro palestinos, incluida Jewish Voice for Peace, organizó la protesta donde se pidió el «fin del genocidio» en Gaza y que el estado de Pensilvania dejara de invertir en empresas israelíes.

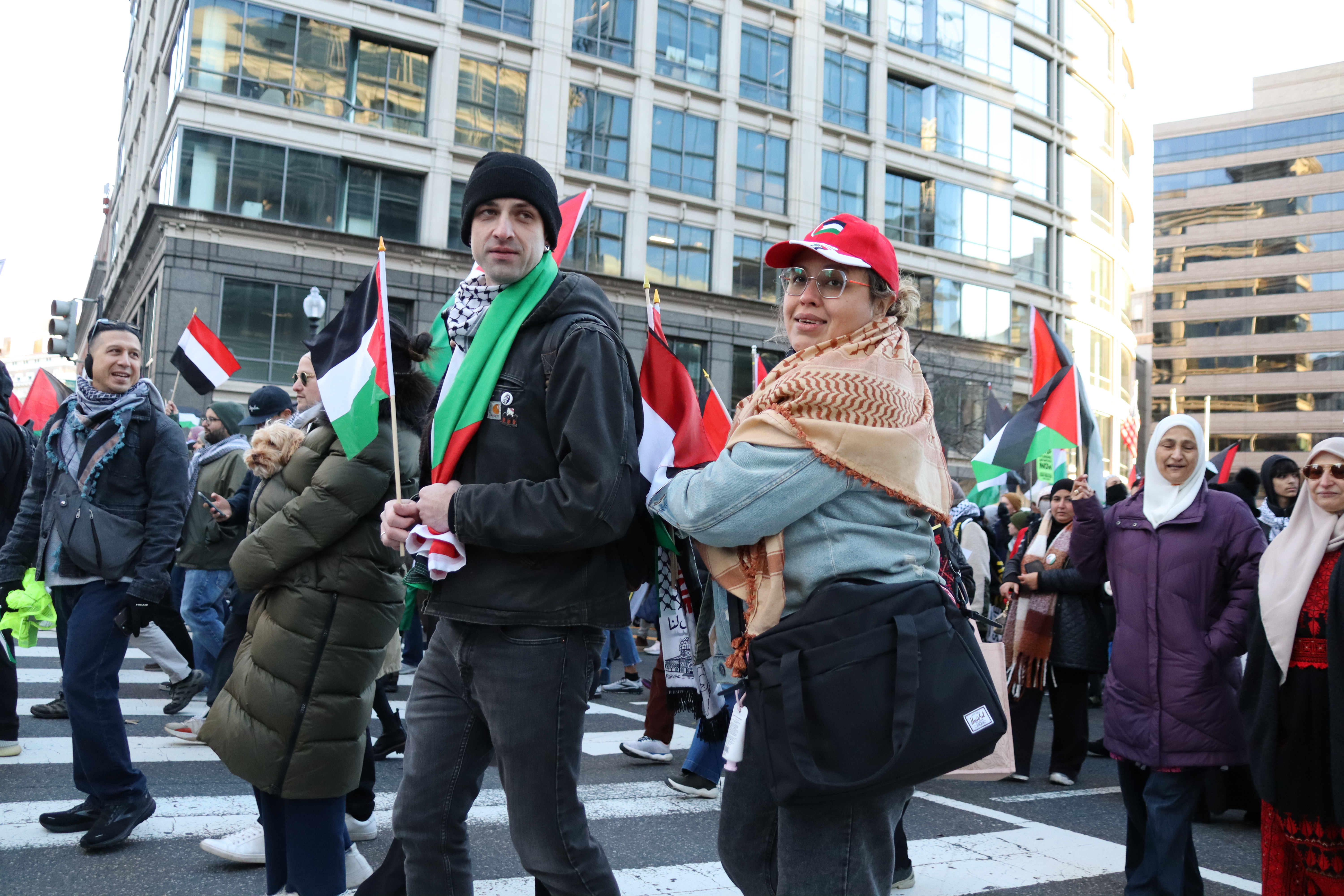
Manifestación en Washington por Gaza

El 25 de febrero de 2024, Aaron Bushnell, de 25 años, un miembro en activo de la Fuerza Aérea de Estados Unidos se prendió fuego frente a la embajada de Israel en Washington D. C., como protesta contra la guerra de Israel en Gaza. Posteriormente fue trasladado de urgencia al hospital, con «heridas críticas que ponen en peligro su vida», donde finalmente, murió. Según los medios estadounidenses Bushnell se transmitió en vivo en Twitch, vistiendo uniforme y declarando que «no sería cómplice del genocidio» antes de empaparse en líquido inflamable y prenderse fuego mientras gritaba «¡Palestina libre!».
Un día después en Nueva York, la organización judía antisionista Jewish Voice for Peace, se manifestó en las cercanías de donde se grababa Late Night With Seth Meyers y acudía Joe Biden. Fueron detenidas treinta y tres personas entre las que se encontraba la actriz Hunter Schafer.
El 2 de marzo hubo manifestaciones, con miles de participantes, a favor de Palestina en las calles Nueva York, Chicago, San Francisco y en Washington donde frente a la embajada israelí se desplegó una bandera gigante de Palestina.
El 10 de marzo, durante la 96.ª edición de los Premios Óscar, varios actores usaron un broche rojo creado por Artists4Ceasefire para señalar su apoyo al cese al fuego en Gaza, incluyendo a Billie Eilish, Ava DuVernay, Mark Ruffalo, Ramy Youssef, y Mahershala Ali. Los actores franceses Swann Arlaud y Milo Machado-Graner, de la película Anatomía de una caída, usaron un broche con la bandera palestina. Al recibir el Oscar a Mejor Película Internacional, el director inglés Jonathan Glazer condenó la guerra en Gaza y declaró:

Todas nuestras decisiones buscaban reflejarnos y confrontarnos en el presente. No para decir 'mira lo que hicieron entonces', sino 'mira lo que hacemos ahora'. Nuestra película muestra a dónde lleva la deshumanización, llevada a su peor versión, que ha dado forma a todo nuestro pasado y nuestro presente. Ahora comparecemos aquí como hombres que se niegan a que su judaísmo y el Holocausto se vean secuestrados por una ocupación que ha llevado al conflicto a tantas personas inocentes. Sean las víctimas del 7 de octubre en Israel o del ataque que se está llevando a cabo en Gaza todas las víctimas de esta deshumanización - ¿cómo podemos resistir?

Al terminar el discurso, Glazer dedicó su premio a Aleksandra Bystroń-Kołodziejczyk, una mujer polaca que fue parte de la resistencia a los 12 años durante la Segunda Guerra Mundial y a quien conoció antes de iniciar el rodaje. Esta fue la única mención de la guerra en Gaza durante el evento.
El 15 de marzo, como ya se hizo en octubre, miles de manifestantes pro palestinos cortaron el tráfico en el puente de Brooklyn en ambas direcciones. También se manifestaron en Wall Street bajo el lema «Israel bombardea. Wall Street se beneficia».

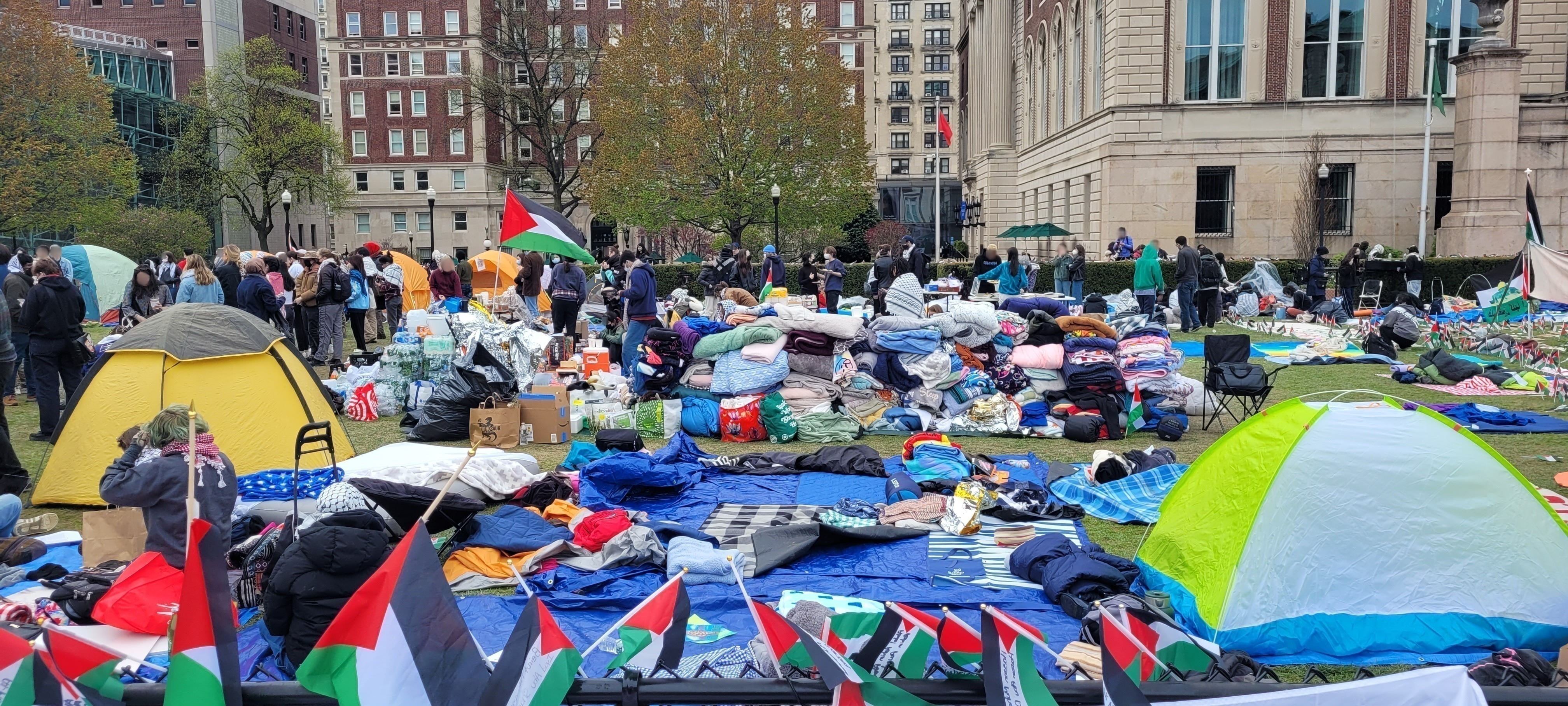
Campamento de protesta contra la guerra en Gaza en el campus de la Universidad de Columbia (Nueva York)

El 3 de mayo por la noche, la Policía de Nueva York arrestó a más de cien estudiantes en la Universidad de Columbia, donde los manifestantes pro palestinos han mantenido durante varios días un campamento de protesta contra la guerra en Gaza. En torno a medio centenar de agentes de policía entraron en el edificio Hamilton Hall a través de una de las ventanas de la segunda planta para desalojar a algunos de los estudiantes que se habían atrincherado en su interior.
Para el 3 de mayo, más de 2000 personas habían sido detenidas en el marco de las protestas estudiantiles pro palestinas que tuvieron lugar en las dos semanas anteriores en los campus de numerosas universidades estadounidenses. Entre los detenidos se incluyen alrededor de 200 personas que fueron arrestadas el 2 de mayo durante el desmantelamiento del campamento levantado por manifestantes en la Universidad de California en Los Ángeles, otras 400 personas fueron detenidas cuando la Policía de Nueva York desalojó el edificio Hamilton Hall, situado en el campus de la Universidad de Columbia, y ocupado temporalmente por manifestantes pro palestinos. Los arrestos masivos de manifestantes se extendieron a la Universidad Estatal de Portland, la Universidad de Arizona, la Universidad de Indiana, la Universidad de Washington, el Emerson College, la Universidad del Nordeste, la Universidad de Texas, el Dartmouth College, la Universidad Yale, la Virginia Tech y la Universidad del Sur de California.
El 3 de mayo, al menos catorce estudiantes de la Universidad de Princeton, al suroeste de Nueva York, iniciaron una huelga de hambre indefinida en solidaridad con la población de la Franja de Gaza. Los manifestantes llevan diez días acampados en el campus de la universidad en la lamada «Acampada de Solidaridad con Gaza». Según los organizadores de la protesta la huelga de hambre continuará hasta que se satisfagan sus demandas: reunión con la dirección de la universidad para tratar las inversiones relacionadas con Israel y propuestas de desinversión y boicot cultural y académico a Israel. Ese mismo día, Amnistía Internacional (AI) condenó la «represión policial» en el marco de las manifestaciones pro palestinas que se registradas en las semanas previas. El director ejecutivo de la ONG en Estados Unidos, Paul O' Brien, afirmó que «Instamos a las administraciones universitarias a salvaguardar y facilitar el derecho de los estudiantes a protestar o llevar a cabo contraprotestas de manera pacífica y segura en sus campus» e instaba a las fuerzas policiales a que dejasen a medios de comunicación, servicios jurídicos y sanitarios poder ejercer su labor libremente.
El 9 de mayo la Comisión Interamericana de Derechos Humanos (CIDH) expresó su preocupación por la violencia y los «arrestos masivos» registrados en las universidades estadounidenses y pidió al Ejecutivo garantizar los derechos a la libertad académica y de expresión y a la reunión pacífica. El 20 de mayo unos ciento cincuenta universitarios de Yale abandonaron  su ceremonia de graduación en protesta por la guerra y para exigir la libertad de los manifestantes arrestados en las diferentes protestas anteriores.
Al cumplirse un año del asesinato de la niña palestina Hind Rajab, grupos palestinos organizaron una vigilia en el parque Zuccotti de Nueva York el 29 de enero de 2025. Como reacción, el movimiento de extrema derecha Betar anunció una contraprotesta en el parque, calificando el evento de «manifestación yihadista» y prometiendo grabar a los asistentes para que el Servicio de Inmigración y Control de Aduanas de Estados Unidos (ICE) los deportara. En la vigilia, los contra manifestantes gritaron «¡Muéstrennos la cara para que podamos deportarlos!» y «¡Estamos con el ICE!», y corearon repetidamente «ICE, ICE, ICE!», según un video publicado por el grupo.
El 24 de abril de 2025, cientos de manifestantes propalestinos protestaron en el campus de la Universidad de Yale contra la visita del ministro de Seguridad Nacional de Israel, el ultraderechista Itamar Ben-Gvir, que dio un discurso en la sede de la organización Shabtai, una sociedad judía cuya sede está en el campus.
El 8 de mayo, decenas de manifestantes irrunpieron en la biblioteca Butler de la Universidad de Columbia en una acción de protesta contra la guerra en Gaza. Los manifestantes gritaban consignas como «Palestina libre» y pidieron la liberación del activista palestino Mahmud Jalil, detenido el pasado 8 de marzo. Al día siguiente la policía de Nueva York, desalojó a los manifestantes que habían ocupado la biblioteca y detuvó a 78 manifestantes. La sentada fue organizada por un grupo de activistas por la Desinversión del Apartheid en la Universidad de Columbia, que acusa al Gobierno israelí de promocionar en la universidad de Columbia su «política de segregación». «Mientras Columbia financie y se beneficie de la violencia imperialista, la gente seguirá perturbando las ganancias y la legitimidad de Columbia».

### México

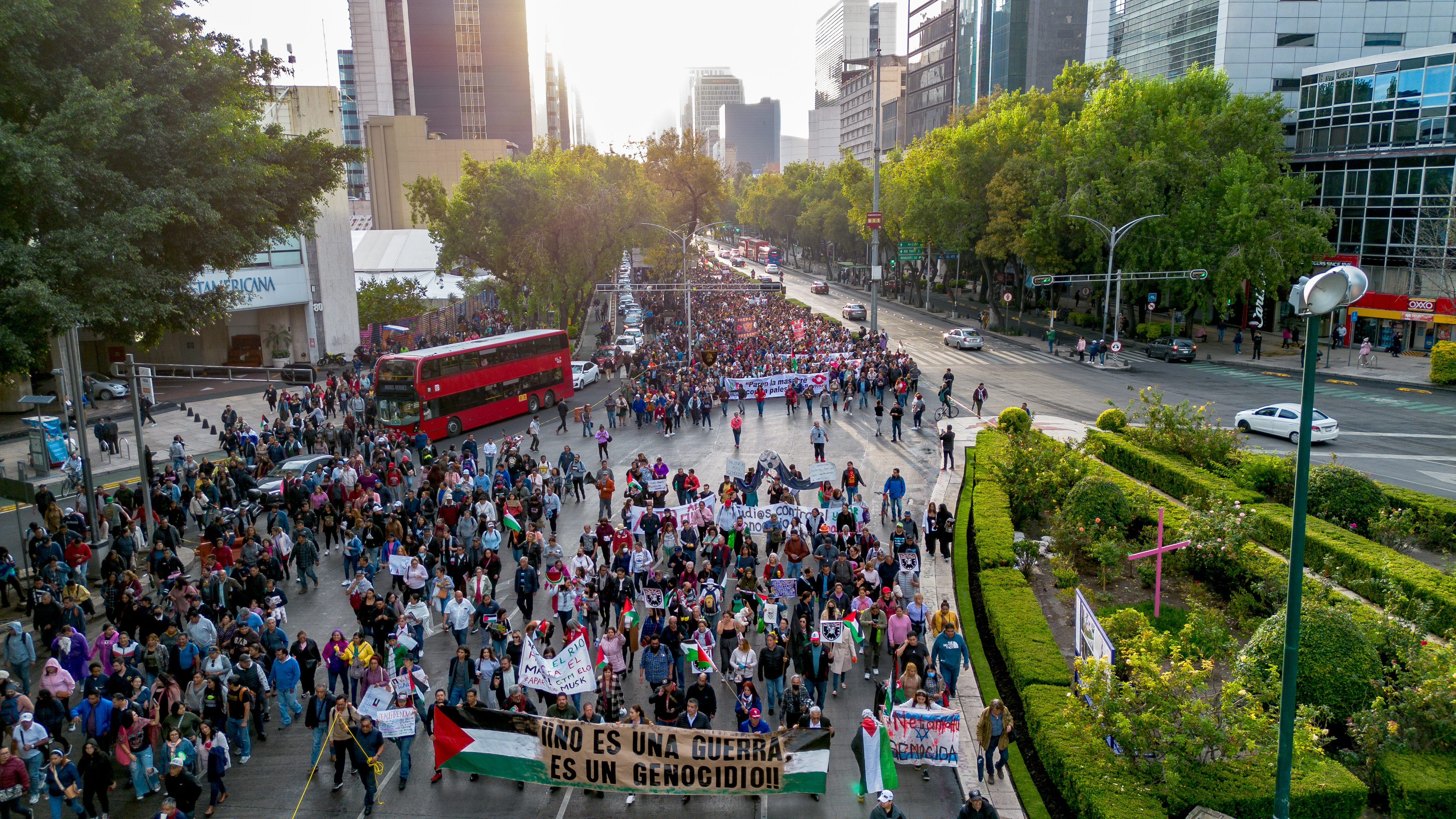
Protesta pro Palestina en Ciudad de México, 29 de noviembre

El 14 de octubre, a una semana de iniciado el conflicto en Gaza, cientos de mexicanos realizaron una protesta frente a la embajada de Estados Unidos en la Ciudad de México para denunciar las violaciones a derechos humanos de Israel en Gaza. En Monterrey, se realizó una manifestación pacífica frente a Cintermex en contra de la guerra en Gaza el 15 de octubre, mientras que la bandera de Israel apareció en anuncios panorámicos en las avenidas Paseo de los Leones, Gonzalitos y Morones Prieto.
El 5 de noviembre, miles de personas marcharon en la Ciudad de México desde el monumento al Ángel de la Independencia hasta el Zócalo, coreando: «rompan, rompan lazos con Israel» y «No es una guerra, es un genocidio». El 17 de febrero del 2024, hubo una nueva marcha en solidaridad con el pueblo palestino y exigir un alto al fuego.
Durante las marchas por el Día Internacional de las Mujeres, hubo pancartas y manifestaciones en contra de la invasión a Gaza en Ciudad de México, Torreón, Chihuahua, Guadalajara y Monterrey. El 30 de junio una contramarcha organizada por la comunidad LGBT+ tuvo lugar en las cercanías del Monumento a la Independencia, llegando hasta la embajada de Israel en México
do el blanqueamiento y pinkwashing durante el mes de junio, evitando que olvide de la situación actual en la Franja de Gaza.

### Uruguay
El 10 de octubre, alrededor de mil personas se manifestaron en apoyo a Israel en Punta del Este. Asistieron el Intendente de Maldonado, Enrique Antia, y representantes de otras religiones. Asimismo, el monumento La Mano fue iluminada con los colores de la bandera israelí.
En la noche del 11 de octubre, tuvo lugar una manifestación en apoyo a Israel en Montevideo, que congregó a más de 3000 personas en la Rambla del barrio Pocitos. La manifestación, que fue convocada por diferentes organizaciones de la comunidad judía de Uruguay «contra el terrorismo», contó con la presencia de varios funcionarios del gobierno, incluida la vicepresidenta Beatriz Argimón.

### Venezuela
El 26 de octubre, se organizó una marcha a favor de Palestina en Caracas.

## Europa

### Alemania

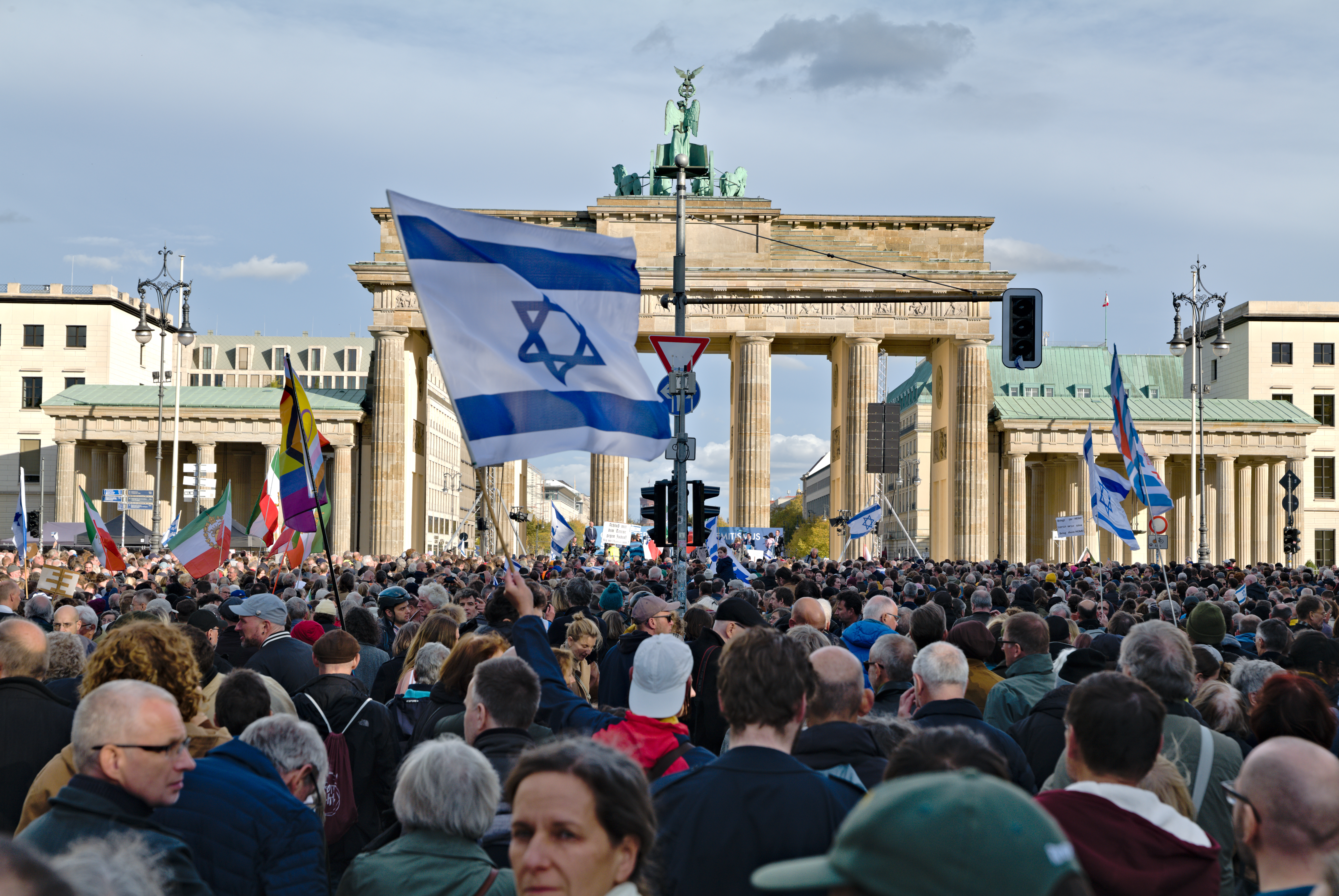
Manifestación en apoyo de Israel en frente de la Puerta de Brandeburgo en Berlín

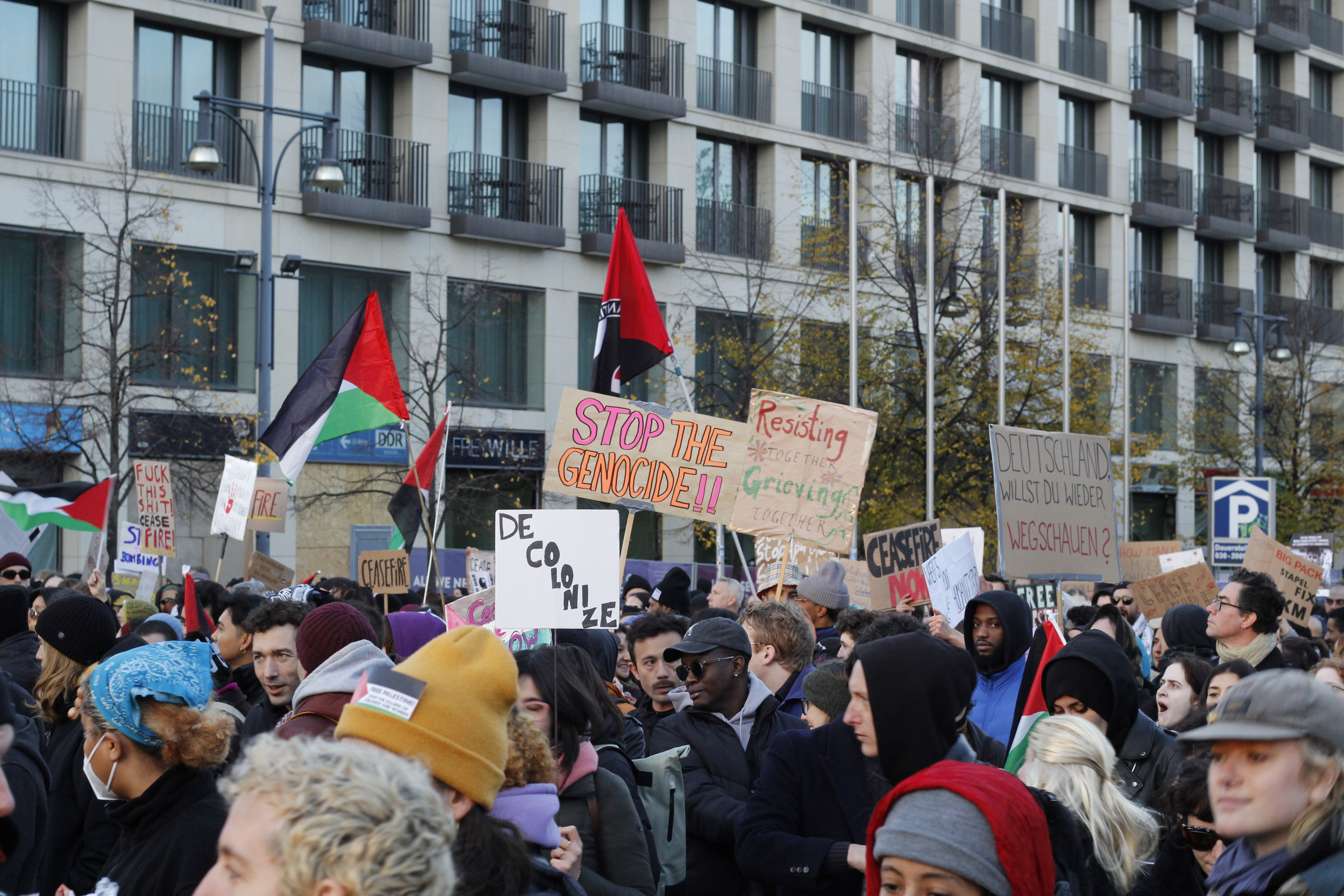
Protesta pro Palestina en Berlín el 4 de noviembre

El 9 de octubre, el presidente alemán Frank-Walter Steinmeier dijo que no toleraría las celebraciones públicas de los ataques de Hamás. El Partido Verde alemán pidió restricciones a las organizaciones que apoyan abiertamente a Hamás. La Unión Demócrata Cristiana de Alemania, liberal y conservadora, pidió que se revocara la ciudadanía alemana a quienes apoyaban a Hamás. El Consejo Central de Judíos en Alemania y el embajador israelí pidieron que se tomaran medidas. El canciller Olaf Scholz anunció planes para prohibir el grupo pro palestino Samidoun después de que fuera fotografiado repartiendo dulces en Berlín para celebrar el ataque de Hamás el 7 de octubre. Posteriormente, la policía prohibió las manifestaciones a favor de Palestina en Berlín.
El 22 de octubre se celebró en Berlín una manifestación pro israelí en la Puerta de Brandeburgo. A la manifestación asistieron el presidente Frank-Walter Steinmeier, así como representantes de la Sociedad Germano-Israelí, de la mayoría de los principales partidos políticos,el Consejo de la Iglesia Protestante en Alemania, de la Conferencia Episcopal Alemana, del Consejo Central de los Judíos en Alemania, la Federación de Industrias Alemanas, la Confederación Sindical Alemana y el embajador israelí Ron Prosor.
También ha habido numerosas manifestaciones pro palestinas, a pesar del hecho de que el gobierno alemán no permite tales manifestaciones, alegando el temor a que los participantes corearan consignas antiisraelíes o antisemitas o exhibieran símbolos prohibidos. Así, el 4 de diciembre la policía prohibió un acto pro palestino so pretexto a que iba a participar por videoconferencia Salman Abu Sitta, palestino expulsado de su país en 1948, experto en la Nakba y que se dedica a dar conferencias con activistas israelíes por la paz y al que se le habían prohibido las actividades en Alemania. Además se estudió la posibilidad de denegar la reanudación de dicho acto en otro momento.
En febrero, coincidiendo con la Berlinale, algunos asistentes entre los que se encontraban Ben Russell, Raúl Briones o Eliza Hittman entre otros mostraron su apoyo al pueblo palestino. El director israelí Yuval Abraham, ganador con el documental No Other Land que trata sobre la situación de Cisjordania y la brutalidad del ejército israelí, y que salió a recoger el premio con el activista palestino Basel Adra denunció la situación de apartheid que se vive en el país hebreo y el genocidio que se está cometiendo. Estas protestas hicieron que tanto el Gobierno alemán,el alcalde de Berlín y medios de comunicación tacharan a los premiados y al resto de protestantes de antisemitas. Esto abrió de nuevo el debate de lo que Jochen Bittner y otros autores llaman Staatsraeson (si la defensa del Estado de Israel debe ser para el país germano un objetivo de Estado y una posición inalterable) y que hace que toda protesta sea tachada de antisemitismo y que en el país se tengan reservas a posicionarse a favor de cualquier posición contraria a Israel.
Tras las declaraciones de Yuval Abraham, éste denunció haber recibido amenazas de muerte hacia él y su familia de unos israelíes que acudieron a su casa a protestar. Familiares suyos se vieron obligados a huir a otra ciudad. Además denunció el uso indebido de la palabra antisemitismo por parte de las autoridades alemanas porque vacía su «significado y por lo tanto pone en peligro a los judíos de todo el mundo».

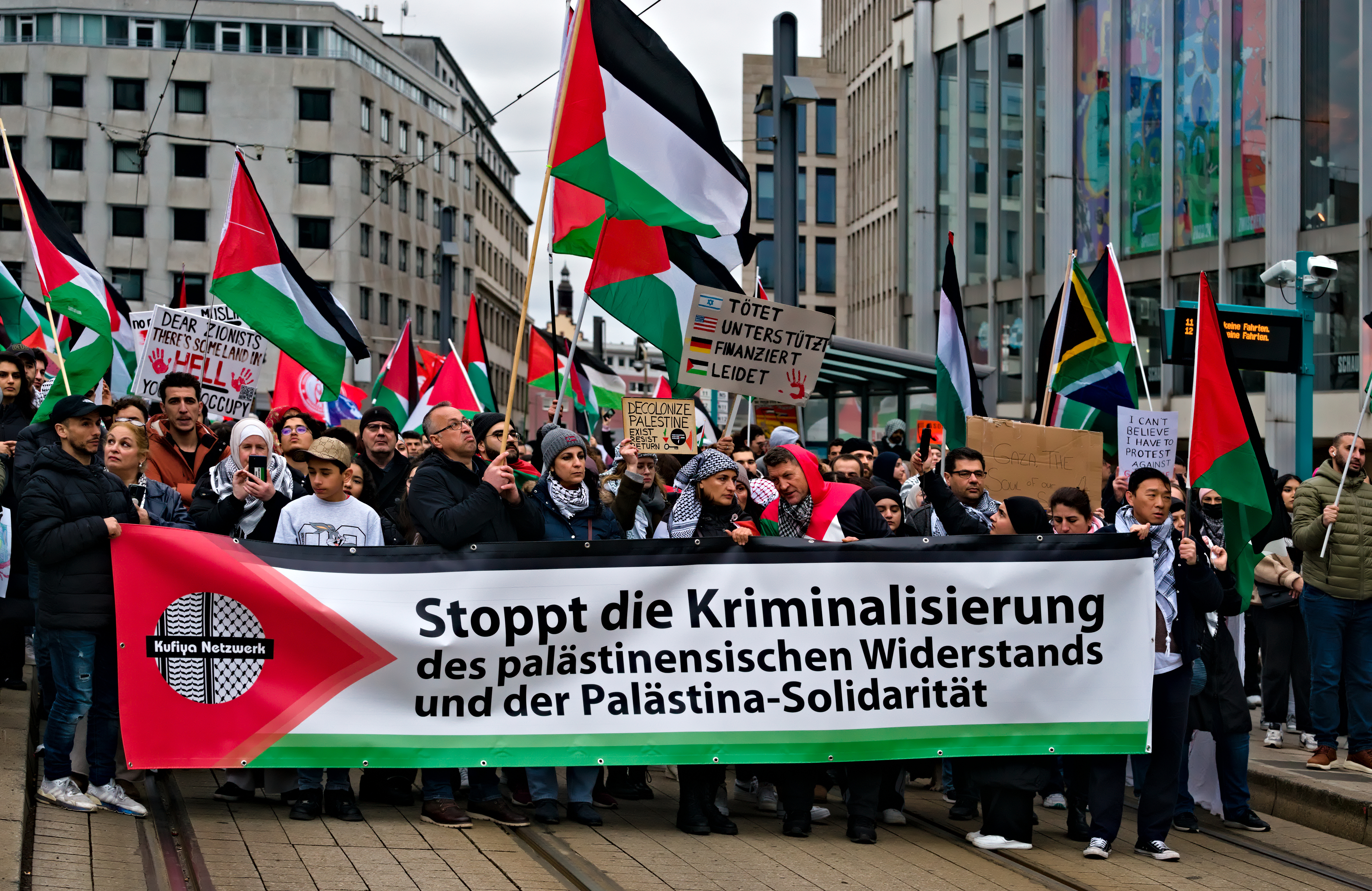
Manifestantes propalestinos en Fráncfort, 2024. La pancarta dice: «Alto a la criminalización de la resistencia palestina y la solidaridad con Palestina». Al fondo: «Israel mata, Estados Unidos apoya, Alemania financia, Palestina sufre».

El 24 de febrero de 2024, manifestantes propalestinos en Berlín llevaban un cartel que decía: «Detengan el genocidio». en Neukölln, un barrio de Berlín, los manifestantes pro palestinos describieron la represión policial contra las protestas como «impactantes y violentas». A finales de abril se instaló en Berlín un campamento frente al Bundestag para oponerse al comercio de armas con Israel —Alemania es el segundo mayor proveedor mundial de armas de Israel, sólo superado por Estados Unidos—.
El 15 de julio, estallaron enfrentamientos entre la policía y más de 600 manifestantes propalestinos. Siete manifestantes y 17 agentes de policía resultaron heridos y 28 manifestantes fueron detenidos. El 25 de julio se celebraron protestas en Berlín durante las cuales los manifestantes recrearon una escena del bombardeo israelí de Gaza. El 6 de octubre de 2024, la gente se manifestó en Berlín en solidaridad con Palestina y el Líbano y para protestar por la invasión de Israel del Líbano.
El 15 de mayo de 2025, unas 1100 personas participaron en una manifestación pro Palestina en Kreuzberg, Berlín, para conmemorar el 77.º aniversario de la Nakba y protestar contra la operación militar israelí en Gaza. Durante las protestas, varios manifestantes y policías resultaron heridos en violentos enfrentamientos.

### Bélgica
En respuesta al llamamiento realizado el 16 de octubre por la FGPS del día 16 de octubre y el aumento de carga y vuelos a suelo israelí desde Lieja (Bélgica), el 31 del mismo mes una coalición de sindicatos de personal de tierra de aeropuertos de Bélgica hizo un llamamiento a sus miembros para que se negaran a cargar o descargar armas destinadas a Israel como ya hicieron en el conflicto entre Rusia y Ucrania.
El día 17 de diciembre se manifestaron 27 000 personas para pedir el alto el fuego en Bruselas en una marcha que fue convocada por varias entidades civiles defensoras de la causa palestina y la Unión de Judíos Progresistas belga.
El 15 de junio de 2025, en la capital belga más de 110.000 personas secundaron la convocatoria de más de 150 organizaciones de la sociedad civil, desde ONG a organizaciones juveniles y centros culturales para exigir medidas al Gobierno belga. Los manifestantes denunciaron los «crímenes de guerra» israelíes y exigieron rendición de cuentas y que se permita la entrada de ayuda humanitaria en la Franja de Gaza.

### Bosnia y Herzegovina
El 22 de octubre, miles de personas marcharon en Sarajevo en apoyo a Gaza, cantando «Ayer Srebrenica, hoy Gaza», en referencia a la masacre de Srebrenica donde 8000 hombres y niños musulmanes fueron asesinados en 1995.

### Dinamarca

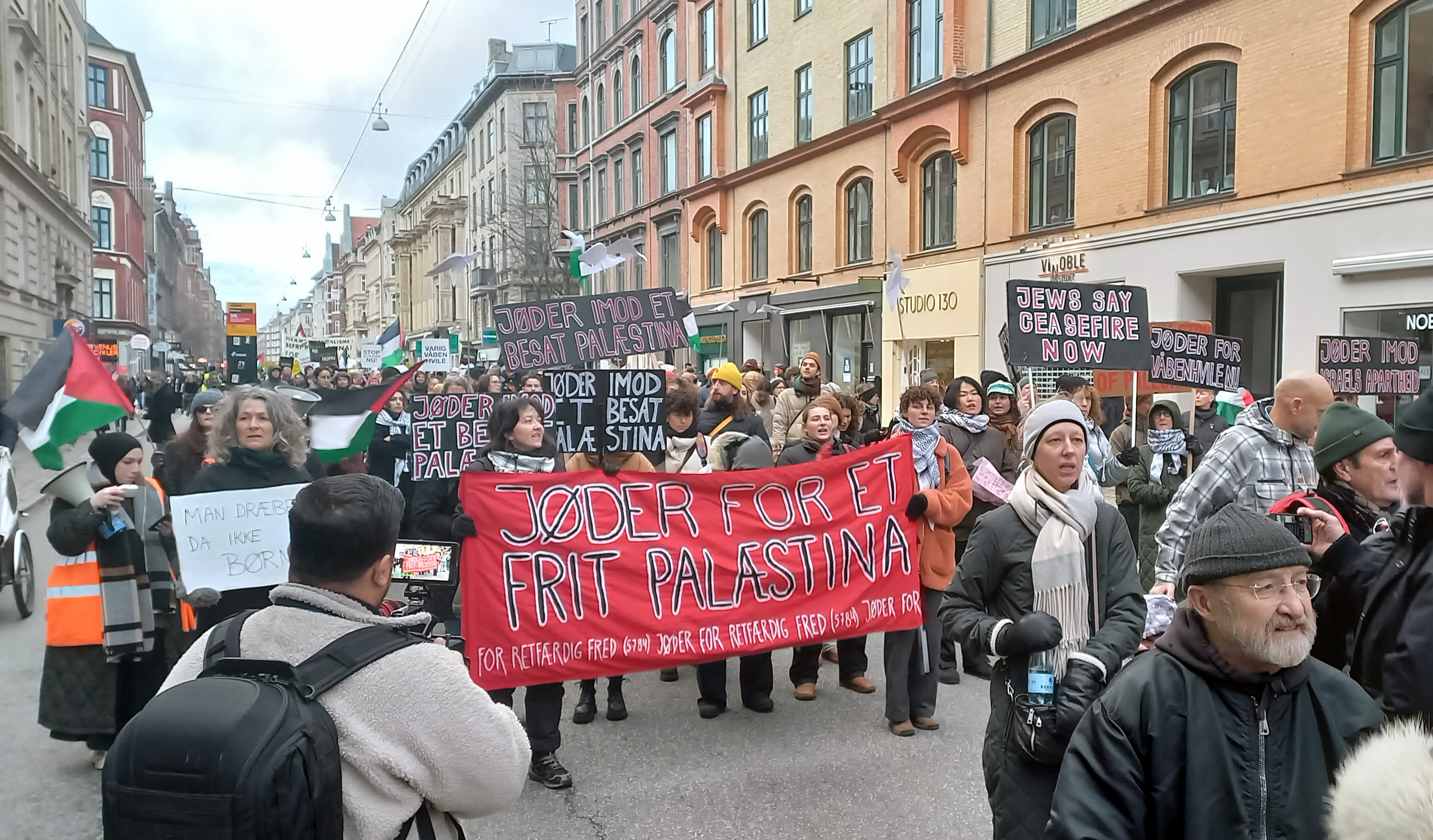
Pancarta con el lema «Judíos por una Palestina libre» en Copenhague el 2 de febrero de 2024

Los manifestantes marcharon en apoyo de Gaza en Copenhague el 2 de febrero de 2024, cantando «Palestina libre» y «Palestina nunca morirá». Los manifestantes pidieron el fin de los ataques militares de Israel en Gaza. También calificaron el conflicto de «genocidio» y pidieron que los políticos intensifiquen sus esfuerzos para ayudar a la población palestina.
En septiembre de 2024, la activista Greta Thunberg participó en una protesta en la Universidad de Copenhague para protestar contra la colaboración de la institución danesa con otras universidades israelíes. «Estudiantes contra la Ocupación y yo estamos en un edificio administrativo de la Universidad de Copenhague», compartió Thunberg en su cuenta de Instagram junto a un vídeo. La activista sueca fue detenida junto a otros cinco manifestantes por «bloquear por un corto espacio de tiempo la entrada a los edificios de la Universidad de Copenhague. Se han presentado cargos contra las seis personas por allanamiento de morada».

### Eslovenia
El 13 de octubre se organizaron protestas pro palestinas en Liubliana. El 9 de noviembre, una gran multitud se reunió en Liubliana para mostrar su apoyo a los palestinos, mientras que el Comité de Política Exterior del Parlamento aprobó una declaración en la que instaba a un cese inmediato de las hostilidades, un alto el fuego y el establecimiento de corredores humanitarios en Gaza.

### España

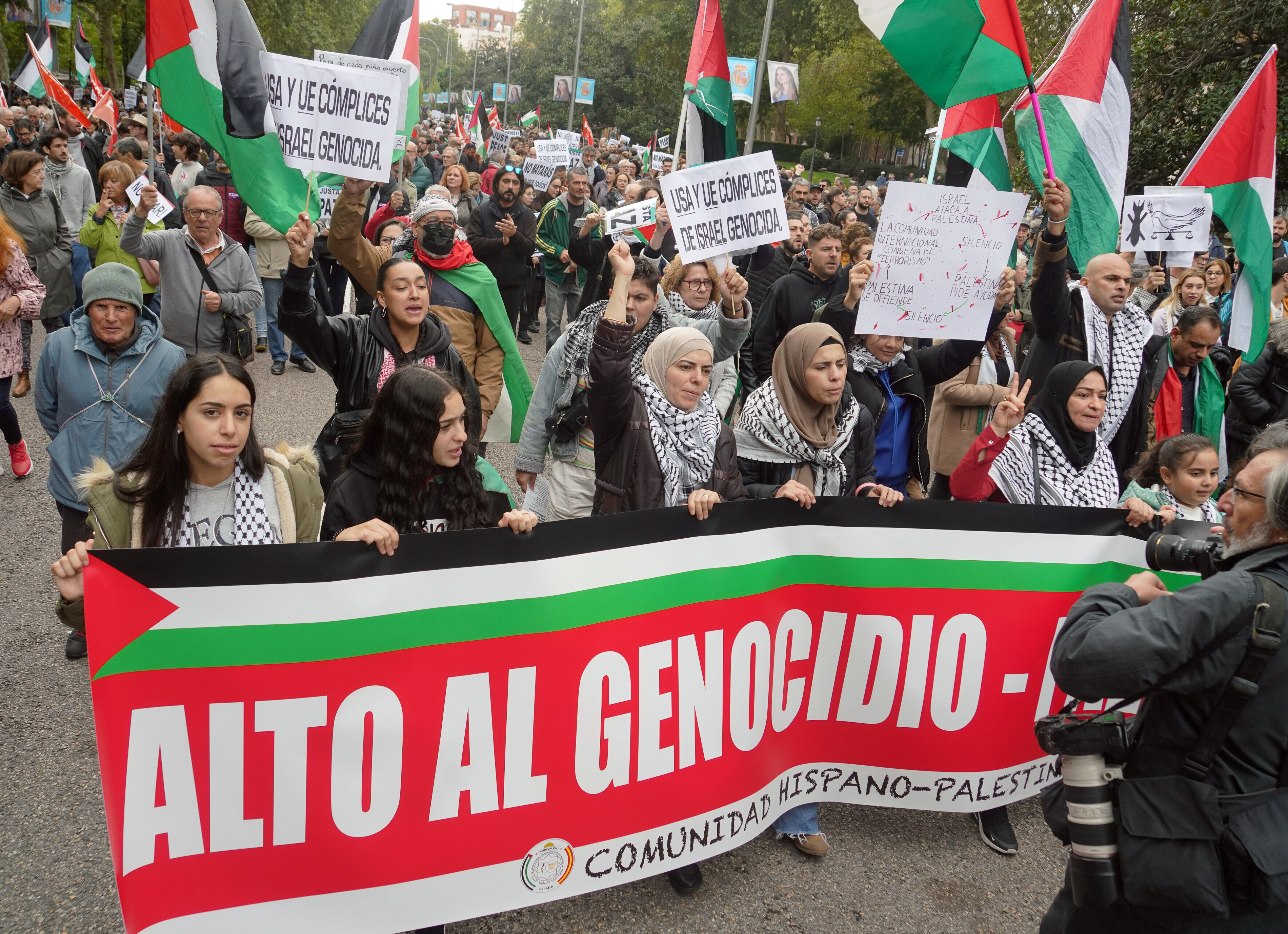
Manifestación pro palestina en Madrid el 29 de octubre de 2023

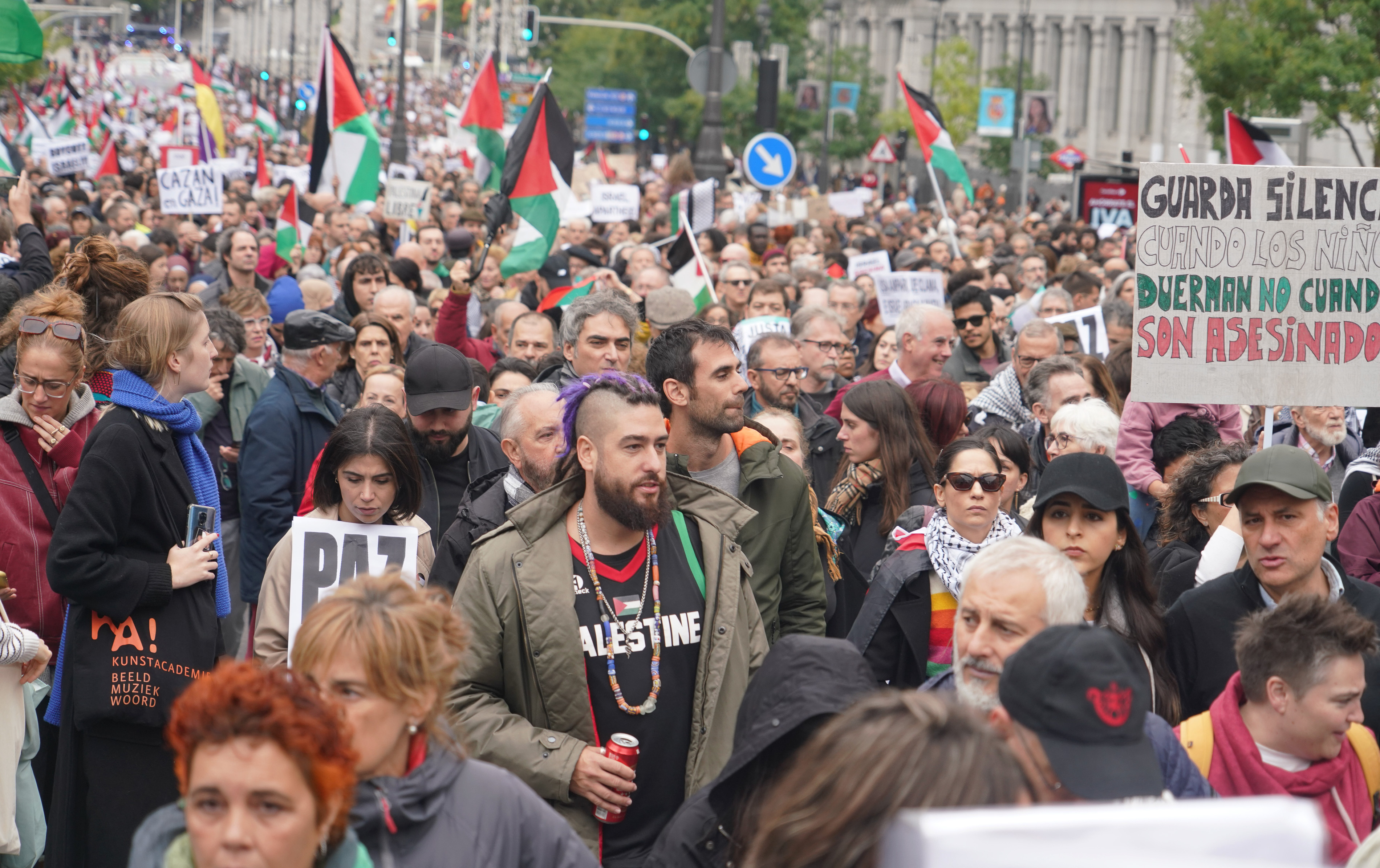
Manifestación pro palestina en Madrid el 29 de octubre de 2023

El 21 de octubre, en una concentración en Barcelona unas cien personas ocuparon el Hotel Cortés, propiedad del magnate israelí Haim Tsuff, una de las personas más ricas de Israel, con intereses en el complejo industrial-militar. La ocupación fue pacífica y solo se cambiaron las banderas de distintos países europeos de la Unión Europea y la propia de la Unión Europea por banderas palestinas y se denunció «la impunidad por el genocidio contra miles de palestinos».

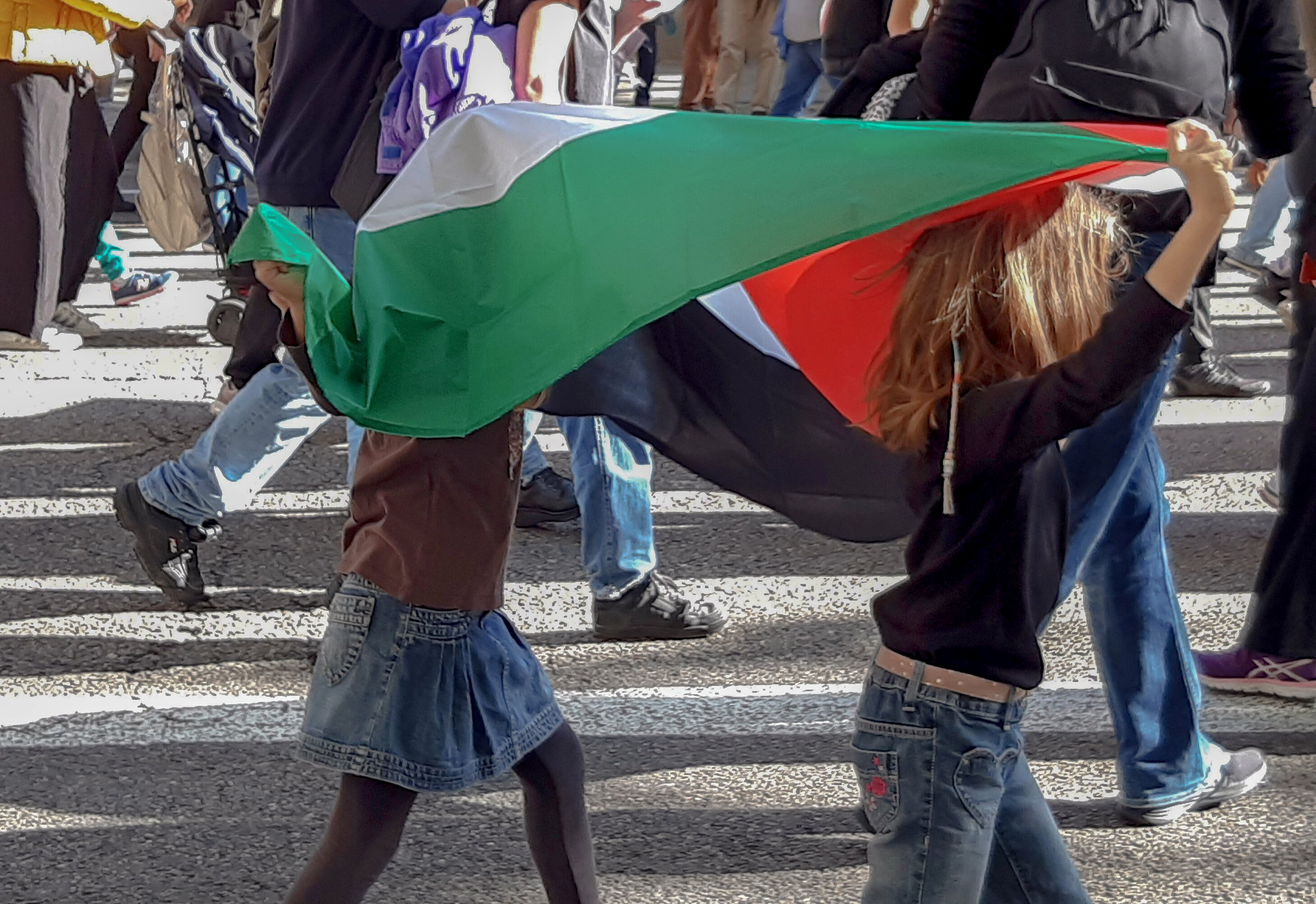
Manifestación pro Palestina en Madrid el 18 de noviembre de 2023

El domingo, 29 de octubre, tuvo lugar en las calles de Madrid una multitudinaria manifestación, de alrededor de 35 000 personas, en apoyo de Palestina, al grito de «no son muertes, son asesinatos» y bajo el lema «Siempre con la resistencia palestina». Durante ese fin de semana también hubo manifestaciones para denunciar la masacre que Israel está cometiendo en Palestina en las ocho capitales andaluzas.
Los estibadores del Puerto de Barcelona anunciaron que no permitirían la carga y descarga de los barcos que lleven armas a Israel y Palestina. El 10 de noviembre, la embajada de Israel en España condenó a los centros educativos españoles acusándolos de llevar a cabo actos «antiisraelíes» como huelgas estudiantiles y concentraciones a la salida de clase en protesta por las muertes de niños en Palestina.
El 21 de noviembre decenas de personas de varios colectivos se concentraron en la estación del metro de la Puerta del Sol en Madrid para mostrar su apoyo al pueblo palestino y reclamar la ruptura de relaciones con Israel.Ese mismo día una manifestación contra la intervención militar de Israel en Gaza acabaron entrando en la estación de França de Barcelona por lo que se realizaron cargas policiales.
El 25 de noviembre, unos activistas colgaron una bandera palestina y una pancarta en la que se podía leer «Israel genocida» en el edificio de la antigua sede del Noticiario Cinematográfico Español (NO-DO), en Madrid, justo frente a la Embajada israelí. En Barcelona y Mérida se manifestaron cientos de personas a favor del pueblo palestino y exigiendo que se extendiera la tregua por cuatro días más.
El 9 de diciembre, en la localidad de Gernica, cientos de ciudadanos realizaron un mosaico humano gigante con la forma de la bandera palestina e imágenes del cuadro Guernica de Pablo Picasso. En el acto, organizado en apoyo al pueblo palestino por la Iniciativa Ciudadana Gernika-Palestina, han denunciado la «masacre» que está sufriendo el pueblo palestino por los ataques de Israel, con más de 16 000 personas muertas, «en su mayoría niños y niñas». Además han leído un manifiesto en el que señalan que no se puede «tolerar una sola destrucción más de un pueblo» y no se puede «aceptar lo que está pasando en Palestina». «El mundo y la historia no pueden aceptar un nuevo Gernika. Desde Gernika, un lugar especialmente desafortunado entre todas las atrocidades de la historia de la humanidad, pedimos que se acabe con una matanza constante de la población palestina».

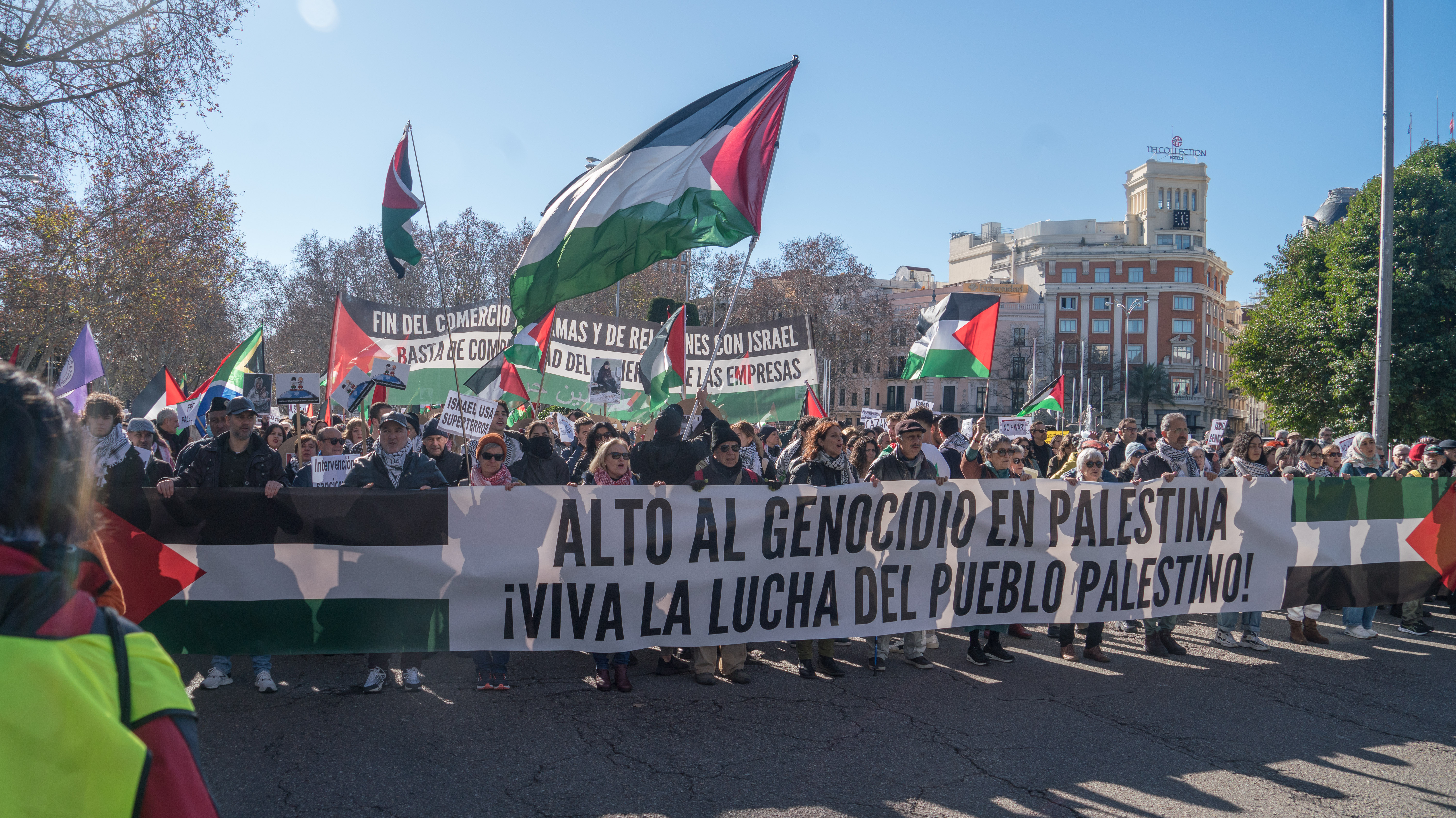
Manifestación contra el genocidio en palestina. Madrid, 20 de enero de 2024

El 20 de enero, miles de personas se manifestaron en diferentes ciudades del país para exigir «el cese del genocidio en Palestina, el fin al comercio de armas y la ruptura de relaciones con Israel». Las manifestaciones habían sido convocadas por la Red Solidaria contra la Ocupación de Palestina (RESCOP), que agrupa más de cincuenta organizaciones sociales, colectivos y plataformas ciudadanas de todo el país. La manifestación más multitudinaria ha sido en Madrid donde, alrededor de 25 000 personas, según la Delegación de Gobierno, han salido a las calles para denunciar la situación que viven los civiles palestinos. Al grito de «Israel asesino del niño palestino» y «No es una guerra, es un genocidio».
El 24 de enero, un grupo de activistas de Greenpeace escaló el Museo de Arte Reina Sofía, a través de uno de los ascensores de cristal, para denunciar los ataques de Israel en Gaza y reclamar un alto el fuego. En la parte superior de la fachada, desplegaron una pancarta con una ilustración del artista visual estadounidense Shepard Fairey Obey. Donde se muestra a un niño palestino cubierto de sangre con el texto Can you hear us? (¿Nos estáis oyendo?) y otra pancarta en la que se lee Ceasefire now (alto el fuego ya).
El 27 de enero de 2024, se estima que unas 20.000 personas marcharon en Madrid en apoyo de Gaza y exigiendo el fin de la guerra. La manifestación tuvo lugar un día después de que la CIJ ordenara a Israel que impidiera actos genocidas en la franja.
El 30 de enero un centenar de miembros de BDS (Boicot, Desinversión y Sanciones) se manifestaron frente al WiZink Center mientras se jugaba un partido de baloncesto entre el Real Madrid y el Maccabi Tel Aviv para exigir la exclusión de los equipos israelíes de las competiciones deportivas al igual que se hizo con Rusia al invadir Ucrania. El 1 de febrero el Maccabi volvía a enfrentarse a un equipo español, el Saski Baskonia. El equipo israelí llegó escoltado por la Policía tras cortarse calles de Vitoria al Fernando Buesa Arena. Allí fue recibido con centenares de banderas de Palestina y al grito de «Palestina askatu» («Palestina libre»), «Israel, genocida» e «Israel fuera de Europa».

El 7 de febrero en diferentes puntos de Cataluña se produjeron manifestaciones convocadas por más de un centenar de organizaciones, la CGT y Intersindical-CSC. Estos dos últimos sindicatos convocaron además una huelga parcial. En dicha manifestación se registraron cortes en los accesos a Barcelona. En marzo se produjeron diez detenciones por delitos de desórdenes públicos, daños, manifestación ilícita y pertenencia a grupo criminal.

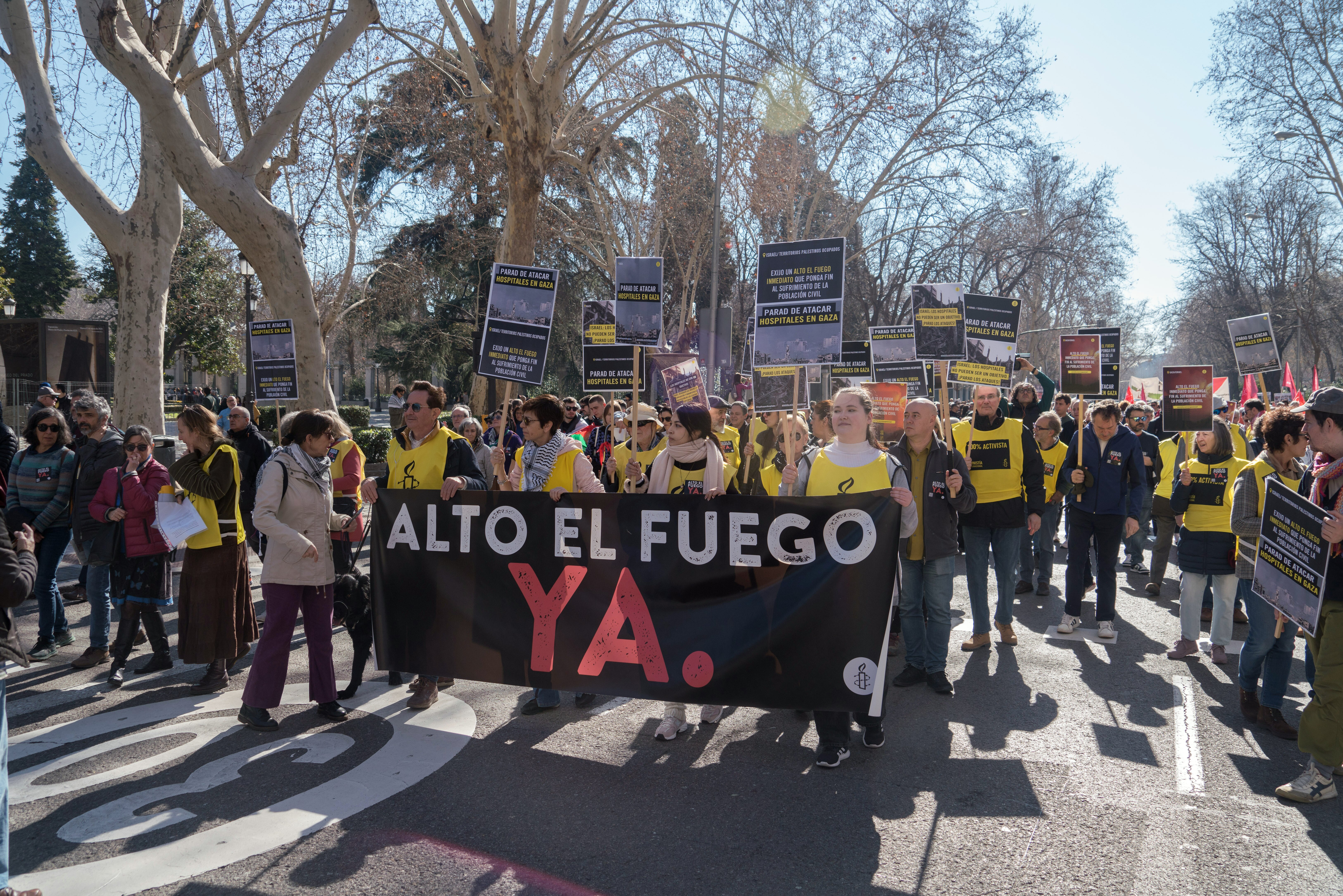
Manifestación pro palestina en Madrid el 17 de febrero de 2024

El 17 de febrero, miles de personas (unas 15 000 personas según los organizadores) se manifestaron en Madrid, convocados por sindicatos, organizaciones humanitarias, vecinales y sociales bajo el lema «Libertad para Palestina. No a la impunidad. Fin a la masacre». Los manifestantes, reclamaron el fin del «genocidio» en Gaza y el impulso de sanciones al gobierno de Netanyahu, con lemas como «No es una guerra, es un genocidio», «Dónde están, no se ven, las sanciones a Israel» y «Eran hospitales, no bases militares». En la manifestación participaron seis ministros del Gobierno de España.
El domingo 25 de febrero, miles de personas salieron nuevamente a manifestarse en varias ciudades españolas (principalmente en Madrid y Zaragoza) para protestar contra el «genocidio» en Gaza y pedir al Gobierno que «deje de vender armas» a Israel y para que «rompa» sus relaciones con el Gobierno de Netanyahu. En Madrid se manifestaron 5000 personas, según la Delegación del Gobierno, convocados por la Red Solidaria Contra la Ocupación de Palestina (RESCOP), al grito de «Israel asesina, Europa patrocina» o «No más armas a Israel». Los manifestantes criticaron al Gobierno español porque «a pesar de sus declaraciones de que ha dejado de vender armas a Israel, según informes del Centro de Estudios Delás, las sigue vendiendo».

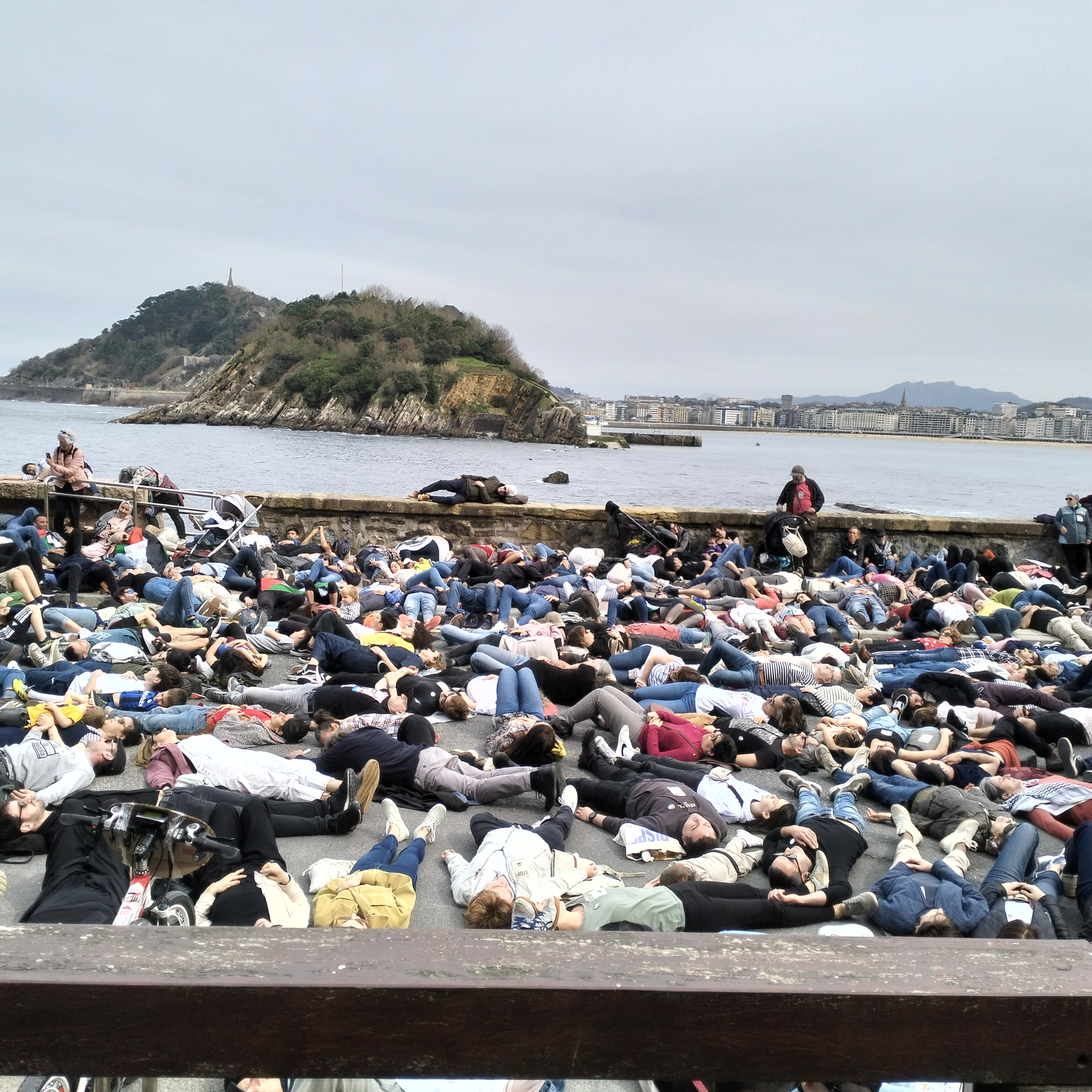
Manifestación bajo el lema Genozidioa Stopǃ en San Sebastián el 17 de marzo de 2024

El 17 de marzo en San Sebastián miles de personas junto a diferentes artistas, bajo el lema Genocidio Stop (Genozidioa Stopǃ) y una gran bandera palestina, marcharon por la ciudad mientras había actuaciones artísticas. Entre los manifestantes se encontraban Joseba Apaolaza, Fermin Muguruza, Gorka Otxoa, Jon Olivares, Josean Bengoetxea e Itziar Atienza entre otras personalidades. También acudieron miembros del PSE, Podemos, Bildu, UGT y diferentes plataformas. Se realizaron varias representaciones entre las que destacó una en la que todos se tumbaron en el suelo desde el túnel de Ondarreta hasta el Peine del Viento mientras sonaba una alarma antiaérea en recuerdo de los asesinados en Gaza.
El 20 de abril unas 3500 personas, según la Guardia Urbana, se manifestaron en el centro de Barcelona bajo el lema «Paremos el genocidio en Palestina». Los manifestantes recorrieron el paseo de Gracia hasta la plaza Cataluña, donde formaron un gran mosaico humano con la bandera palestina.
El 27 de abril cientos de personas se manifestaron en la plaza de Juan Goytisolo (Madrid), para pedir un alto al fuego en Gaza y poner así fin a «la masacre en la que ya han sido asesinadas más de 30 000 personas». La concentración, fue convocada por los promotores del manifiesto «Hay que parar la guerra: Ni terrorismo ni genocidio» y solicitaron el reconocimiento de «forma inmediata» del Estado palestino por parte de España, de acuerdo al «marco de la solución de los dos Estados».
El 25 de mayo, día de la final de la Champions  en el Estadio de San Mamés de Bilbao cuando las jugadoras del FC Barcelona y del Olympique de Lyon y el cuerpo arbitral salieron al terreno de juego con ellas dos personas acreditadas y sin que las fuerzas de seguridad lo impidiesen que desplegaron una bandera de Palestina que tenía un fragmento del Gernika en la que se podía leer «Stop Genozide. EU don't be an accessory».(«Detener el genocidio. Unión Europea, no seas permisiva») La UEFA aseguró que no autorizó dicho acto y se desmarcó de lo ocurrido. Además sancionó a los dos protestantes con una multa de 3000 euros.
El 5 de octubre, miles de personas salieron a las calles en varias ciudades españolas convocadas por la Red Solidaria Contra la Ocupación de Palestina (RESCOP) para exigir un alto al fuego inmediato y permanente. En Madrid, donde tuvo lugar la manifestación más multitudinaria, más de 30.000 personas según los convocantes, los convocantes de la protesta exigieron al Gobierno de Sánchez que ponga fin al comercio de armas y de tecnología militar y de seguridad con Israel, y que Israel asuma sus responsabilidades «sus crímenes de lesa humanidad». «El Gobierno compra material a Israel que ha sido probado en combate, es decir, masacrando a los palestinos. Con nuestro dinero están financiando el genocidio». La RESCOP también solicitó que el Gobierno y el resto de instituciones rompan relaciones diplomáticas, institucionales, económicas, deportivas y culturales con Israel, así como que «ponga fin a la persecución y criminalización de la solidaridad con Palestina y derogue la Ley Mordaza».
El 5 de diciembre de 2024 durante el concierto de temporada de la Euskadiko Orkestra en el Auditorio Baluarte de Pamplona parte del público lo abandonó cuando la orquesta se dispuso a tocar una obra del compositor israelí Paul Ben-Haim, creador del himno del país hebreo.
El 9 de mayo de 2025, activistas de Greenpeace tiñieron de rojo el agua de la fuente de Neptuno, en el centro de Madrid, para «denunciar el genocidio de Israel en Gaza y reclamar al Gobierno un embargo de armas a Israel».

### Finlandia

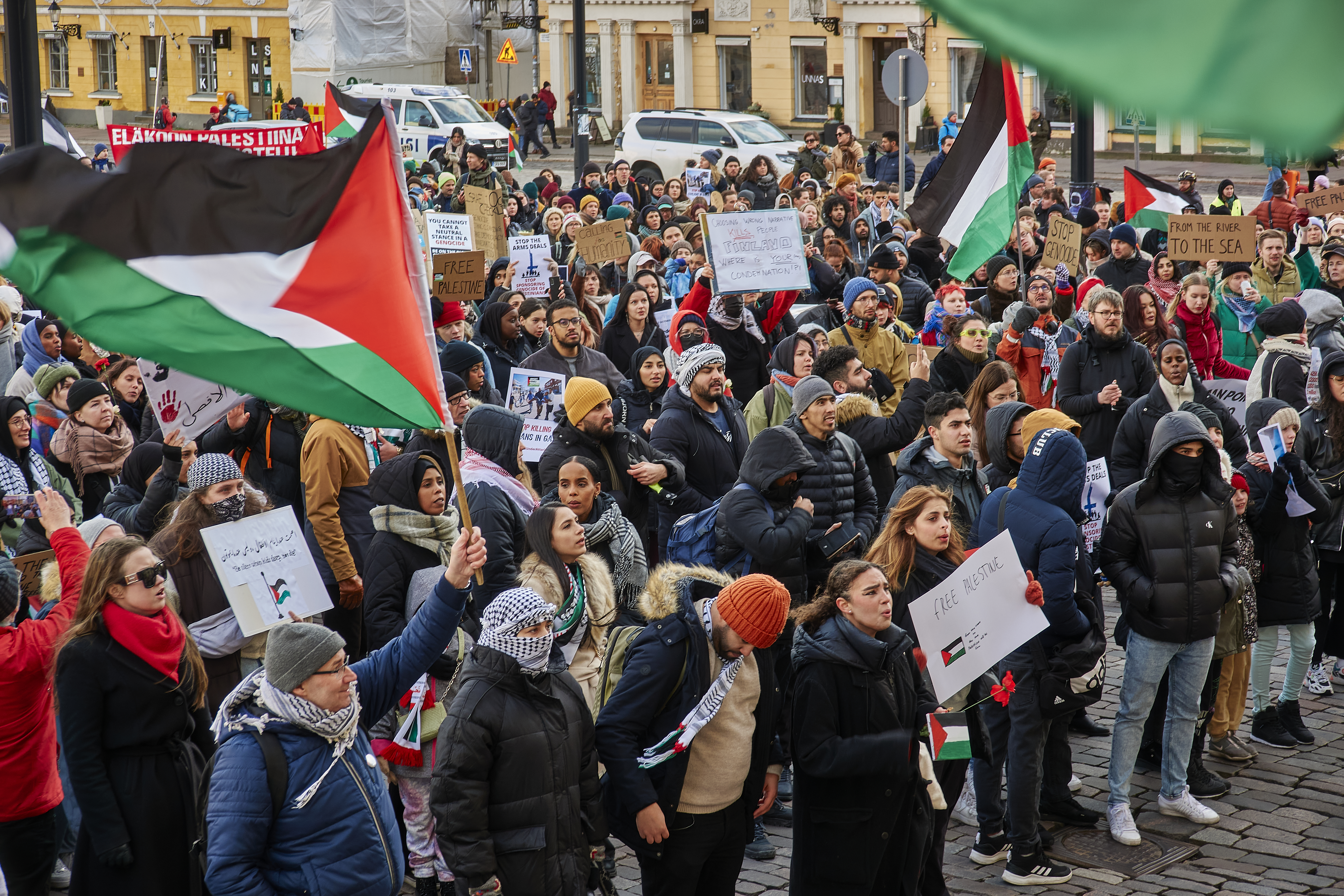
Protesta pro-palestina en Helsinki el 21 de octubre

El 11 de noviembre de 2023, unas 4000 personas participaron en una marcha en apoyo del pueblo palestino en Helsinki. La marcha también pidió el fin de la acción militar israelí en Gaza y criticó el acuerdo del gobierno finlandés para comprar un sistema de defensa antimisiles a Israel. En enero de 2024, setenta y nueve diplomáticos finlandeses firmaron una carta dirigida a la ministra de Asuntos Exteriores, Elina Valtonen, criticando la respuesta oficial a los ataques israelíes contra Gaza.
En febrero de 2024, se informó que los participantes se reunirían en Mannerheimintie (Helsinki) para protestar, aunque las autoridades no habían concedido permiso para ninguna manifestación.

### Francia
El 4 de noviembre, decenas de miles de manifestantes (60 000 según los organizadores y 19 000 según la policía) se manifestaron por las calles de París exigiendo un «inmediato alto el fuego». Durante la manifestación, el líder del partido Francia Insumisa, Jean-Luc Mélenchon, afirmó que «una masacre espantosa» se estaba produciendo como resultado de los bombardeos israelíes. En la manifestación se corearon lemas como «Palestina libre», «alto el fuego, basta de bombardear a civiles» o «Israel es un asesino, Macron es un cómplice». Otras manifestaciones y mítines tuvieron lugar en otros lugares de Francia, incluso en Burdeos, Orleans, Rouen, Toulouse y Niza.
El 14 de octubre, el periodista franco-argelino, Taha Bouhafs, fue arrestado mientras cubría una protesta pro Palestina en París. Le dijo a la revista +972 que la policía estaba «estrangulando a la gente» y que la policía lo multó por participar en una «manifestación ilegal» a pesar de mostrar su tarjeta de prensa. También afirmó que la policía amenazó con romperle las piernas si lo volvían a ver en una protesta.
El 22 de octubre, tuvo lugar la primera manifestación autorizada a favor de Palestina, a la que asistieron 15.000 manifestantes que corearon: «Gaza, París está contigo».

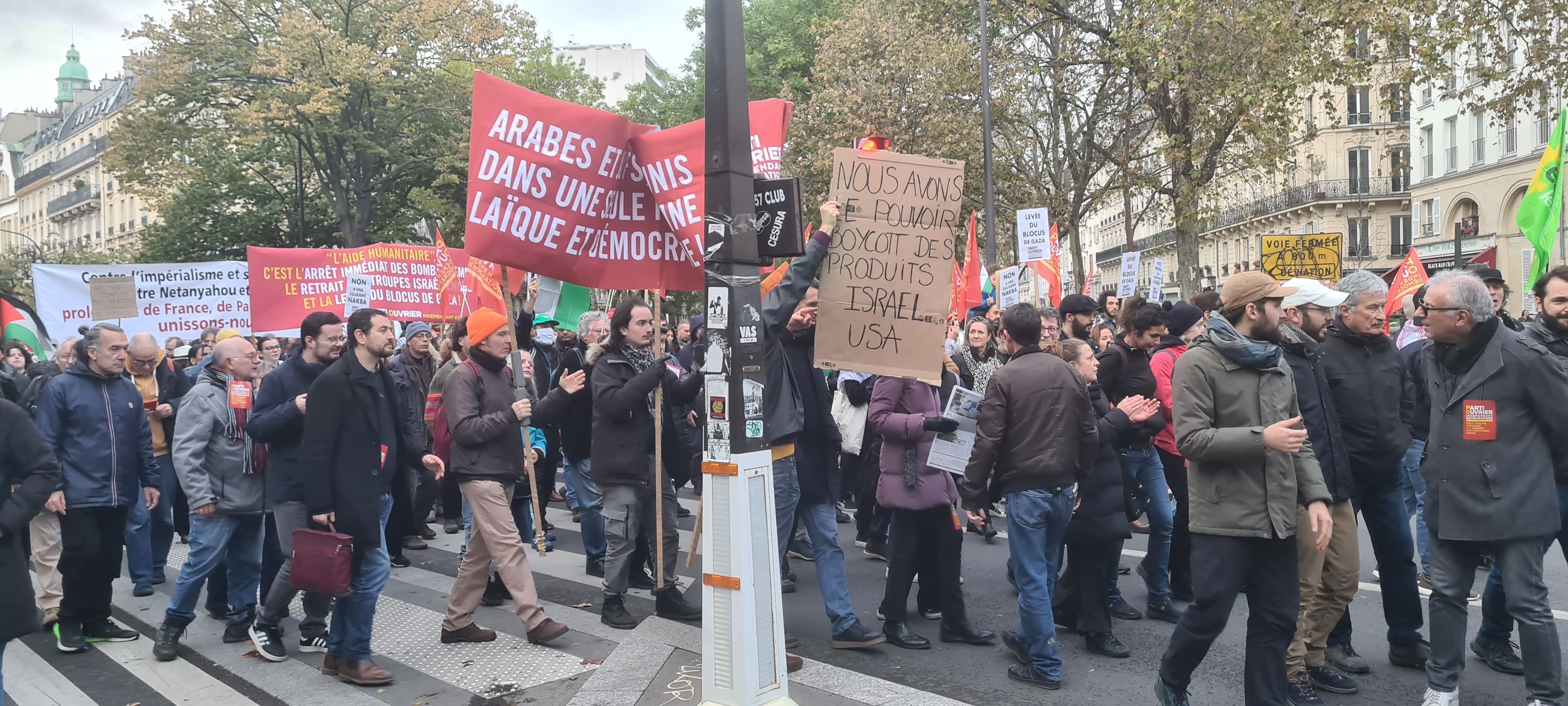
Manifestación en París por el alto el fuego en Gaza y el boicot a los productos israelíes y estadounidenses (11 de noviembre de 2023)

El 11 de noviembre, 16.200 manifestantes marcharon pacíficamente en París y varios miles en otras localidades en protesta contra la «masacre» y para exigir un alto el fuego en Gaza.
Entre los días 13 y 19 de noviembre, más de 180 000 personas en toda Francia, unas 100 0000 de ellas en París, marcharon pacíficamente para protestar contra el creciente antisemitismo que había originado el conflicto. El 19 de noviembre, hubo una marcha silenciosa en París de miles de personas entre las que se encontraban unas quinientas estrellas del entretenimiento francés.
El 21 de enero de 2024, la policía de París detuvo y dispersó una manifestación de automóviles que ondeaban banderas palestinas. El 22 de enero, el diputado Louis Boyard fue agredido verbalmente y amenazado por un activista pro israelí. El 18 de febrero tuvo lugar en Marsella una manifestación masiva en apoyo de Palestina. El 25 de abril, estudiantes de la Universidad de la Sorbona pidieron al gobierno francés que ayude a los palestinos. Al día siguiente, estudiantes franceses bloquearon el acceso a la universidad Sciences Po de París por la guerra de Gaza, exigiendo a la institución que condenara las acciones de Israel, los estudiantes desplegaron banderas palestinas en las ventanas y sobre la entrada del edificio. Varios llevaban la kufiya, que se ha convertido en un emblema de solidaridad con Gaza.
El 3 de mayo, la policía irrumpió en el edificio del Instituto de Estudios Políticos de París, conocida como Sciences Po, para desalojar a decenas de manifestantes pro palestinos que llevaban atrincherados desde el día anterior en su interior para protestar contra las políticas de Israel en la Franja de Gaza. Los manifestantes condenaron el desalojo, al considerarlo «desproporcionado».
El 13 de noviembre de 2024, estallaron violentas protestas en París durante una gala de simpatizantes de la extrema derecha israelí a la que tenía previsto asistir el ministro de Finanzas israelí, Bezalel Smotrich. Las protestas ocurrieron en vísperas de un partido de la UEFA en el que participaba el equipo israelí visitante Maccabi Tel Aviv F.C., menos de una semana después de que los disturbios durante y después de su último partido en Ámsterdam provocaran un incidente internacional. Durante el partido se produjeron riñas y altercados entre los aficionados de ambos equipos.

### Grecia

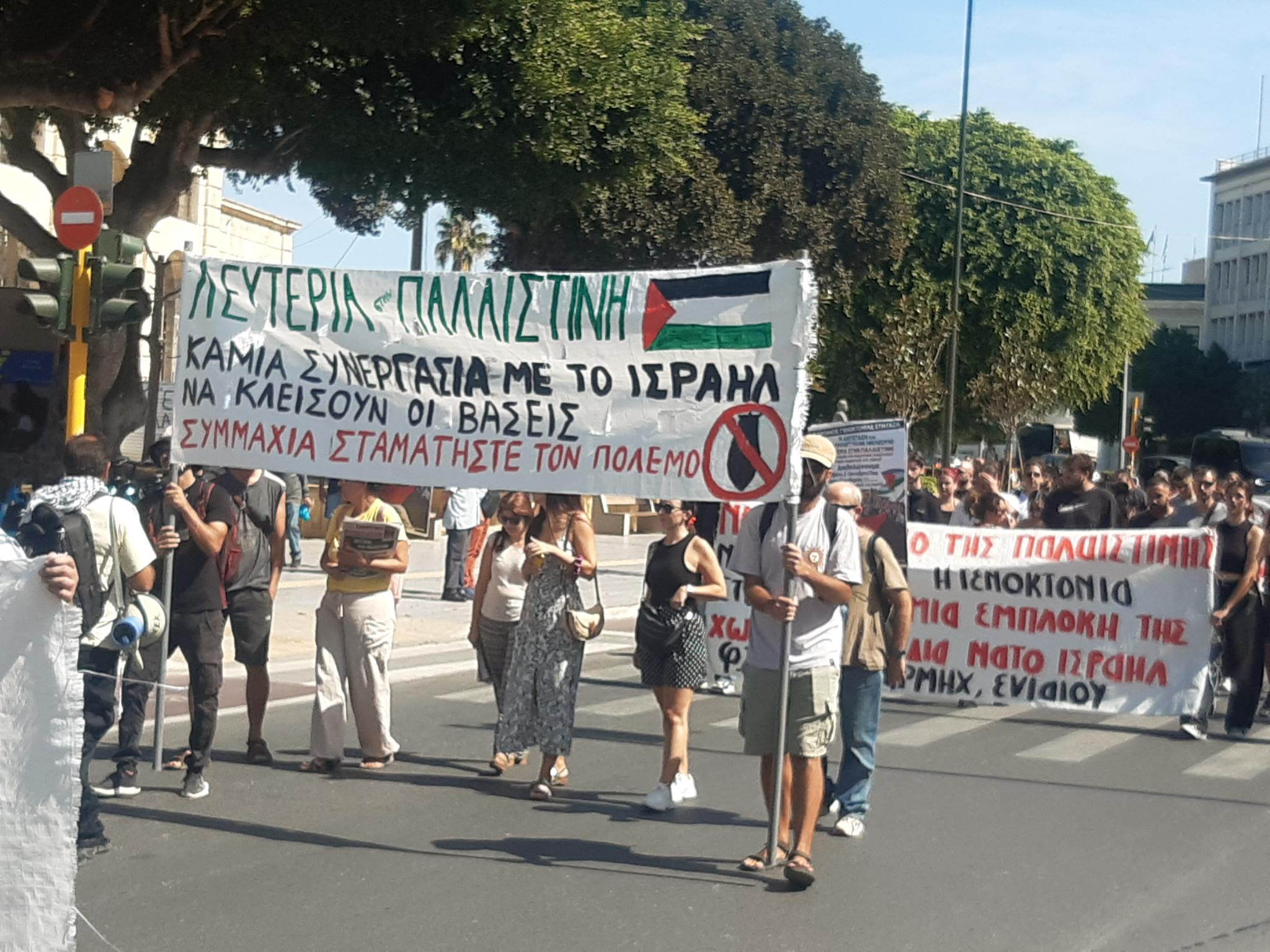
Protesta contra el genocidio en Palestina en Chania, el 5 de octubre de 2024.

El 12 de octubre, 200 manifestantes se reunieron en la plaza Síntagma de Atenas para mostrar su solidaridad con Palestina.  Un día después, 2000 manifestantes, entre ellos palestinos, miembros de comunidades musulmanas, grupos de izquierda y anarquistas, marcharon hacia la embajada de Israel. El 29 de octubre, una multitud de 5000 personas se manifestó en Atenas para pedir el fin de la «masacre de Gaza». El 25 de marzo de 2024, manifestantes pro palestinos bloquearon un vehículo blindado durante el desfile militar por el Día de la Independencia de Grecia en Atenas.
La madrugada del 14 de mayo, la policía griega detuvó a 28 personas durante la tareas de desalojo del campus de la Facultad de Derecho de Atenas, donde, desde el día anterior, se habían producido protestas pro palestinas. Los agentes irrupieron en el campus universitario a petición del rector, que había denunciado que las movilizaciones habían entorpecido el derecho de numerosos estudiantes a asistir a las clases. Al día siguiente una multitud de 2500 personas marchó en Atenas hacia la embajada de Israel en solidaridad con Palestina, los manifestantes luego se enfrentaron con la policía.

### Irlanda

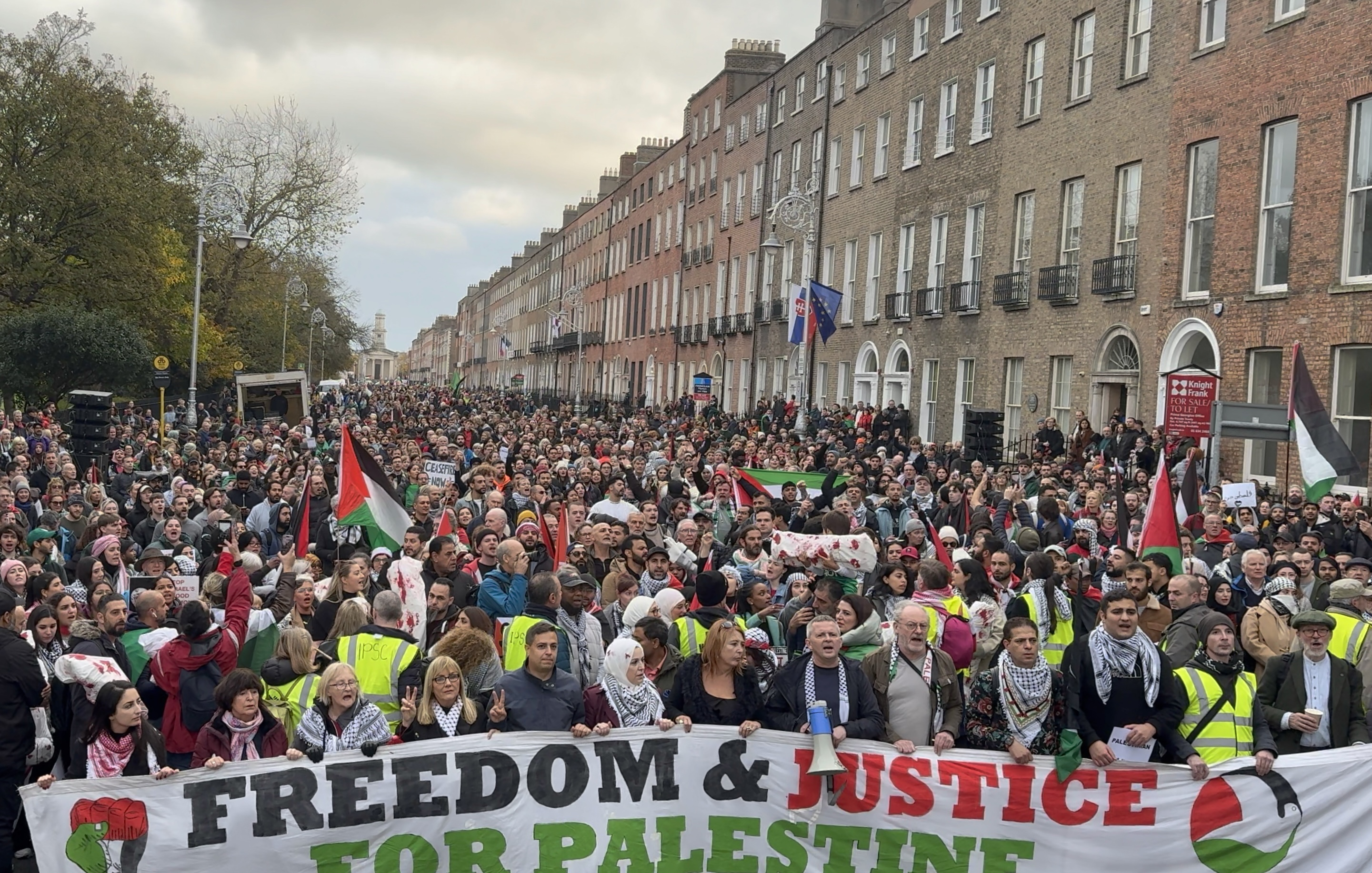
Protesta pro palestina en Dublín el 18 de noviembre

Miles de personas marcharon en ciudades y pueblos de toda Irlanda, incluyendo Carlow, Cork, Dublín, Ennis, Galway y Limerick, en apoyo de Palestina y contra los ataques de Israel contra Gaza y la continua ocupación de Palestina.  Los residentes de Ballina, la ciudad natal ancestral del presidente estadounidense Joe Biden, salpicaron pintura roja y escribieron «Genocide Joe» sobre un mural con la cara del presidente.
Coincidiendo con la visita de Leo Varadkar, líder de gobierno irlandés, a Estados Unidos por el día de San Patricio pidió un alto el fuego y la liberación de rehenes israelíes. Además explicó el por qué de la simpatía que levanta el Pueblo palestino entre los irlandeses.
El 23 de marzo, decenas de miles de personas se manifestaron en Dublín para pedir un alto el fuego inmediato en la Franja de Gaza y en apoyo al pueblo palestino. La manifestación bautizada como «Manifestación Nacional por Palestina» fue convocada por la Campaña de Solidaridad Irlanda-Palestina. El grupo denunció el «ataque genocida de Israel contra el pueblo de Gaza» y pidió al Gobierno irlandés medidas para que haya rendición de cuentas por la crímenes cometidos por Israel.
El 8 de mayo, la dirección del Trinity College de Dublín alcanzó un acuerdo con los manifestantes propalestinos que llevaban cerca de una semana acampados en el campus universitario. En el acuerdo, la universidad se compromete a completar una desinversión en empresas israelíes «que desarrollen actividades en los Territorios Palestinos Ocupados y figuren en la lista negra de la ONU al respecto. Se espera que este proceso concluya en junio. Trinity se esforzará por desinvertir en otras empresas israelíes. Esta cuestión será estudiada por un grupo de trabajo como primer paso».

### Islandia
El 16 de octubre de 2023, se llevaron a cabo protestas pro palestinas en Austurvöllur en Reikiavík.

### Italia
Miles de manifestantes pro palestinos marcharon en Roma, portando una gran bandera palestina y coreando consignas en apoyo a Palestina.  El 17 de noviembre, una larga bandera palestina fue colgada de la Torre Inclinada de Pisa durante una protesta pro palestina en la ciudad.  El 28 de enero, miles de personas salieron a las calles en diferentes partes de Italia para manifestarse en apoyo de los palestinos, a pesar de una prohibición policial de este tipo de protestas durante el Día del Recuerdo del Holocausto. La mayor parte de las protestas fueron pacíficas excepto en Milán donde se produjeron enfrentamientos con la policía y se corearon consignas acusando a Israel de genocidio.
El colectivo Art Not Genocide Alliance (ANGA, Alianza por el arte, no el genocidio) publicaron una carta abierta firmada por más de 8500 artistas, comisarios, escritores y trabajadores culturales, que exigen a la organización de la Exposición Internacional de Arte de Venecia —conocida como la Bienal de Venecia— que excluya a Israel del evento, ya que afirman que «cualquier trabajo que represente oficialmente al Estado de Israel es un respaldo a sus políticas genocidas» y que «el arte que representa a un Estado involucrado en continuas atrocidades contra los palestinos en Gaza es inaceptable». El colectivo también criticó el doble rasero utilizado por la Bienal, que «ha guardado silencio sobre las atrocidades de Israel contra los palestinos».
El 5 de octubre de 2024, una protesta a favor de Palestina se tornó violenta cuando miles de manifestantes se enfrentaron con la policía local, lo que resultó en 37 personas heridas; durante el evento se escucharon cánticos de «Palestina libre», «Israel criminal» y «Ahora Intifada» en Piazzale Ostiense en Roma.
El 7 de junio de 2025, alrededor de 300.000 personas marcharon por las calles de Roma para protestar contra la guerra de Israel en Gaza.

### Letonia
El Ayuntamiento de Riga prohibió una manifestación a favor de Palestina prevista para el 6 de enero de 2024 por el movimiento «Por una Palestina Libre» debido a la percepción de una posible amenaza para la seguridad pública.

### Luxemburgo
El 13 de enero de 2024, como parte del «día de acción global», manifestantes pro palestinos se reunieron frente a la embajada de Estados Unidos en la ciudad de Luxemburgo para exigir el fin de la guerra israelí en Gaza y un alto el fuego permanente.

### Noruega

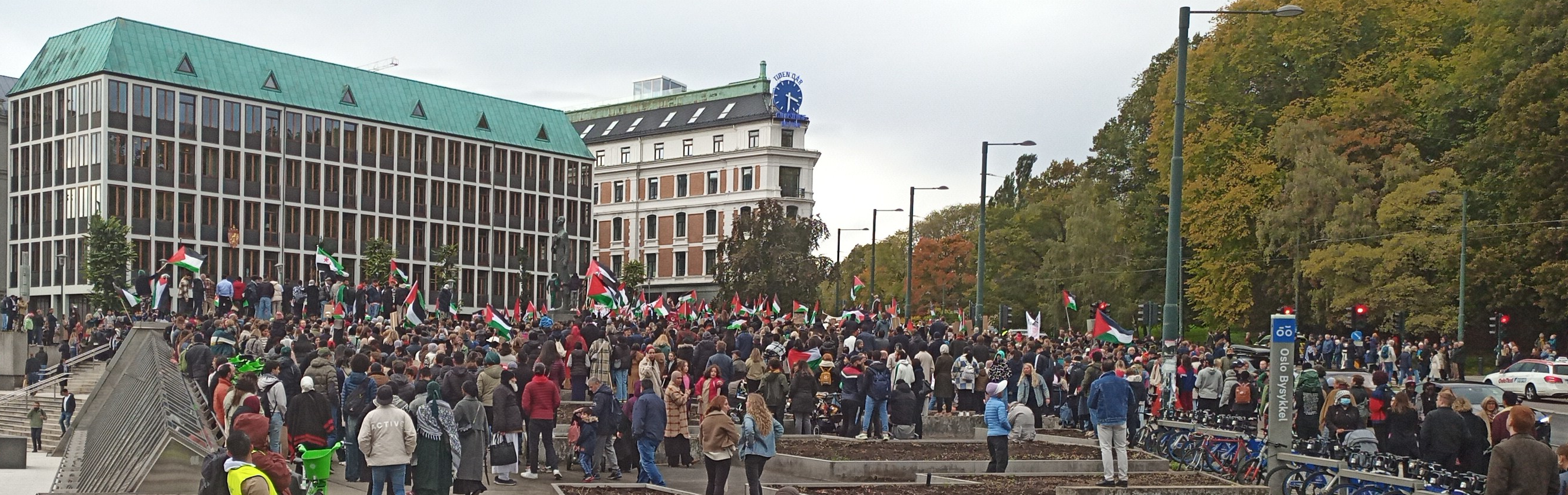
Protesta a favor de Gaza en Oslo.

El 14 de octubre, miles de manifestantes pro palestinos protestaron frente al Ministerio de Asuntos Exteriores en Oslo. El 17 de octubre, unos 100 manifestantes pro palestinos protestaron frente a la embajada israelí en Oslo al grito de «Allahu akbar». 
El 15 de octubre, unas 500 personas asistieron a una manifestación a favor de Israel en Oslo organizada por Con Israel por la Paz. Entre los oradores se encontraban políticos como la líder del Partido del Progreso, Sylvi Listhaug. 
El 4 de noviembre, 9000 personas asistieron a una manifestación a favor de Gaza convocada por la líder del Partido de la Izquierda Socialista, Kirsti Bergstø, y la líder del Partido Rojo, Marie Sneve Martinussen. 
El 11 de noviembre, hasta 5000 personas asistieron a una manifestación a pie desde el Storting. La protesta se organizó en oposición al papel de Noruega en el conflicto.
A inicios de febrero, varios cientos de manifestantes del «Aksjonsgruppa for Palestina» («Grupo de Acción por Palestina») protestaron frente a la sede de la cadena de televisión NRK en Oslo para exigir que Noruega apoyase la exclusión de Israel del Festival de la Canción de Eurovisión.

### Países Bajos

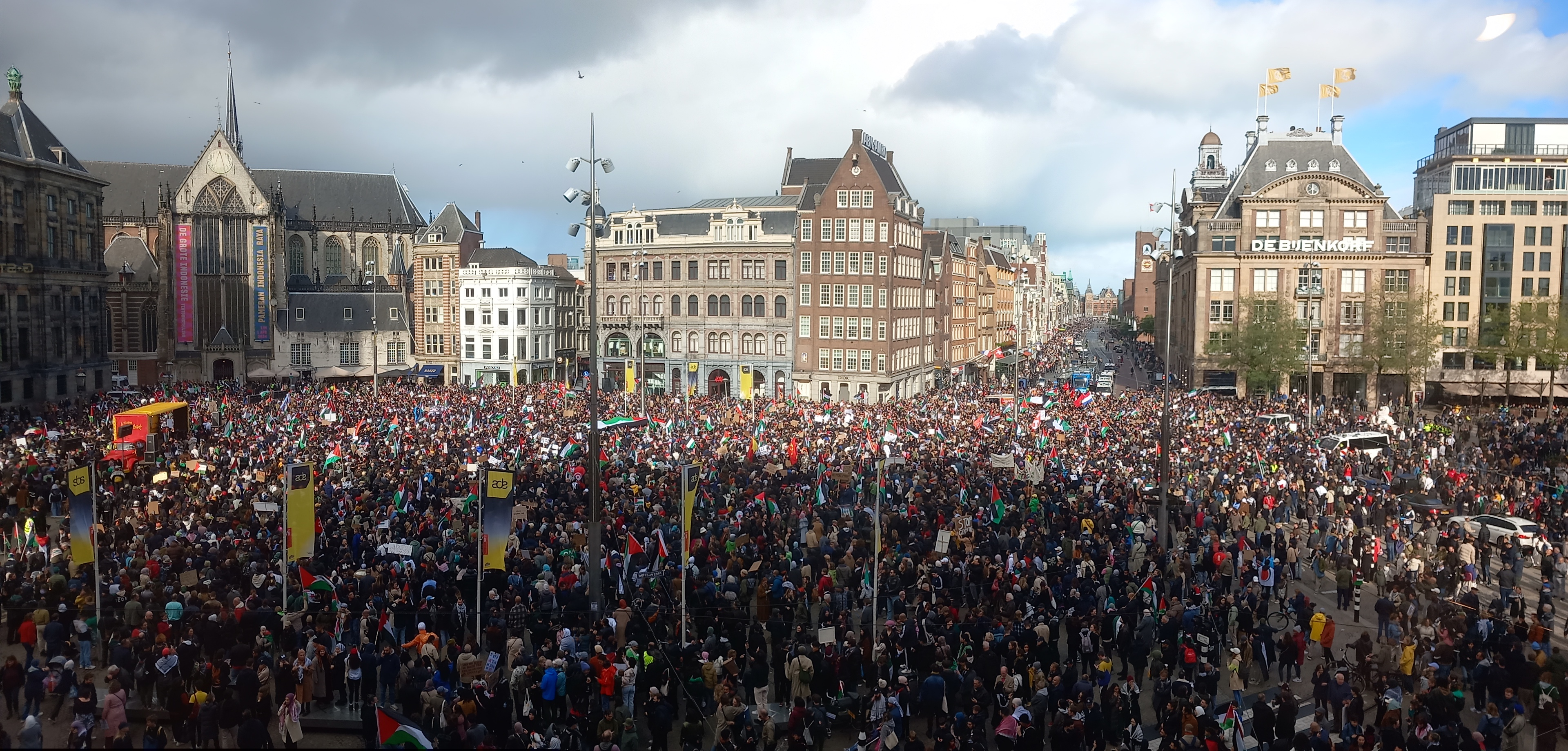
Manifestaciones contra la guerra con banderas palestinas en Ámsterdam (Países Bajos)

Un grupo de estudiantes se reunió en La Haya el 13 de octubre para mostrar su solidaridad con Palestina, seguida de una protesta pro palestina de 15 000 personas en Ámsterdam el 15 de octubre. El 23 de octubre, activistas que se oponían a las acciones de Israel en Gaza ocuparon la entrada de la Corte Penal Internacional en La Haya, exigiendo que se tomaran medidas contra Benjamín Netanyahu por presuntos crímenes de guerra.
En enero de 2024, una campaña de vallas publicitarias mostraba mensajes sobre la guerra, entre ellos: «cada diez minutos muere un niño palestino». El 13 de enero de 2024, se celebró en Ámsterdam una protesta organizada por la fundación Plant een Olijfboom (Plantar un Olivo), en honor a los niños de Gaza, colocando alrededor de 10 000 pares de zapatos de niños en la Plaza Dam, en representación de cada niño palestino asesinado por los ataques aéreos israelíes.
El 12 de enero de 2024, cientos de manifestantes pro israelíes que portaban banderas holandesas e israelíes se reunieron frente a la Corte Internacional de Justicia. Cientos de partidarios palestinos también se reunieron para presenciar las audiencias sobre el genocidio en una gran pantalla a menos de cien metros del grupo pro israelí.
El 10 de marzo de 2024, tuvo lugar una protesta multitudinaria en la plaza Waterloo en el centro de Ámsterdam, cerca del Museo Nacional del Holocausto, donde se estaba celebrado un acto de inauguración, entre los presente a la inauguración se encontraba el presidente de israelí, Isaac Herzog, y el rey Guillermo Alejandro de los Países Bajos. Durante el acto de protesta se escuchó a los miles de manifestantes coreando «nunca más es ahora» y «alto el fuego ahora» mientras enarbolaban banderas palestinas e israelíes y carteles que decían «Judíos contra el genocidio» y «el nieto de un sobreviviente del holocausto dice: Alto al Holocausto en Gaza». El grupo antisionista judío holandés Erev Rave organizó la protesta con la Comunidad Palestina Holandesa y la Internacional Socialista, mientras que Amnistía Internacional colocó señales tráfico alrededor del museo para dirigir a Herzog a la Corte Internacional de Justicia de La Haya.
El 17 de marzo de 2024, manifestantes pro palestinos hicieron una fila, en una plaza pública de Utrecht, con miles de zapatos dedicados a los 13.000 niños que perdieron la vida a causa de los bombarderos israelíes en la Franja.

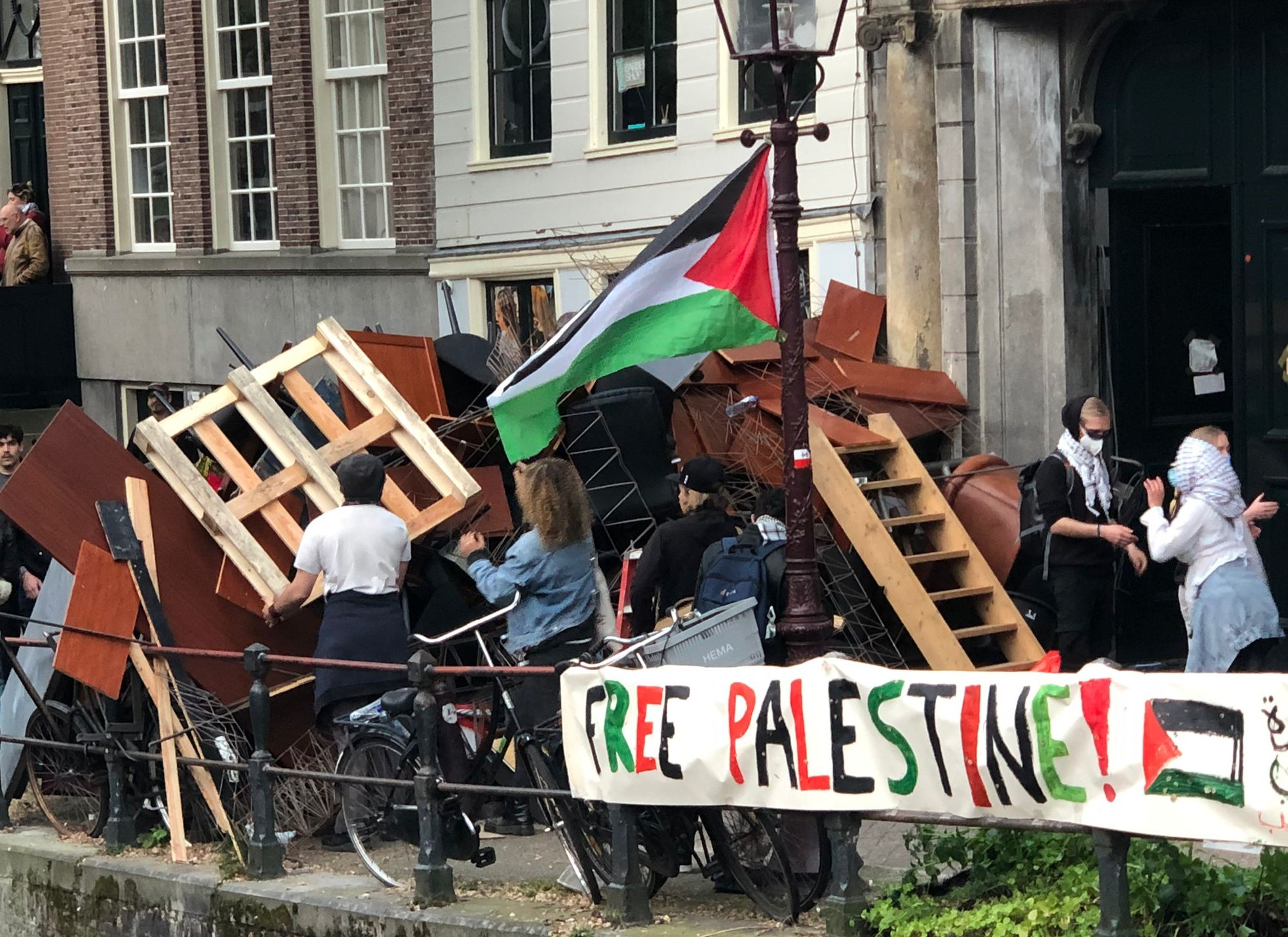
Manifestantes refuerzan una barricada en el campus de la Universidad de Ámsterdam, 8 de mayo de 2024

El 8 de mayo de 2024, como parte de una serie de protestas pro palestinas en los campus universitarios, la policía disolvió una protesta estudiantil en la Universidad de Ámsterdam, donde manifestantes pro palestinos habían bloqueado los terrenos de la universidad. Los manifestantes exigían el fin del conflicto y pedían a la universidad que rompiera cualquier vínculo académico con Israel. Los enfrentamientos se describieron como violentos, pero no estaba claro si alguien resultó herido o detenido. Según informó Reuters la policía golpeó a los manifestantes en la cabeza con porras.
El 20 de abril de 2025, más de 10.000 personas se manifestaron a favor de Palestina en Róterdam para protestar contra las acciones de Israel en Gaza. El 18 de mayo, más de 100.000 personas marcharon por La Haya vistiendo ropa roja como expresión para «trazar una línea roja» contra el bloqueo de Israel a Gaza y exigieron al gobierno holandés que «detenga su apoyo político, económico y militar a Israel mientras bloquee el acceso a los suministros de ayuda y mientras sea culpable de genocidio, crímenes de guerra y violaciones estructurales de derechos humanos en Gaza y los territorios palestinos ocupados». las organizaciones convocantes la calificaron como la mayor manifestación del país en dos décadas.
El 15 de junio, unas 150.000 personas, según los convocantes, se manifestaron en La Haya para protestar contra la ofensiva militar israelí  y exigir al Gobierno holandés el cese de todo apoyo militar y diplomático a Israel «No vamos a seguir aceptando que miren para otro lado, los juegos de palabras diplomáticos y la complicidad con los más horribles crímenes». Se trata de la manifestación más multitudinaria registrada en el país en los últimos 20 años.

#### Disturbios en Ámsterdam
El 7 de noviembre de 2024, hubo violentos disturbios entre seguidores del Maccabi Tel Aviv F.C. que estaban en Ámsterdam para asistir a un partido de la Liga Europa de la UEFA, y manifestantes propalestinos, después de que los hinchas israelíes entonaran cánticos antiárabes y antipalestinos, arrancaran y quemaran banderas de Palestina y agredieran a un taxista musulmán. Además, al empezar el partido, los seguidores del Maccabi abuchearon el minuto de silencio en recuerdo de las más de 200 víctimas de la gota fría ocurrida la semana anterior en España. Benjamin Netanyahu y algunos comentaristas israelíes afirmaron que el vandalismo era antisemita y lo compararon con un pogromo. El primer ministro neerlandés, Dick Schoof, y la alcaldesa Femke Halsema coincidieron y decretaron una prohibición de cualquier protesta durante tres días en la ciudad.
El 13 de noviembre de 2024, apareció un video que mostraba a la policía golpeando a manifestantes pro palestinos en el centro de Ámsterdam. La alcaldesa Femke Halsema dijo que el video «parece serio».

### Reino Unido

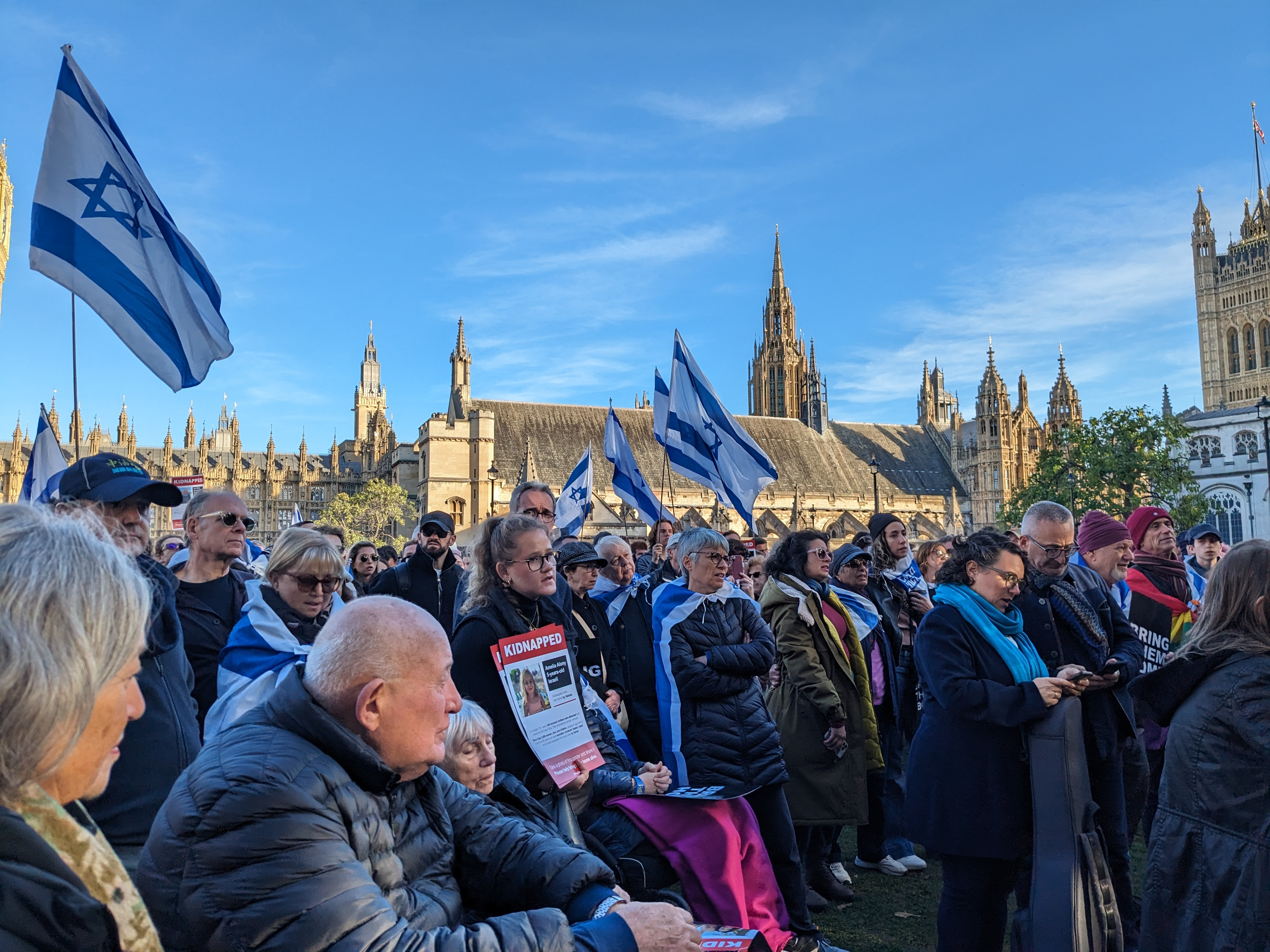
Manifestación en apoyo de Israel en la Plaza del Parlamento en Londres

Manifestación en apoyo de Palestina en Londres el 21 de octubre de 2023, una mujer porta un cartel donde se puede leer «esto es un genocidio»

En el Reino Unido, el secretario de Relaciones Exteriores, James Cleverly, instó a los partidarios de Palestina a quedarse en casa, diciendo que sus protestas estaban causando preocupación en la comunidad judía. Las autoridades arrestaron a una mujer en Brighton por pronunciar un discurso en apoyo de Hamás, que está clasificado por el gobierno del Reino Unido como grupo terrorista, en una protesta, citando leyes que prohíben el apoyo explícito a organizaciones prohibidas.
El 21 de octubre, 100 000 manifestantes (según la policía) salieron a protestar por las calles de Londres en lo que llamaron «Marcha Nacional por Palestina» para protestar contra la campaña de bombardeos de Israel y el bloqueo total de Gaza. Según Ben Jamal, director de la Campaña de Solidaridad Palestina. «Estamos todos unidos para transmitir el mismo mensaje: queremos que termine la violencia. Estamos pidiendo un alto el fuego inmediato y que los suministros humanitarios necesarios se entreguen de forma segura al pueblo de Gaza» La manifestación terminó en Downing Street, la residencia oficial y oficina del primer ministro británico, Rishi Sunak.
El 10 de noviembre de 2023, trabajadores sanitarios británicos protestaron frente a Downing Street en memoria de los casi 200 médicos que murieron durante la guerra. La vigilia se organizó para instar a Rishi Sunak a un alto el fuego inmediato. Numerosos miembros del personal del hospital portaban uno de los 189 carteles distintos, cada uno de los cuales mostraba el nombre de un profesional de la salud que perdió la vida en Gaza. Observaron un momento de silencio, tras el cual recitaron los nombres de sus colegas caídos en Gaza, seguido de un llamamiento colectivo a un alto el fuego inmediato.
El día 11 de noviembre, coincidiendo con el día del Armisticio que puso fin a la I Guerra Mundial, se manifestaron más de trescientas mil personas en Londres pidiendo un alto el fuego. Unos cien ultras de extrema derecha, miembros de la English Defence League intentaron reventar la manifestación.
El 26 de noviembre se manifestaban en Londres para protestar contra el antisemitismo. A dicha manifestación acudió Boris Johnson y su esposa. Un día antes se realizó una manifestación en la misma ciudad en la que se pedía el alto el fuego total. Al día siguiente, más de 250 abogados y académicos de derecho británicos pidieron al gobierno del Reino Unido que presionara para lograr un alto el fuego en Gaza y detener la venta de armas a Israel que podría violar el derecho internacional, diciendo que había violaciones graves del derecho internacional que se están cometiendo en Gaza.

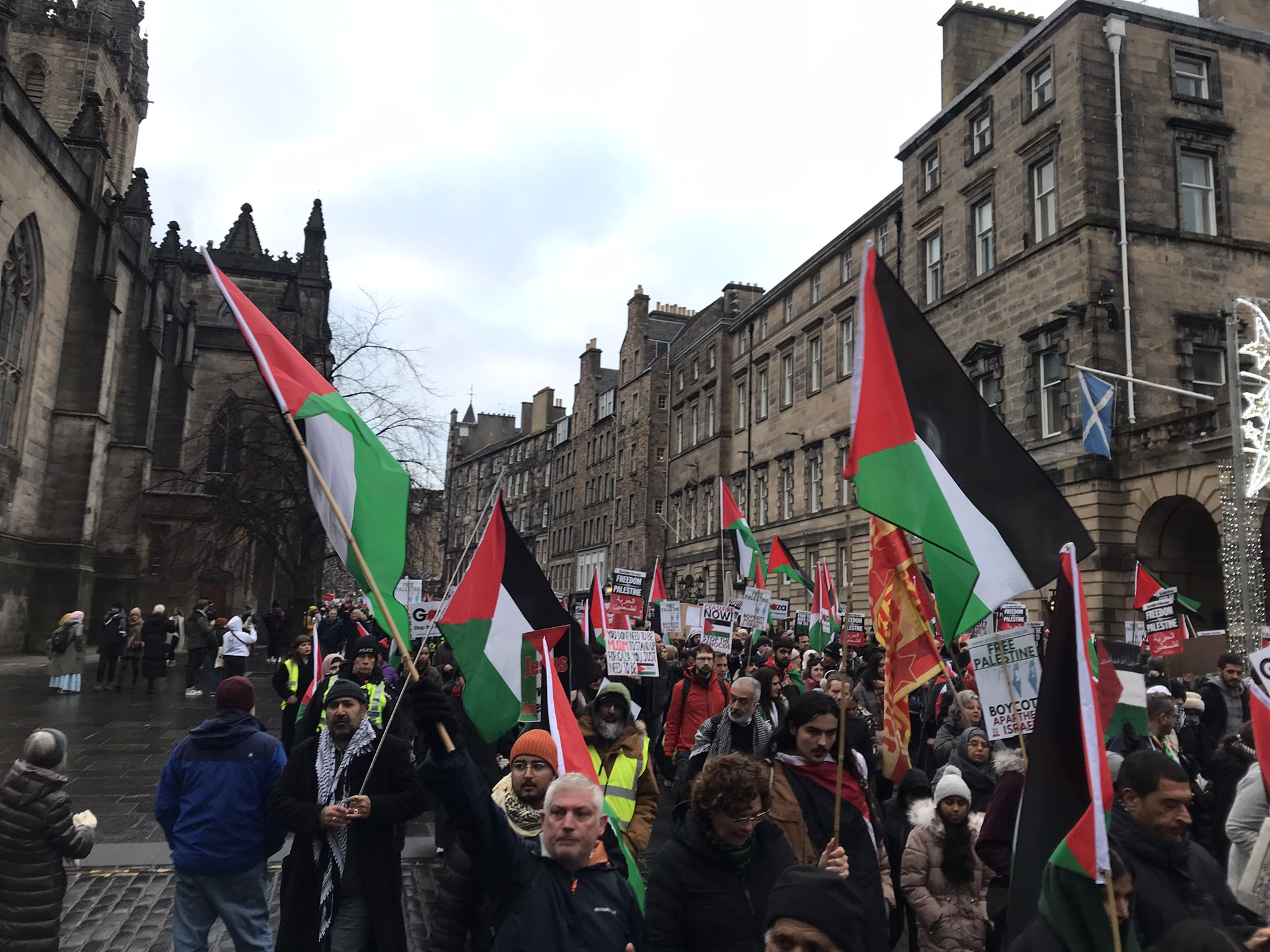
Manifestación pro palestina en Edimburgo el 2 de diciembre de 2023

El 23 de diciembre, cientos de manifestantes pro palestinos paralizaron de forma temporal el centro comercial de Londres, la calle Oxford, para pedir a los compradores navideños que boicoteen «las marcas vinculadas a Israel». La protesta estaba organizada por el grupo Sisters Uncut y comenzó en la plaza de Soho al grito de «Palestina libre» para después continuar por la calle Oxford. Durante la manifestación los participantes corearon lemas como «ninguna Navidad es la de siempre cuando ocurre en medio de un genocidio. Reino Unido es cómplice. Boicotead a Israel».
El 14 de enero, cientos de manifestantes se reunieron en los alrededores de la base británica de Akrotiri en Chipre, en protesta de que la base fuera utilizada para llevar a cabo los ataques del 12 de enero contra la milicia hutí en Yemen. Los manifestantes corearon frases como «fuera las bases de la muerte» y «Avergonzado de ser británico».
El 3 de febrero, miles de manifestantes pro palestinos marcharon en Londres y Edimburgo para pedir un alto el fuego inmediato en Gaza. Se trata de las primeras manifestaciones en el Reino Unido desde que la corte internacional de justicia de la ONU ordenara a Israel garantizar que no se cometan actos de genocidio en Gaza. Unas 10.000 personas se manifestaron en Londres, exhibieron pancartas que pedían a Netanyahu, que consiguiera un acuerdo para la liberación de los rehenes y corearon: «Netanyahu, vergüenza, vergüenza, no en nuestro nombre». Otros manifestantes portaban pancartas que decían: «Poner fin a las matanzas», «Libertad para los niños», «Libertad para Palestina» y «Boicotear a Israel».
El 24 de marzo el Museo Británico se vio obligado a cerrar debido a la manifestación de cientos de manifestantes de «Coalición Palestina Libre» a sus puertas llamando a boicotear al museo mientras éste sea patrocinado por BP pues la empresa al iniciarse el conflicto recibió de Israel licencias para explorar la existencia de gas en las costas israelíes.
El 28 de mayo, por la noche tres policías resultaron heridos, un de ellos grave, y unos 40 manifestantes propalestinos detenidos durante una manifestación propalestina en el centro de Londres, en Westminster. La manifestación convocada por distintas organizaciones propalestinas convocó a unos 10 000 manifestantes (según la policía) y acabó en una serie de altercados con la policía cuando está trató de disolver la manifestación.

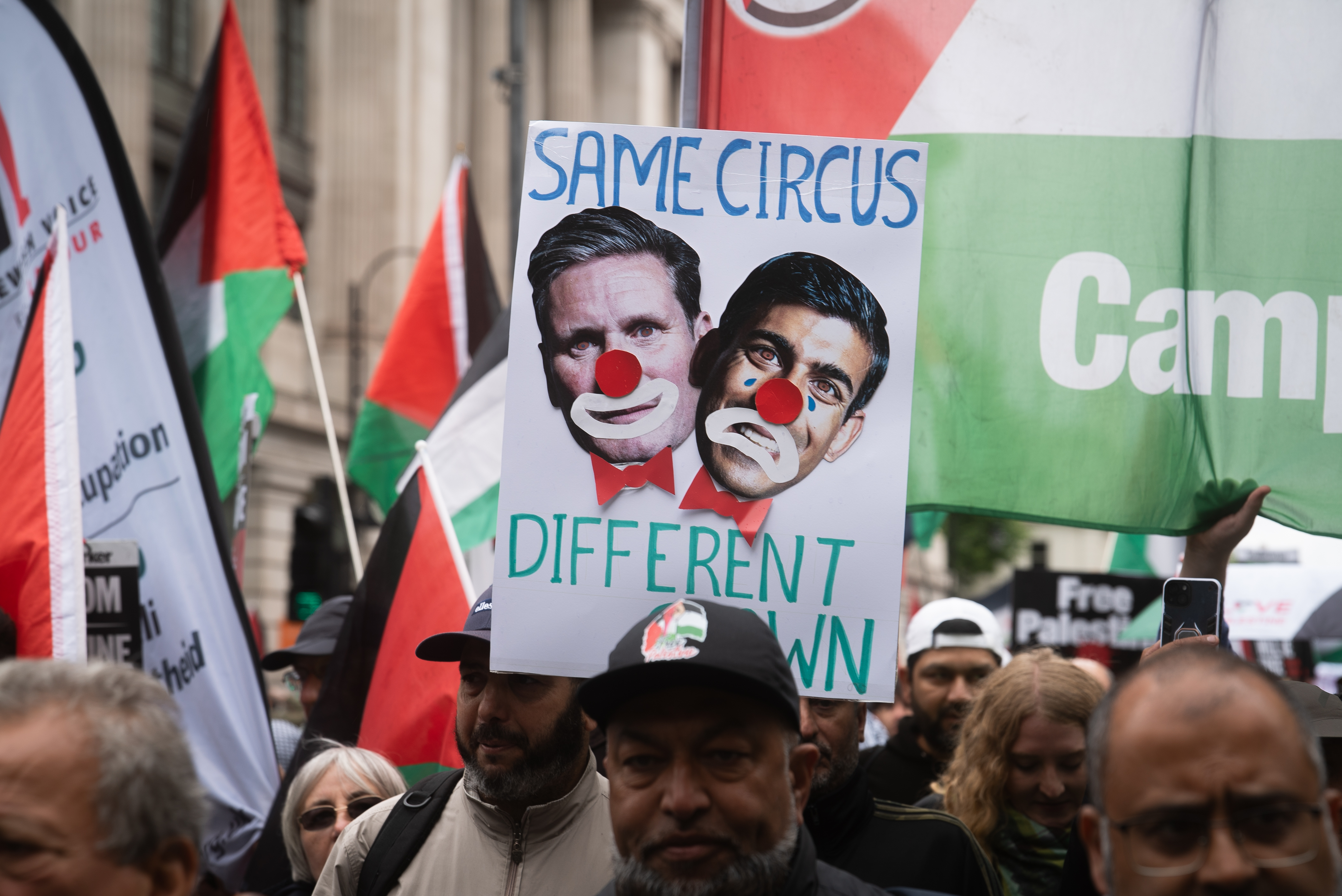
Manifestación por Palestina en el centro de Londres, el último día de campaña electoral (6 de julio de 2024)

El 5 de octubre, en el aniversario de los ataques de Hamás contra Israel del 7 de octubre, decenas de miles de personas se manifestaron en Londres y en otras ciudades de Reino Unido para denunciar la ofensiva israelí en los territorios palestinos y en Líbano. La manifestación de Londres partió de la plaza de Bedford, los convocantes habían adelantado que iban a «señalar» a las empresas e instituciones «cómplices de los crímenes de Israel» como el banco Barclays o el Museo Británico. Los manifestantes portaban banderas libanesas e iraníes y pancartas con lemas como «No apoyamos el genocidio» o «Sionismo es racismo» y coreaban consignas como «Palestina libre, libre». También en Edimburgo hubo una importante movilización propalestina. Los asistentes participaron en una marcha silenciosa en memoria de los civiles fallecidos y exiguieron un alto el fuego y que el Gobierno británico y también el escocés impongan sanciones a Israel.
El 10 de octubre dos activistas propalestinas pegaron una imagen de una mujer palestina y su hijo ensangrentado sobre el cristal protector del cuadro de Pablo Picasso 'La Maternité' en la National Gallery de Londres, para pedir el embargo de armas a Israel, después vertieron pintura roja por el suelo de la sala del museo. Un portavoz del museo confirmó que ningún cuadro sufrió daños durante la protesta. 
El 8 de marzo de 2025, un hombre se encaramó a la torre del Big Ben en Londres enarbolando la bandera palestina. El hombre permaneció en lo alto del Big Ben más de 16 horas y tras descender fue detenido por la policía. Al mismo tiempo decenas de manifestantes propalestinos se concentraron cerca del Parlamento tras la intervención de la Policía, que impidió que la manifestación tuviera lugar junto a la sede de la BBC.
En marzo de 2025, activistas propalestinos asaltaron el campo de golf que posee el presidente de Estados Unidos, Donald Trump, en la localidad británica de Turnberry en Escocia. Los activistas pintaron en letras de tres metros la frase «Gaza no se vende» sobre el césped del campo y causaron daños en los «greens» además de pintar parcialmente la fachada principal de la casa club con espray rojo. La organización Palestine Action justificó su la incursión como una «respuesta directa a la intención declarada de la administración estadounidense de limpiar étnicamente Gaza».
El 17 de mayo de 2025, aproximadamente 600.000 personas marcharon por Londres para conmemorar el 77.º aniversario de la Nakba y pedir al gobierno que «tomara medidas» para detener las atrocidades cometidas por Israel contra los palestinos.

### República Checa
El domingo 18 de febrero más de mil personas salieron a manifestares en Praga para exigir un alto el fuego inmediato en Gaza y que el gobierno revise sus políticas pro israelíes. Calificaron el actual ataque de Israel contra Gaza como un «genocidio a plena luz del día». A la manifestación, asistieron personas de todo tipo incluidos estudiantes, miembros del mundo académico, profesionales e incluso turistas. Varios manifestantes portaban banderas y pancartas exigiendo un alto el fuego y criticando la política estadounidense.

### Rusia
Los residentes de Jasaviurt, Daguestán, se reunieron cerca del Hotel Flamingo después de informes de que supuestamente se estaban alojando allí a refugiados de Israel. Los manifestantes exigieron que todos los residentes del hotel se acercaran a las ventanas para verlos. Cuando los invitados no hicieron esto, arrojaron piedras al edificio. Los reunidos gritaron Allahu Akbar y exigieron revisar los sótanos y dejarlos entrar al hotel. La policía llegó y permitió a los manifestantes revisar el hotel para asegurarse de que estuviera «libre de judíos». Después de esto, se publicó un mensaje afuera del hotel que decía que se prohibía la entrada a los judíos.
En Nalchik, Kabardino-Balkaria, un centro comunitario religioso nacional-cultural judío local en construcción fue incendiado, y los atacantes escribieron «muerte a los Yahuds» en su pared.
Una turba irrumpió en el aeropuerto de Uytash cerca de Majachkalá, Daguestán, tras la llegada de un vuelo de Red Wings Airlines procedente de Tel Aviv. En Telegram se difundieron mensajes de que un vuelo directo procedente de Israel llegaba a Daguestán, con llamadas para acudir al aeropuerto e impedir el aterrizaje del avión. Mientras que el sitio web de noticias en ruso Meduza dijo que la multitud estaba formada por «residentes locales», según informó el canal de televisión israelí Keshet 12 la mayoría de las personas en la multitud eran expatriados palestinos.
Como se indica en la web del aeropuerto, el avión procedente de Tel Aviv aterrizó a las 19:17 hora local. Después, decenas de manifestantes irrumpieron en el aeropuerto y llegaron a la pista, algunos, según Izvestia, lograron trepar a las alas del avión. veinte personas resultaron heridas, entre ellas nueve policías, de los cuales dos resultaron gravemente heridos. Los pasajeros del avión resultaron ilesos. Se identificaron ciento cincuenta sospechosos y sesenta fueron detenidos. La agencia rusa de aviación civil Rosaviatsia anunció el cierre provisional del aeropuerto hasta el 6 de noviembre, pero lo reabrió el 30 de octubre. Al anochecer de ese día, el número de detenidos aumentó a 83.

### Rumanía

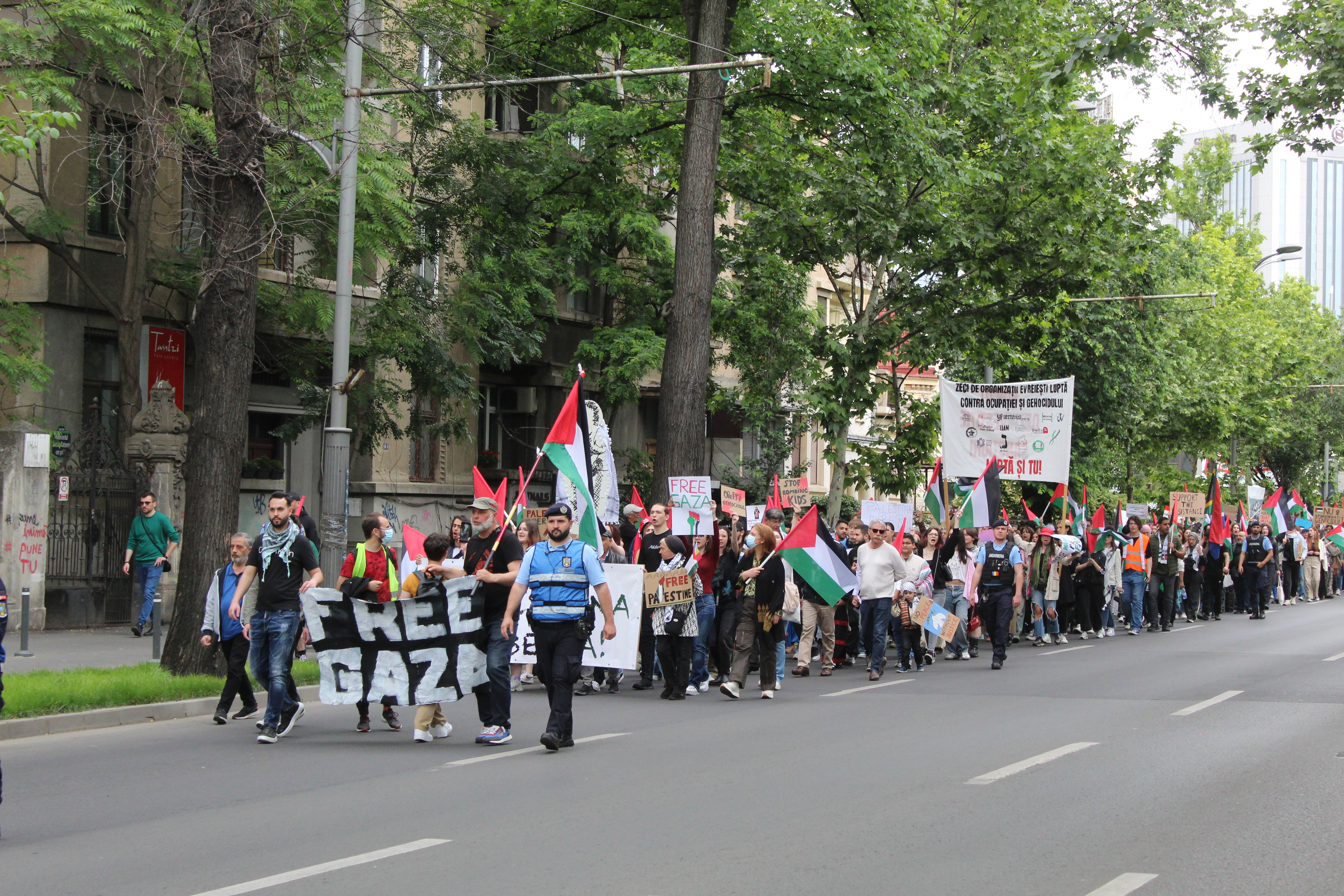
Una manifestación pro palestina en el centro de Bucarest, Rumanía, escoltada por la policía, con pancartas que piden el fin del genocidio (mayo de 2024)

El 12 de octubre, la comunidad judía rumana y la Embajada de Israel organizaron en Bucarest una manifestación a favor de Israel. Asistieron algo más de 600 personas. El 21 de octubre se celebró en Bucarest una manifestación a favor de Palestina a la que asistieron más de 1000 manifestantes, incluido el activista de izquierda Silviu Istrate.
El 19 de mayo de 2024 se celebró en Bucarest una manifestación a favor de Palestina en la que participó el eurodiputado rumano de los Verdes/ALE Nicu Ștefănuță. El 20 de junio de 2024, la administración de la Universidad de Bucarest llamó a la Gendarmería para evacuar a los manifestantes pro palestinos que ocupaban su campus. El eurodiputado Nicu Ștefănuță comparó este acontecimiento con la invitación a los mineros que hizo el presidente Ion Iliescu en 1990, que dio lugar a la tristemente célebre Mineriada de junio de 1990.
Durante la edición 2024 del Orgullo de Bucarest, algunos pro palestinos gritaron «no hay orgullo en el genocidio».  El Viernes Santo, 18 de abril de 2025, la Asociación de Solidaridad Rumania-Palestina organizó una vigilia con velas en el Memorial del Renacimiento, en el centro de Bucarest, para conmemorar a las víctimas del genocidio en Gaza.

### Serbia
El 13 de octubre se organizaron protestas a favor de Palestina en Novi Pazar y Novi Sad. Más de 15.000 manifestantes se reunieron en Novi Sad para expresar su solidaridad con Palestina y denunciar a Israel, con lemas como «Libertad para Palestina», «Desde el río hasta el mar, Palestina será libre» y «Detengamos el genocidio». Además se exhibieron banderas palestinas y fotografías del sufrimiento en Gaza y se distribuyeron panfletos llamando al boicot de los productos israelíes.

### Suecia
El 7 de octubre de 2023, tras el ataque contra Israel, hubo celebraciones a favor de Palestina en algunas ciudades suecas. En Malmö, la gente se desplazaba en coches ondeando banderas palestinas y lanzando fuegos artificiales. Sucesos similares ocurrieron en Helsingborg, Kristianstad y Växjö.
El 7 de enero de 2024, manifestantes protestaron contra la guerra frente a la embajada de Estados Unidos en Estocolmo. El 28 de enero se celebraron protestas a favor de Palestina en Helsingborg, Malmö y Gotemburgo. El 29 de febrero, la eurodiputada sueca Abir Al-Sahlani utilizó su tiempo asignado de palabra durante la sesión parlamentaria para organizar una protesta silenciosa. El 27 de abril de 2024 tuvo lugar una protesta en Suecia con cánticos de «Palestina libre» y «Boicot a Israel».
Como anfitrión de Eurovisión 2024, Malmö tuvo manifestaciones debido a la participación de Israel en el concurso. El 9 de mayo, aproximadamente un centenar de manifestantes se reunieron en Malmö para una manifestación a favor de Israel, mientras que miles se manifestaron en contra de la participación de Israel. El 11 de mayo, miles de personas protestaron contra Eurovisión en Malmö. La activista climática sueca Greta Thunberg fue arrestada mientras protestaba afuera. Un presentador de Noruega se retiró después de hacer acusaciones públicas de genocidio contra Israel. Varios otros artistas faltaron a los ensayos, se quejaron de los dobles estándares cometidos por la Unión Europea de Radiodifusión y usaron disfraces y maquillaje con mensajes políticos que estaban explícitamente prohibidos por las reglas del concurso.
El 7 de junio, la policía de Estocolmo detuvo a diecinueve activistas propalestinos que se habían atrincherado en un edificio del Real Instituto de Tecnología mientras pedían que la institución pusiera fin a su colaboración con las universidades israelíes. En septiembre de 2024, Greta Thunberg fue detenida mientras protestaba para que la Universidad de Estocolmo cortara sus vínculos con Israel.

### Suiza

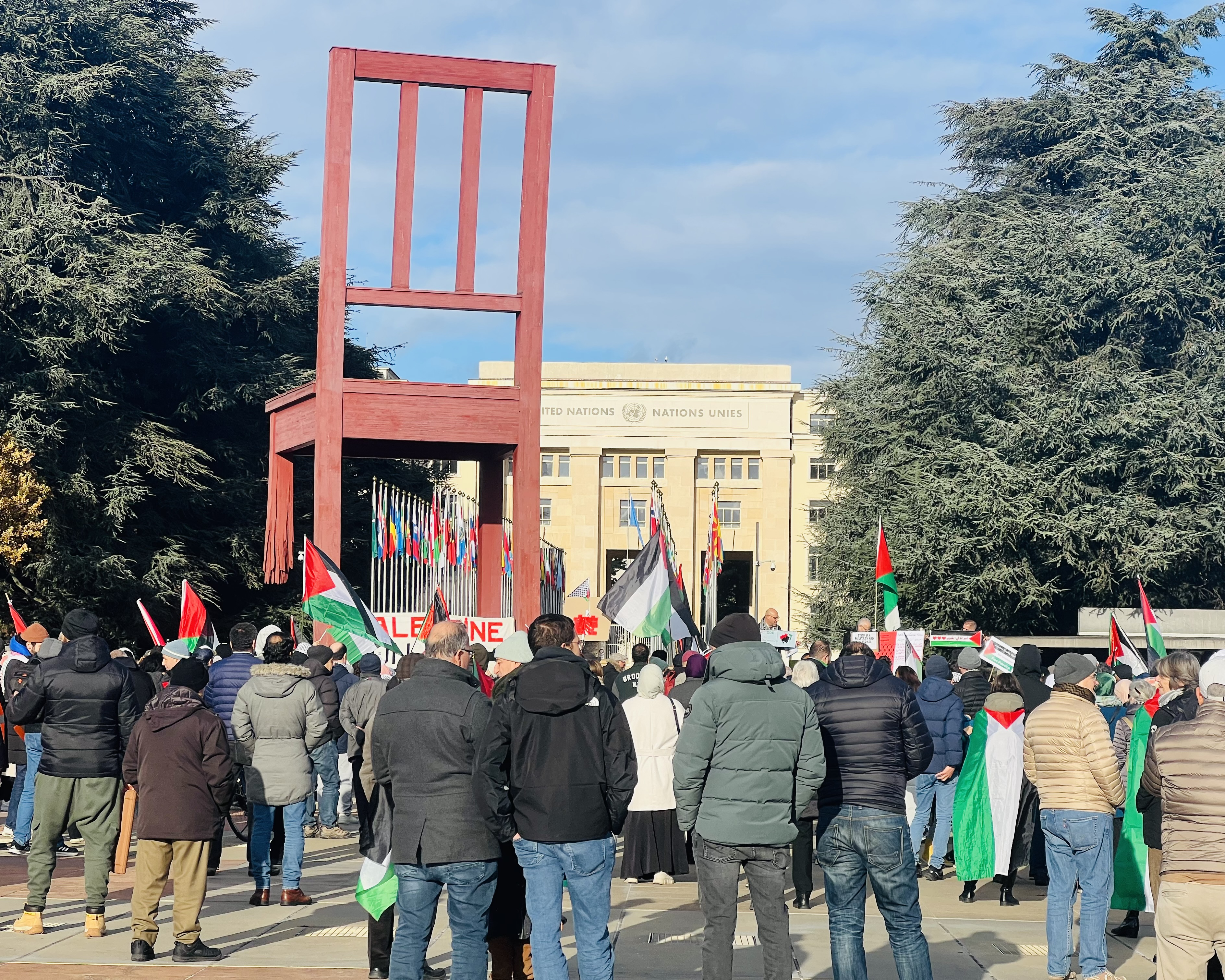
Protesta pro Palestina en Ginebra frente a la Oficina de la ONU el 25 de noviembre de 2023

Manifestantes pro palestinos se reunieron frente a la Oficina de las Naciones Unidas en Ginebra para protestar contra la guerra. El 13 de enero de 2024, más de 15.000 manifestantes en apoyo de la causa palestina se reunieron en Basilea para organizar una manifestación en solidaridad con el pueblo de Gaza. Esta manifestación se produjo tras la prohibición impuesta por varios cantones suizos de habla alemana a actividades similares.
El 5 de mayo, cientos de estudiantes pro palestinos de la Universidad de Lausana organizaron una sentada en una instalación universitaria, coreando «Gaza, UNIL está contigo» y «abajo el apartheid israelí». El 13 de mayo, estudiantes propalestinos se manifestaron en la Universidad de Berna y ocuparon un edificio universitario.
La participación de Israel en el Festival de la Canción de Eurovisión 2025 en Suiza generó gran controversia. El evento «Alfombra Turquesa», celebrado el 11 de mayo de 2025 en la ciudad anfitriona, Basilea, fue escenario de manifestaciones pro palestinas contra la participación de Israel.

### Ucrania
Muchos ucranianos han apoyado a Israel, considerando que el ataque de Hamás de 2023 a Israel es similar a la invasión rusa de Ucrania.El embajador de Ucrania en Israel, Mykhailo Brodsky, describió a Ucrania como el país más pro israelí de Europa, y dijo que se produjeron mítines y reuniones en apoyo de Israel en el país a pesar de las prohibiciones de reuniones en Ucrania debido a la guerra ruso-ucraniana, como en Kiev, Leópolis, Odesa, Járkov y Dnipró. 
El 2 de noviembre, la revista de izquierda Commons publicó una carta abierta de «investigadores, artistas, activistas políticos y laborales y miembros de la sociedad civil ucranianos» expresando solidaridad con los palestinos y condenando las acciones de Israel en Gaza, la islamofobia y el antisemitismo. Para el 27 de diciembre, la carta contaba con 443 firmas.

### Festival de la Canción de Eurovisión de 2024

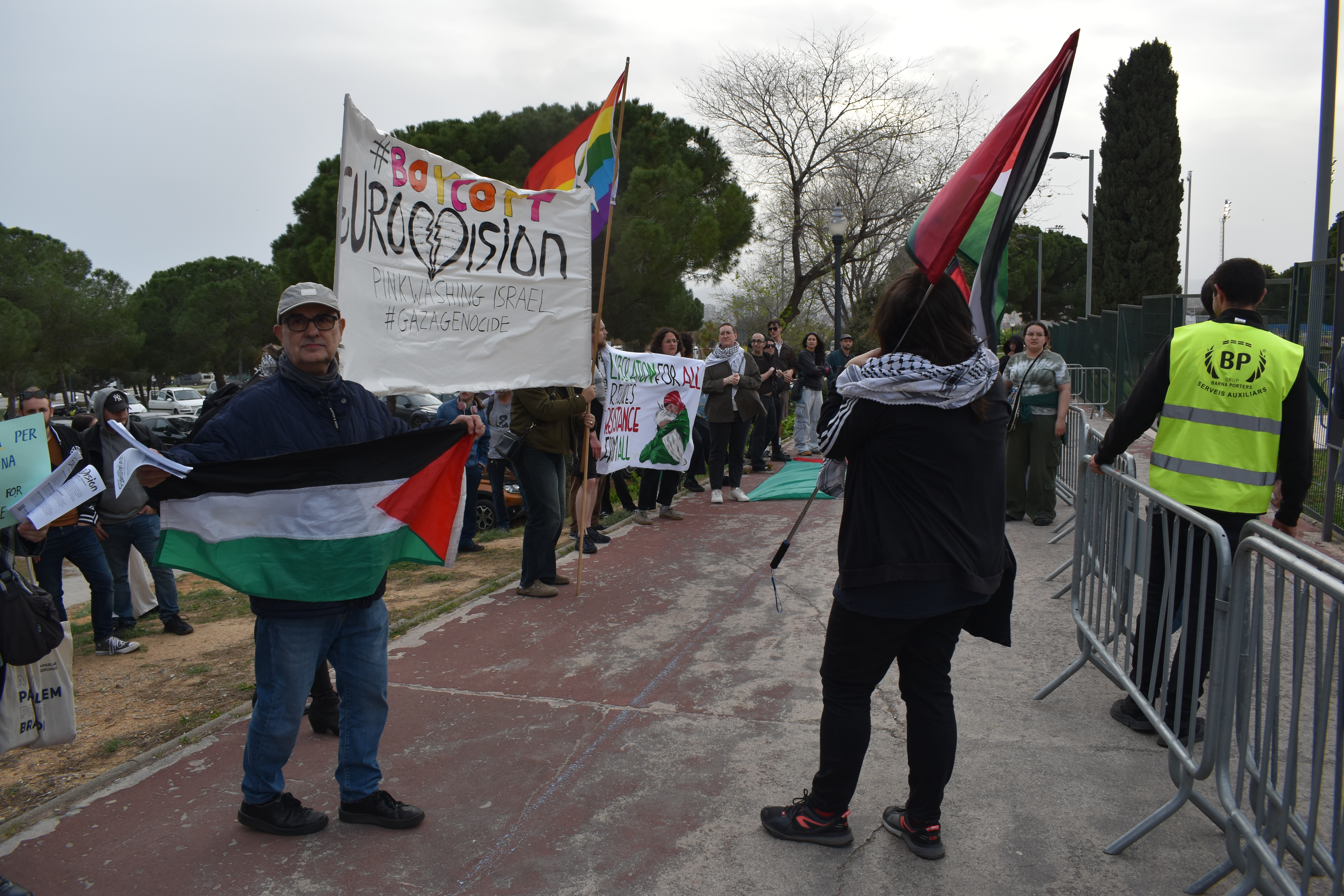
Una manifestación contra la participación israelí en Eurovisión en Barcelona en abril de 2024

Con motivo de la Guerra Israel-Gaza más de mil músicos fineses pidieron que se prohibiese la participación de Israel en el Festival de Eurovisión o que, en caso contrario, Finlandia no participase. También desde Islandia, la Asociación de Compositores y Letristas del país pidió a la televisión pública que se retirara si Israel participaba.
En enero de 2024, más de 1000 artistas musicales suecos, firmaron una carta abierta pidiendo que Israel sea excluido de la edición de 2024 de Eurovisión por su «guerra brutal en Gaza». Publicada en el periódico sueco Aftonbladet, la carta dice que al permitir que Israel participe, la Unión Europea de Radiodifusión (UER) «está mostrando un notable doble rasero que socava la credibilidad de la organización» y que «El hecho de que países que se sitúan por encima del derecho humanitario sean bienvenidos a participar en eventos culturales internacionales trivializa las violaciones del derecho internacional e invisibiliza el sufrimiento de las víctimas».
El participante británico y el participante francés se mostraron contrarios a la participación de Israel. Partidos políticos de Irlanda y España también se mostraron en contra de la participación del Estado hebreo. En la primera semifinal, ocurrida el 7 de mayo, el cantante sueco de origen palestino Eric Saade lució una kufiya amarrada a la muñeca de su brazo izquierdo como muestra de solidaridad con el pueblo palestino. Dicho acto llevó a Israel a llevar a su participante acompañada del Mossad y a desaconsejar el viaje de israelíes a Malmö para ver el concurso.
El 22 de febrero, la Unión Europea de Radiodifusión (UER) rechazó la letra de la canción, «October Rain», propuesta por Israel, al considerarla demasiado política. Amenazó con descalificar al país si no la modificaba, mientras la cadena KAN se negó a hacer tal cosa. Posteriormente, la KAN presentó como alternativa la canción «Dance Forever», segunda clasificada en la preselección, también rechazada por la UER por los mismos motivos.
El 29 de marzo, 10 de los 37 artistas participantes (los representantes de Dinamarca, Finlandia, Irlanda, Lituania, Noruega, Portugal, Reino Unido, San Marino y Suiza, a quienes posteriormente se sumó el representante de Bélgica) emitieron un comunicado conjunto en el que pedían el «inmediato alto al fuego en los territorios palestinos ocupados, particularmente, en Gaza».
El 8 de mayo, durante el ensayo general con público, la representante de Israel Eden Golan, fue recibida con abucheos por parte del público en rechazo a la ofensiva militar que realiza su país en Gaza. Golan fue nuevamente abucheada y aplaudida durante la segunda semifinal, el 9 de mayo. La televisión belga VRT interrumpió su conexión durante la presentación de Golan. La acción fue solicitada por un sindicato que solicitó el acto y en su lugar proyectaron un mensaje de protesta contra la guerra en Gaza: «Esta es una acción sindical. Condenamos las violaciones de los derechos humanos por parte del Estado de Israel. Además, el Estado de Israel está destruyendo la libertad de prensa. Es por eso que interrumpimos la imagen por un momento». El representante de Bélgica, Mustii, apareció con la palabra «paz» escrita en su brazo durante su interpretación.

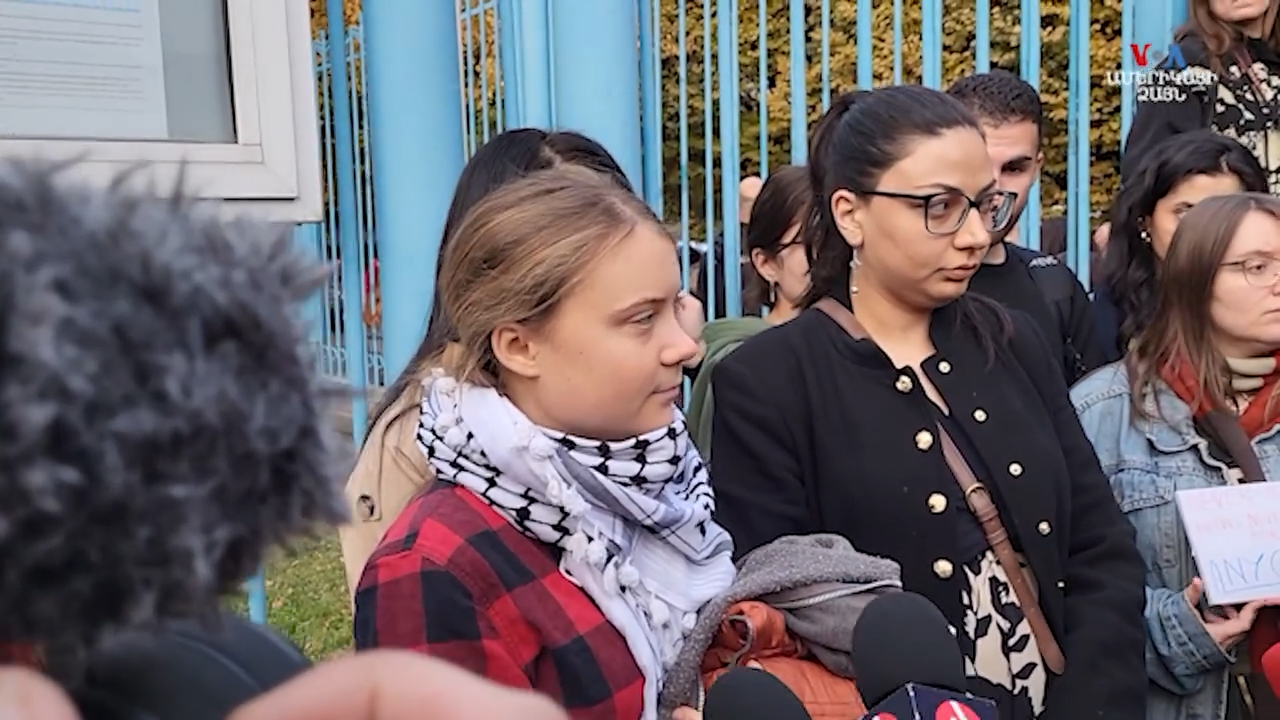
Greta Thunberg durante una protesta frente a la oficina de la ONU en Ereván llevando una kufiya

El jueves 9 de mayo, día del debut de Israel en el festival de Eurovisión 2024, miles de personas se manifestaron en el centro de la ciudad de Malmö para protestar por la participación del país. Los manifestantes, se congregaron en la plaza Stortorget con banderas de Palestina y pancartas donde se podía leer lemas como «Palestina nunca morirá» o «¡Dejad de bombardear hospitales ya!». Una de las portavoces de las protestas, explicó en una entrevista que «no podemos aceptar el hecho de que Israel esté compitiendo como si nada en Eurovisión». «No puedes lanzar purpurina con una mano y bombas con la otra». En la protesta también participó la activista medioambiental Greta Thunberg. Se convocaron nuevas marchas después de que Golan pasara a la final.

### Festival de la Canción de Eurovisión de 2025
La televisión pública española emitió un mensaje a favor de Palestina justo antes de que empezase la final de Eurovisión a las 21:00 horas, en el que la televisión pública remarcaba que «Frente a los derechos humanos, el silencio no es una opción. Paz y Justicia para Palestina», en letras blancas sobre un fondo negro.

## Oceanía

### Australia

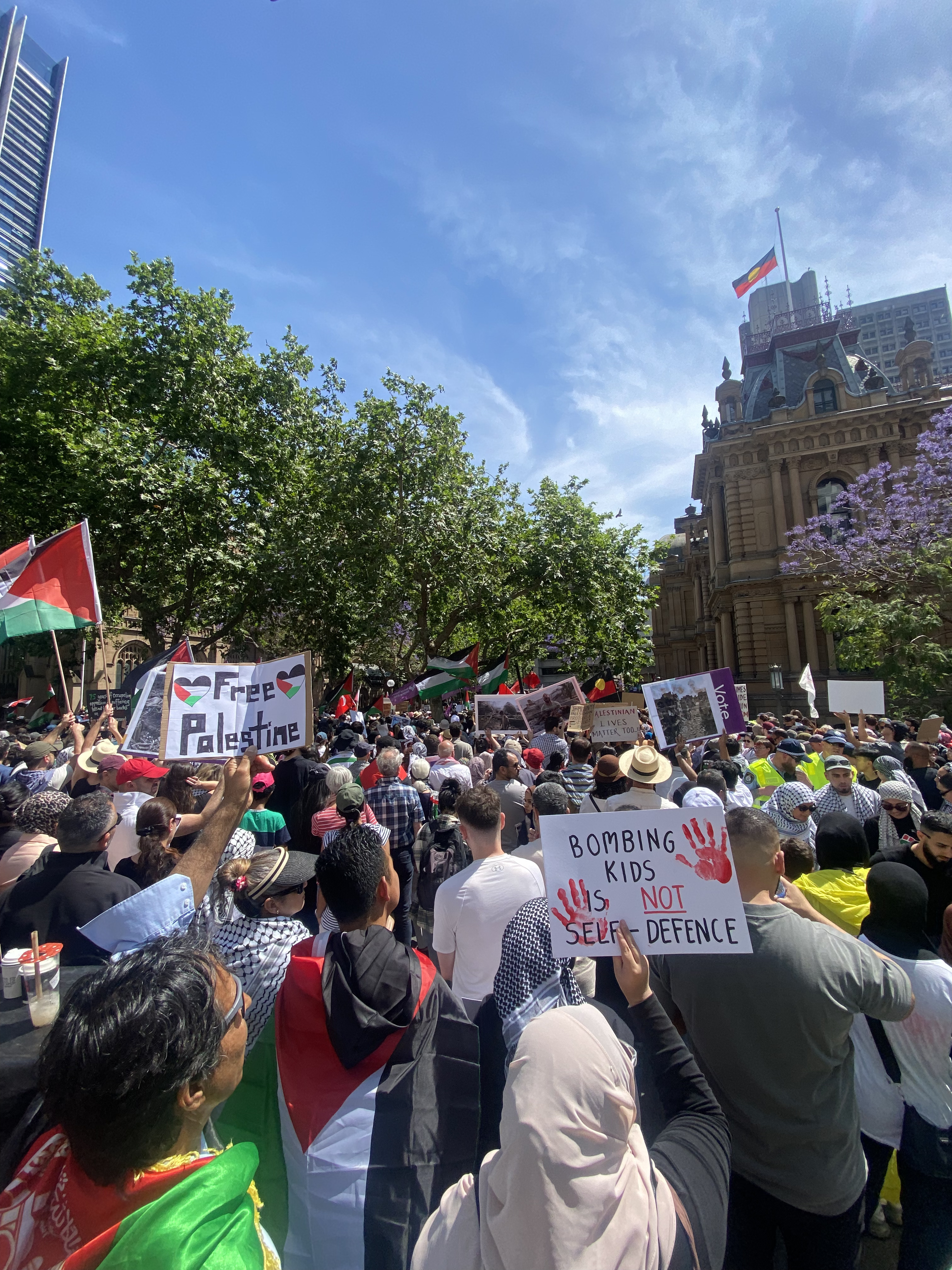
Protestas pro palestinas en Sídney (21 de octubre de 2023).

En la noche del 9 de octubre, alrededor de 1000 manifestantes asistieron a una manifestación pro palestina en Sídney, en la que pedían al gobierno australiano que pusiera fin al apoyo a Israel. Los manifestantes marcharon por el distrito central de negocios de la ciudad hasta la Ópera de Sídney, que había sido iluminada con los colores de la bandera israelí para crear un espacio «para que los judíos lloren a las víctimas de los ataques en Israel».
Un grupo de varias decenas de manifestantes pro palestinos en Melbourne bloqueó la entrada del hotel a una delegación de familias de israelíes secuestrados y víctimas de la masacre del 7 de octubre después de enterarse de su ubicación. En respuesta, la delegación pidió ayuda en la comisaría de policía local. 
Durante todo el fin de semana, día 4 y 5 de noviembre, se celebran manifestaciones contra el genocidio israelí y pidiendo el alto al fuego en distintas ciudades australianas. También han crecido los actos judeofobos e islamofobos desde el comienzo del conflicto.
A finales de diciembre de 2023, la tripulación de cabina de un vuelo de Qantas entre Melbourne y Hobart se puso insignias de la bandera palestina; lo que iba en contra de la política de la aerolínea de usar insignias no aprobadas en sus uniformes. Dvir Abramovich, presidente de la Comisión Antidifamación, criticó la conducta de la tripulación de cabina como intimidatoria, hostigadora y una violación de «todas las reglas de los viajes aéreos». Una petición en línea que pedía el despido de la tripulación de cabina atrajo 2000 firmas. En respuesta a la cobertura de los medios de comunicación, Qantas reiteró su política contra los empleados que usan insignias no aprobadas en sus uniformes.
Los días 20 y 21 de enero, manifestantes pro palestinos impidieron que cuatro buques de carga israelíes descargaran 30 000 contenedores en el puerto de Melbourne. Según los organizadores las protestas «tienen como objetivo presionar a Tel Aviv para que implemente un alto el fuego tras el brutal asedio y bombardeo del ejército israelí en la Franja de Gaza, que ha matado a 25 000 palestinos, más de la mitad de los cuales son mujeres y niños».
El 2 de febrero, manifestantes en Melbourne bloquearon la entrada a la fábrica que produce piezas para los aviones militares israelíes F-35. El 25 de abril, estudiantes de la Universidad de Sídney levantaron varias tiendas de campaña y gritaron consignas pro palestinas. Después de eso, estudiante de otras universidades australianas establecieron campamentos.
El 8 de mayo, la senadora de los Verdes, Dorinda Cox, denunció que la policía la había «maltratado» en una protesta en Washington, mientras protestaba como parte del colectivo Estudiantes por Palestina en el casino y resort Crown Perth, donde el primer ministro Anthony Albanese estaba hablando en un desayuno de negocios. Estaba en medio de un discurso, la policía le dijo al grupo que se moviera y supuestamente la empujó entre la multitud.

### Islas Cook
El 8 de noviembre, un pequeño grupo de manifestantes se reunió frente al Auditorio Nacional de Avarua durante la reunión del Foro de las Islas del Pacífico de 2023 para pedir el fin de la matanza de niños palestinos en Gaza.

### Nueva Zelanda

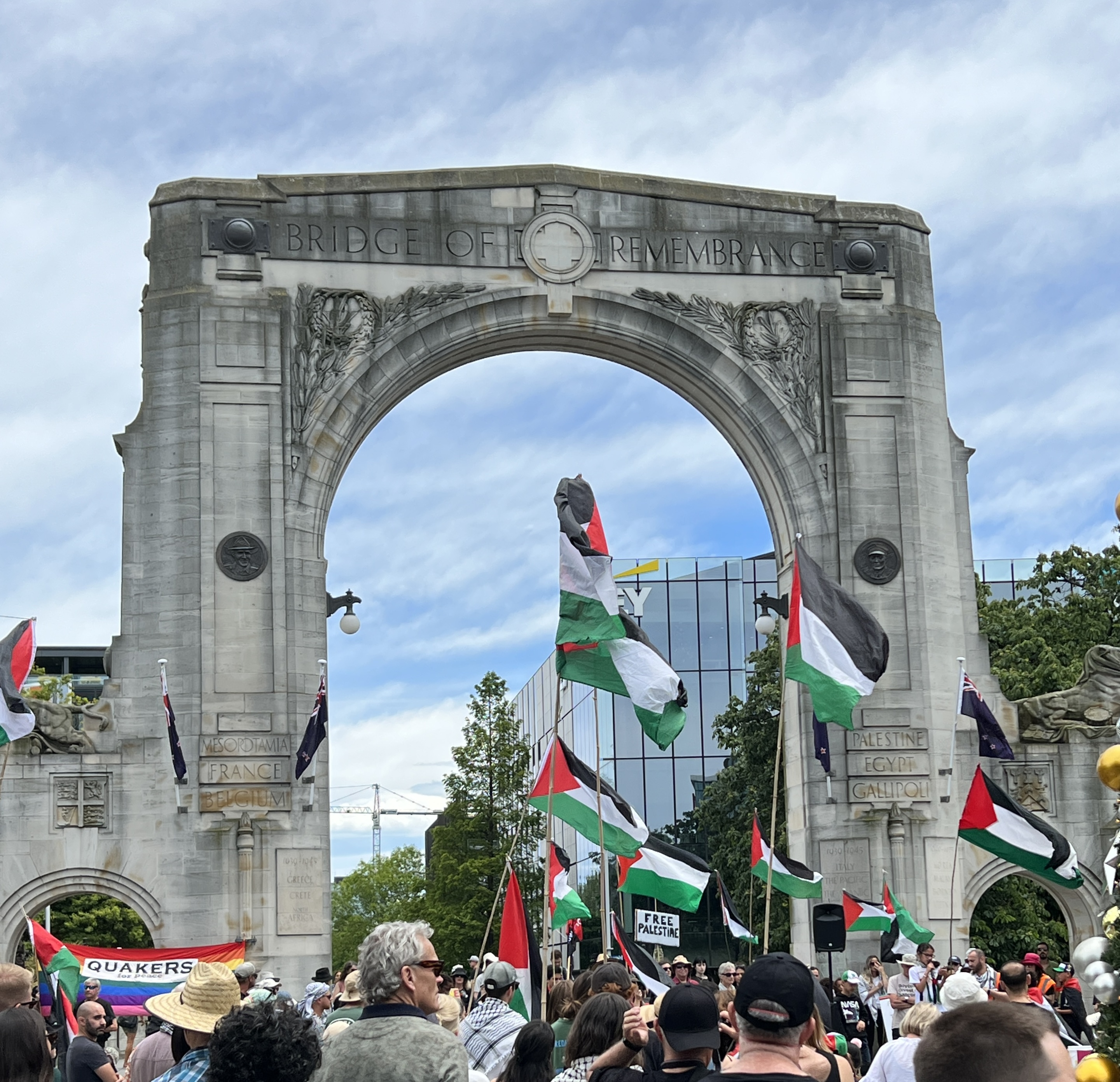
Protestas pro palestinas en el Puente del Recuerdo en Christchurch (Nueva Zelanda)

El 15 de octubre, el Museo Conmemorativo de la Guerra de Auckland organizó un despliegue de luces con los colores de la bandera de Israel para expresar solidaridad con Israel y los civiles afectados por los «ataques terroristas». En respuesta, unos 100 partidarios palestinos se reunieron frente al museo y cubrieron las luces con chaquetas y banderas. Tuvieron un altercado verbal con un grupo de partidarios de Israel. Los defensores locales pro palestinos, incluida la cofundadora de Alternative Jewish Voices, Marilyn Garson, Janfrie Wakim y el líder de la Red de Solidaridad Palestina Aotearoa (PSNA), John Minto, criticaron la exhibición de luces del museo como partidista e «insensible» hacia los palestinos. Posteriormente, el director ejecutivo del museo, David Reeves, emitió un comunicado disculpándose «por la angustia y el dolor causado a los miembros de nuestra comunidad». La disculpa de Reeve fue criticada por la portavoz del Consejo Judío de Nueva Zelanda, Juliet Moses, quien describió la protesta como «extremadamente decepcionante» y la disculpa del museo como una «traición».
El 4 de mayo, unos 30 manifestantes, incluido el veterano activista John Minto, organizaron un flash mob de protesta frente a la residencia del ministro de Asuntos Exteriores, Winston Peters, exigiendo que Nueva Zelanda restableciera la financiación para la UNRWA y rompiera relaciones diplomáticas con Israel.

## Mundial

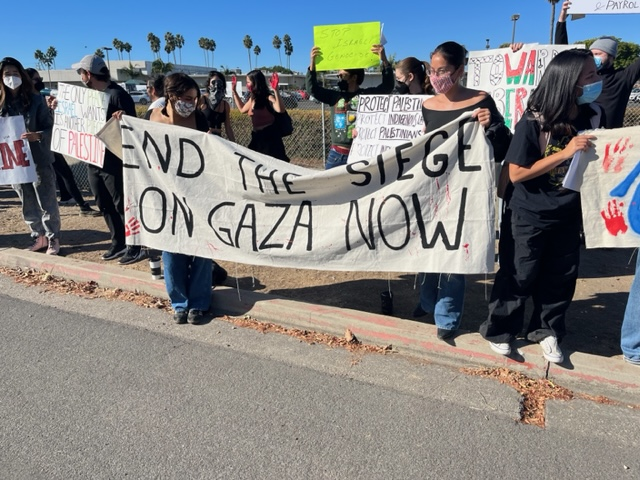
Manifestantes en apoyo de Palestina en Estados Unidos, en noviembre de 2023 en California, Raytheon

Justo después del ataque de Hamás el 7 de octubre de 2023, varios lugares emblemáticos de países aliados de Israel como la Ópera de Sídney, la Puerta de Brandeburgo, la Casa Blanca y la Torre Eiffel, fueron iluminados con los colores de la bandera israelí.
La Declaración de los funcionarios públicos transatlánticos sobre Gaza es una carta pública firmada por más de 800 funcionarios actualmente en servicio en los Estados Unidos y Europa que afirma que las políticas de sus gobiernos durante la guerra entre Israel y Gaza podrían constituir «graves violaciones del derecho internacional». Los firmantes son funcionarios de Estados Unidos, la Unión Europea y once países europeos, incluidos Francia, Alemania y el Reino Unido. Las identidades de los firmantes no se hicieron públicas por temor a posibles repercusiones.

## Boicots
En numerosos países se han producido boicots a empresas que se perciben como favorables a Israel. Esta forma de protesta ha sido particularmente popular en los países árabes cuyos gobiernos prohíben las manifestaciones callejeras. Las marcas más afectadas han sido las estadounidenses Starbucks, McDonald's, KFC y Pizza Hut.
El boicot a McDonald's comenzó cuando su franquicia israelí, propiedad de Alonyal Ltd., anunció que daría comidas gratis a los militares de Israel. Tras sufrir bajadas de ventas «significativas» en Oriente Medio, en abril de 2024 McDonald's le compró a Alonyal su franquicia.
En febrero de 2024, McDonald's atribuyó las campañas de boicot en Oriente Medio, Indonesia y Malasia a un crecimiento de las ventas de tan solo el 0,7 % durante el cuarto trimestre de 2023, en comparación con el 16,5 % del mismo trimestre del año anterior. Unilever, fabricante del jabón Dove, el helado Ben & Jerry's y los cubitos de caldo Knorr, también indicó que sus ventas en Indonesia en el mismo trimestre habían experimentado una caída de dos dígitos como resultado de campañas de boicot.
Algunas empresas han cifrado el impacto del boicot: el grupo Americana Restaurants (matriz de KFC y Pizza Hut) acusó una caída de 40% de su beneficio, la filial malaya de Starbucks entró en pérdidas tras perder casi la mitad de sus ingresos y tanto Mondelez como L'Oréal perdieron un 2% de sus ventas en Oriente Medio. McDonald's La mayoría de empresas, por el contrario, han preferido no dar cifras para evitar generar noticias que amplifiquen el boicot.
Varios gobiernos y asociaciones pidieron que se excluyera a Israel de los Juegos Olímpicos de París, de las competiciones europeas y mundiales de fútbol y del concurso musical Eurovisión. Las tres peticiones fueron desoídas.